# 1970
Portal Geschichte | Portal Biografien | Aktuelle Ereignisse | Jahreskalender | Tagesartikel

◄ |
19. Jahrhundert |
20. Jahrhundert
| 21. Jahrhundert

◄ |
1940er |
1950er |
1960er |
1970er
| 1980er | 1990er | 2000er | ►

◄◄ |
◄ |
1966 |
1967 |
1968 |
1969 |
1970
| 1971 | 1972 | 1973 | 1974 | ► | ►►
Staatsoberhäupter · Wahlen · Nekrolog  · Literaturjahr · Musikjahr · Filmjahr · Rundfunkjahr · Sportjahr
| Januar | Januar | Januar | Januar | Januar | Januar | Januar | Januar |
| Kw     | Mo     | Di     | Mi     | Do     | Fr     | Sa     | So     |
| ------ | ------ | ------ | ------ | ------ | ------ | ------ | ------ |
| 1      |        |        |        | 1      | 2      | 3      | 4      |
| 2      | 5      | 6      | 7      | 8      | 9      | 10     | 11     |
| 3      | 12     | 13     | 14     | 15     | 16     | 17     | 18     |
| 4      | 19     | 20     | 21     | 22     | 23     | 24     | 25     |
| 5      | 26     | 27     | 28     | 29     | 30     | 31     |        |

| Februar | Februar | Februar | Februar | Februar | Februar | Februar | Februar |
| Kw      | Mo      | Di      | Mi      | Do      | Fr      | Sa      | So      |
| ------- | ------- | ------- | ------- | ------- | ------- | ------- | ------- |
| 5       |         |         |         |         |         |         | 1       |
| 6       | 2       | 3       | 4       | 5       | 6       | 7       | 8       |
| 7       | 9       | 10      | 11      | 12      | 13      | 14      | 15      |
| 8       | 16      | 17      | 18      | 19      | 20      | 21      | 22      |
| 9       | 23      | 24      | 25      | 26      | 27      | 28      |         |

| März | März | März | März | März | März | März | März |
| Kw   | Mo   | Di   | Mi   | Do   | Fr   | Sa   | So   |
| ---- | ---- | ---- | ---- | ---- | ---- | ---- | ---- |
| 9    |      |      |      |      |      |      | 1    |
| 10   | 2    | 3    | 4    | 5    | 6    | 7    | 8    |
| 11   | 9    | 10   | 11   | 12   | 13   | 14   | 15   |
| 12   | 16   | 17   | 18   | 19   | 20   | 21   | 22   |
| 13   | 23   | 24   | 25   | 26   | 27   | 28   | 29   |
| 14   | 30   | 31   |      |      |      |      |      |

| April | April | April | April | April | April | April | April |
| Kw    | Mo    | Di    | Mi    | Do    | Fr    | Sa    | So    |
| ----- | ----- | ----- | ----- | ----- | ----- | ----- | ----- |
| 14    |       |       | 1     | 2     | 3     | 4     | 5     |
| 15    | 6     | 7     | 8     | 9     | 10    | 11    | 12    |
| 16    | 13    | 14    | 15    | 16    | 17    | 18    | 19    |
| 17    | 20    | 21    | 22    | 23    | 24    | 25    | 26    |
| 18    | 27    | 28    | 29    | 30    |       |       |       |

| Mai | Mai | Mai | Mai | Mai | Mai | Mai | Mai |
| Kw  | Mo  | Di  | Mi  | Do  | Fr  | Sa  | So  |
| --- | --- | --- | --- | --- | --- | --- | --- |
| 18  |     |     |     |     | 1   | 2   | 3   |
| 19  | 4   | 5   | 6   | 7   | 8   | 9   | 10  |
| 20  | 11  | 12  | 13  | 14  | 15  | 16  | 17  |
| 21  | 18  | 19  | 20  | 21  | 22  | 23  | 24  |
| 22  | 25  | 26  | 27  | 28  | 29  | 30  | 31  |

| Juni | Juni | Juni | Juni | Juni | Juni | Juni | Juni |
| Kw   | Mo   | Di   | Mi   | Do   | Fr   | Sa   | So   |
| ---- | ---- | ---- | ---- | ---- | ---- | ---- | ---- |
| 23   | 1    | 2    | 3    | 4    | 5    | 6    | 7    |
| 24   | 8    | 9    | 10   | 11   | 12   | 13   | 14   |
| 25   | 15   | 16   | 17   | 18   | 19   | 20   | 21   |
| 26   | 22   | 23   | 24   | 25   | 26   | 27   | 28   |
| 27   | 29   | 30   |      |      |      |      |      |

| Juli | Juli | Juli | Juli | Juli | Juli | Juli | Juli |
| Kw   | Mo   | Di   | Mi   | Do   | Fr   | Sa   | So   |
| ---- | ---- | ---- | ---- | ---- | ---- | ---- | ---- |
| 27   |      |      | 1    | 2    | 3    | 4    | 5    |
| 28   | 6    | 7    | 8    | 9    | 10   | 11   | 12   |
| 29   | 13   | 14   | 15   | 16   | 17   | 18   | 19   |
| 30   | 20   | 21   | 22   | 23   | 24   | 25   | 26   |
| 31   | 27   | 28   | 29   | 30   | 31   |      |      |

| August | August | August | August | August | August | August | August |
| Kw     | Mo     | Di     | Mi     | Do     | Fr     | Sa     | So     |
| ------ | ------ | ------ | ------ | ------ | ------ | ------ | ------ |
| 31     |        |        |        |        |        | 1      | 2      |
| 32     | 3      | 4      | 5      | 6      | 7      | 8      | 9      |
| 33     | 10     | 11     | 12     | 13     | 14     | 15     | 16     |
| 34     | 17     | 18     | 19     | 20     | 21     | 22     | 23     |
| 35     | 24     | 25     | 26     | 27     | 28     | 29     | 30     |
| 36     | 31     |        |        |        |        |        |        |

| September | September | September | September | September | September | September | September |
| Kw        | Mo        | Di        | Mi        | Do        | Fr        | Sa        | So        |
| --------- | --------- | --------- | --------- | --------- | --------- | --------- | --------- |
| 36        |           | 1         | 2         | 3         | 4         | 5         | 6         |
| 37        | 7         | 8         | 9         | 10        | 11        | 12        | 13        |
| 38        | 14        | 15        | 16        | 17        | 18        | 19        | 20        |
| 39        | 21        | 22        | 23        | 24        | 25        | 26        | 27        |
| 40        | 28        | 29        | 30        |           |           |           |           |

| Oktober | Oktober | Oktober | Oktober | Oktober | Oktober | Oktober | Oktober |
| Kw      | Mo      | Di      | Mi      | Do      | Fr      | Sa      | So      |
| ------- | ------- | ------- | ------- | ------- | ------- | ------- | ------- |
| 40      |         |         |         | 1       | 2       | 3       | 4       |
| 41      | 5       | 6       | 7       | 8       | 9       | 10      | 11      |
| 42      | 12      | 13      | 14      | 15      | 16      | 17      | 18      |
| 43      | 19      | 20      | 21      | 22      | 23      | 24      | 25      |
| 44      | 26      | 27      | 28      | 29      | 30      | 31      |         |

| November | November | November | November | November | November | November | November |
| Kw       | Mo       | Di       | Mi       | Do       | Fr       | Sa       | So       |
| -------- | -------- | -------- | -------- | -------- | -------- | -------- | -------- |
| 44       |          |          |          |          |          |          | 1        |
| 45       | 2        | 3        | 4        | 5        | 6        | 7        | 8        |
| 46       | 9        | 10       | 11       | 12       | 13       | 14       | 15       |
| 47       | 16       | 17       | 18       | 19       | 20       | 21       | 22       |
| 48       | 23       | 24       | 25       | 26       | 27       | 28       | 29       |
| 49       | 30       |          |          |          |          |          |          |

| Dezember | Dezember | Dezember | Dezember | Dezember | Dezember | Dezember | Dezember |
| Kw       | Mo       | Di       | Mi       | Do       | Fr       | Sa       | So       |
| -------- | -------- | -------- | -------- | -------- | -------- | -------- | -------- |
| 49       |          | 1        | 2        | 3        | 4        | 5        | 6        |
| 50       | 7        | 8        | 9        | 10       | 11       | 12       | 13       |
| 51       | 14       | 15       | 16       | 17       | 18       | 19       | 20       |
| 52       | 21       | 22       | 23       | 24       | 25       | 26       | 27       |
| 53       | 28       | 29       | 30       | 31       |          |          |          |

| Januar | Januar | Januar | Januar | Januar | Januar | Januar | Januar |
| Kw     | Mo     | Di     | Mi     | Do     | Fr     | Sa     | So     |
| ------ | ------ | ------ | ------ | ------ | ------ | ------ | ------ |
| 1      |        |        |        | 1      | 2      | 3      | 4      |
| 2      | 5      | 6      | 7      | 8      | 9      | 10     | 11     |
| 3      | 12     | 13     | 14     | 15     | 16     | 17     | 18     |
| 4      | 19     | 20     | 21     | 22     | 23     | 24     | 25     |
| 5      | 26     | 27     | 28     | 29     | 30     | 31     |        |

| Februar | Februar | Februar | Februar | Februar | Februar | Februar | Februar |
| Kw      | Mo      | Di      | Mi      | Do      | Fr      | Sa      | So      |
| ------- | ------- | ------- | ------- | ------- | ------- | ------- | ------- |
| 5       |         |         |         |         |         |         | 1       |
| 6       | 2       | 3       | 4       | 5       | 6       | 7       | 8       |
| 7       | 9       | 10      | 11      | 12      | 13      | 14      | 15      |
| 8       | 16      | 17      | 18      | 19      | 20      | 21      | 22      |
| 9       | 23      | 24      | 25      | 26      | 27      | 28      |         |

| März | März | März | März | März | März | März | März |
| Kw   | Mo   | Di   | Mi   | Do   | Fr   | Sa   | So   |
| ---- | ---- | ---- | ---- | ---- | ---- | ---- | ---- |
| 9    |      |      |      |      |      |      | 1    |
| 10   | 2    | 3    | 4    | 5    | 6    | 7    | 8    |
| 11   | 9    | 10   | 11   | 12   | 13   | 14   | 15   |
| 12   | 16   | 17   | 18   | 19   | 20   | 21   | 22   |
| 13   | 23   | 24   | 25   | 26   | 27   | 28   | 29   |
| 14   | 30   | 31   |      |      |      |      |      |

| April | April | April | April | April | April | April | April |
| Kw    | Mo    | Di    | Mi    | Do    | Fr    | Sa    | So    |
| ----- | ----- | ----- | ----- | ----- | ----- | ----- | ----- |
| 14    |       |       | 1     | 2     | 3     | 4     | 5     |
| 15    | 6     | 7     | 8     | 9     | 10    | 11    | 12    |
| 16    | 13    | 14    | 15    | 16    | 17    | 18    | 19    |
| 17    | 20    | 21    | 22    | 23    | 24    | 25    | 26    |
| 18    | 27    | 28    | 29    | 30    |       |       |       |

| Mai | Mai | Mai | Mai | Mai | Mai | Mai | Mai |
| Kw  | Mo  | Di  | Mi  | Do  | Fr  | Sa  | So  |
| --- | --- | --- | --- | --- | --- | --- | --- |
| 18  |     |     |     |     | 1   | 2   | 3   |
| 19  | 4   | 5   | 6   | 7   | 8   | 9   | 10  |
| 20  | 11  | 12  | 13  | 14  | 15  | 16  | 17  |
| 21  | 18  | 19  | 20  | 21  | 22  | 23  | 24  |
| 22  | 25  | 26  | 27  | 28  | 29  | 30  | 31  |

| Juni | Juni | Juni | Juni | Juni | Juni | Juni | Juni |
| Kw   | Mo   | Di   | Mi   | Do   | Fr   | Sa   | So   |
| ---- | ---- | ---- | ---- | ---- | ---- | ---- | ---- |
| 23   | 1    | 2    | 3    | 4    | 5    | 6    | 7    |
| 24   | 8    | 9    | 10   | 11   | 12   | 13   | 14   |
| 25   | 15   | 16   | 17   | 18   | 19   | 20   | 21   |
| 26   | 22   | 23   | 24   | 25   | 26   | 27   | 28   |
| 27   | 29   | 30   |      |      |      |      |      |

| Juli | Juli | Juli | Juli | Juli | Juli | Juli | Juli |
| Kw   | Mo   | Di   | Mi   | Do   | Fr   | Sa   | So   |
| ---- | ---- | ---- | ---- | ---- | ---- | ---- | ---- |
| 27   |      |      | 1    | 2    | 3    | 4    | 5    |
| 28   | 6    | 7    | 8    | 9    | 10   | 11   | 12   |
| 29   | 13   | 14   | 15   | 16   | 17   | 18   | 19   |
| 30   | 20   | 21   | 22   | 23   | 24   | 25   | 26   |
| 31   | 27   | 28   | 29   | 30   | 31   |      |      |

| August | August | August | August | August | August | August | August |
| Kw     | Mo     | Di     | Mi     | Do     | Fr     | Sa     | So     |
| ------ | ------ | ------ | ------ | ------ | ------ | ------ | ------ |
| 31     |        |        |        |        |        | 1      | 2      |
| 32     | 3      | 4      | 5      | 6      | 7      | 8      | 9      |
| 33     | 10     | 11     | 12     | 13     | 14     | 15     | 16     |
| 34     | 17     | 18     | 19     | 20     | 21     | 22     | 23     |
| 35     | 24     | 25     | 26     | 27     | 28     | 29     | 30     |
| 36     | 31     |        |        |        |        |        |        |

| September | September | September | September | September | September | September | September |
| Kw        | Mo        | Di        | Mi        | Do        | Fr        | Sa        | So        |
| --------- | --------- | --------- | --------- | --------- | --------- | --------- | --------- |
| 36        |           | 1         | 2         | 3         | 4         | 5         | 6         |
| 37        | 7         | 8         | 9         | 10        | 11        | 12        | 13        |
| 38        | 14        | 15        | 16        | 17        | 18        | 19        | 20        |
| 39        | 21        | 22        | 23        | 24        | 25        | 26        | 27        |
| 40        | 28        | 29        | 30        |           |           |           |           |

| Oktober | Oktober | Oktober | Oktober | Oktober | Oktober | Oktober | Oktober |
| Kw      | Mo      | Di      | Mi      | Do      | Fr      | Sa      | So      |
| ------- | ------- | ------- | ------- | ------- | ------- | ------- | ------- |
| 40      |         |         |         | 1       | 2       | 3       | 4       |
| 41      | 5       | 6       | 7       | 8       | 9       | 10      | 11      |
| 42      | 12      | 13      | 14      | 15      | 16      | 17      | 18      |
| 43      | 19      | 20      | 21      | 22      | 23      | 24      | 25      |
| 44      | 26      | 27      | 28      | 29      | 30      | 31      |         |

| November | November | November | November | November | November | November | November |
| Kw       | Mo       | Di       | Mi       | Do       | Fr       | Sa       | So       |
| -------- | -------- | -------- | -------- | -------- | -------- | -------- | -------- |
| 44       |          |          |          |          |          |          | 1        |
| 45       | 2        | 3        | 4        | 5        | 6        | 7        | 8        |
| 46       | 9        | 10       | 11       | 12       | 13       | 14       | 15       |
| 47       | 16       | 17       | 18       | 19       | 20       | 21       | 22       |
| 48       | 23       | 24       | 25       | 26       | 27       | 28       | 29       |
| 49       | 30       |          |          |          |          |          |          |

| Dezember | Dezember | Dezember | Dezember | Dezember | Dezember | Dezember | Dezember |
| Kw       | Mo       | Di       | Mi       | Do       | Fr       | Sa       | So       |
| -------- | -------- | -------- | -------- | -------- | -------- | -------- | -------- |
| 49       |          | 1        | 2        | 3        | 4        | 5        | 6        |
| 50       | 7        | 8        | 9        | 10       | 11       | 12       | 13       |
| 51       | 14       | 15       | 16       | 17       | 18       | 19       | 20       |
| 52       | 21       | 22       | 23       | 24       | 25       | 26       | 27       |
| 53       | 28       | 29       | 30       | 31       |          |          |          |

## Ereignisse

### Jahreswidmungen
- 1970 ist „Internationales Jahr der Bildung“.
- Europäisches Naturschutzjahr (eine Initiative des Europarats)

### Politik und Weltgeschehen

#### Januar
- 01. Januar: Hans-Peter Tschudi wird erneut Bundespräsident der Schweiz.
- 01. Januar: Die Volljährigkeit wird in Großbritannien von 21 auf 18 heruntergesetzt.
- 01. Januar: Der neue Allgemeine Römische Kalender der katholischen Kirche tritt in Kraft.
- 24. Januar: Doppelbesteuerungsabkommen zwischen der Bundesrepublik Deutschland und Pakistan
- 26. Januar: In Manila brechen die als First Quarter Storm bezeichneten Studentenunruhen aus.

#### Februar
- 13. Februar: Brandanschlag auf das Altenheim der Israelitischen Kultusgemeinde in München. Sieben Bewohner sterben.
- 21. Februar: Der Swissair-Flug 330 stürzt aufgrund eines Bombenattentats in der Schweiz ab. Ziel des Anschlags war eigentlich die israelische Fluggesellschaft El-Al.
- 23. Februar: Gründung der kooperativen Republik Guyana

#### März

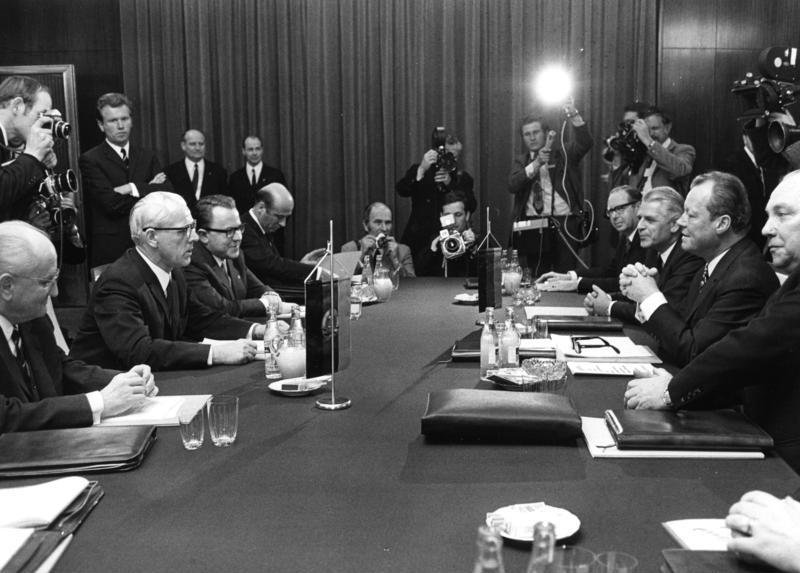
Treffen zwischen Willy Brandt und Willi Stoph im Hotel Erfurter Hof

- 01. März: Bei den Nationalratswahlen in Österreich erreicht die SPÖ unter Bruno Kreisky ihr bis dahin bestes Nachkriegsergebnis und wird stärkste Partei.
- 02. März: Die ehemalige britische Kolonie Rhodesien, das spätere Simbabwe, erklärt sich fünf Jahre nach der einseitigen Unabhängigkeitserklärung zur Republik. Außer von Südafrika wird das Staatswesen jedoch von keinem anderen Staat anerkannt.
- 10. März: Das Ehepaar Christel und Eckhard Wehage entführen ein Verkehrsflugzeug der Interflug aus der DDR, und wollen den Weiterflug nach Hannover durchsetzten, der Versuch scheiterte.
- 18. März: Lon Nol entmachtet Prinz Norodom Sihanouk von Kambodscha.
- 19. März: Der deutsche Bundeskanzler Willy Brandt trifft sich im Erfurter Hotel Erfurter Hof mit dem Ministerpräsidenten der DDR Willi Stoph.
- 25. März: Brasilien erweitert durch ein Dekret seines Präsidenten Emílio Garrastazu Médici sein maritimes Hoheitsgebiet von zwölf auf 200 Seemeilen.
- 26. März: Die Botschafter der vier Besatzungsmächte beginnen in Berlin mit Verhandlungen für ein Berlin-Abkommen, das den künftigen Status der Stadt klären soll. Die Berlin-Frage soll den Entspannungsprozess zwischen Ost und West nicht stören.

#### April
- 01. April: In der Bundesrepublik Deutschland wird die einheitliche Freiheitsstrafe anstelle der bisherigen Strafarten Zuchthaus, Gefängnisstrafe, Einschließung und Haftstrafe eingeführt.
- 13. April: An Bord des amerikanischen Raumschiffs Apollo 13 explodiert ein Sauerstofftank und legt das Kommandomodul der Fähre lahm.
- 24. April: Gambia wird Republik. Staatspräsident wird Dawda Jawara.
- 29. April: US-Invasion in Kambodscha mit dem Ziel, Nachschubwege der Nordvietnamesen nach Südvietnam abzuschneiden

#### Mai
- 04. Mai: Kent-State-Massaker: Während Protesten gegen den Vietnamkrieg werden in Ohio, USA, auf dem Campus der Kent State University vier Studenten von Nationalgardisten erschossen.
- 14. Mai: Gründung der Terrororganisation Rote Armee Fraktion: Ulrike Meinhof, Gudrun Ensslin und andere befreien Andreas Baader aus der Haft.
- 16. Mai: Israelische Kampfflugzeuge versenken im Verlauf des sog. Abnutzungskriegs den ägyptischen Zerstörer El Qaher.
- 21. Mai: Der deutsche Bundeskanzler Willy Brandt trifft sich in Kassel mit dem stellvertretenden Staatsratsvorsitzenden der DDR Willi Stoph.
- 22. Mai: Bei einem Anschlag palästinensischer Terroristen sterben neun israelische Schulkinder und drei Erwachsene.
- 29. Mai: Der ehemalige argentinische Präsident Pedro Eugenio Aramburu wird von einer peronistischen Gruppe entführt und einige Tage danach ermordet.

#### Juni

Ergebnisse des Volksentscheids in Baden

- 04. Juni: Tonga erlangt Unabhängigkeit von Großbritannien.
- 07. Juni: Bei einem Volksentscheid stimmen 81,9 % der Wähler gegen die Wiederherstellung des Landes Baden und für den Verbleib bei Baden-Württemberg.
- 18. Juni: Bei den britischen Unterhauswahlen gewinnt die Konservative Partei die absolute Mehrheit. Edward Heath löst Harold Wilson als Premierminister ab.

#### Juli
- 23. Juli: Sultan Qabus bin Said bin Taimur Al Said wird Staatspräsident in Oman.

#### August
- 12. August: Der Moskauer Vertrag wird zwischen der Sowjetunion und der Bundesrepublik Deutschland geschlossen.

#### September
- 01. September: Die marxistisch-leninistische Demokratische Front zur Befreiung Palästinas verübt ein Attentat auf Jordaniens König Hussein I. Der Herrscher entgeht dem auf seiner Fahrt zum Flughafen Amman ausgeführten Anschlag. Die bestehenden Spannungen mit dem Gastland der Palästinenser verschärfen sich erheblich.
- 02. bis 22. September: Palästinenseraufstand in Jordanien (Schwarzer September)
- 17. September: In Jordanien beginnt die Armee damit, den im Lande ausgebrochenen Aufstand des Schwarzen September der palästinensischen Fedajin niederzuschlagen.
- 27. September: In Kairo kommt ein Waffenstillstandsvertrag zwischen König Hussein I. von Jordanien und dem Palästinenserführer Jassir Arafat zustande, der den Aufstand Schwarzer September beilegt.

#### Oktober

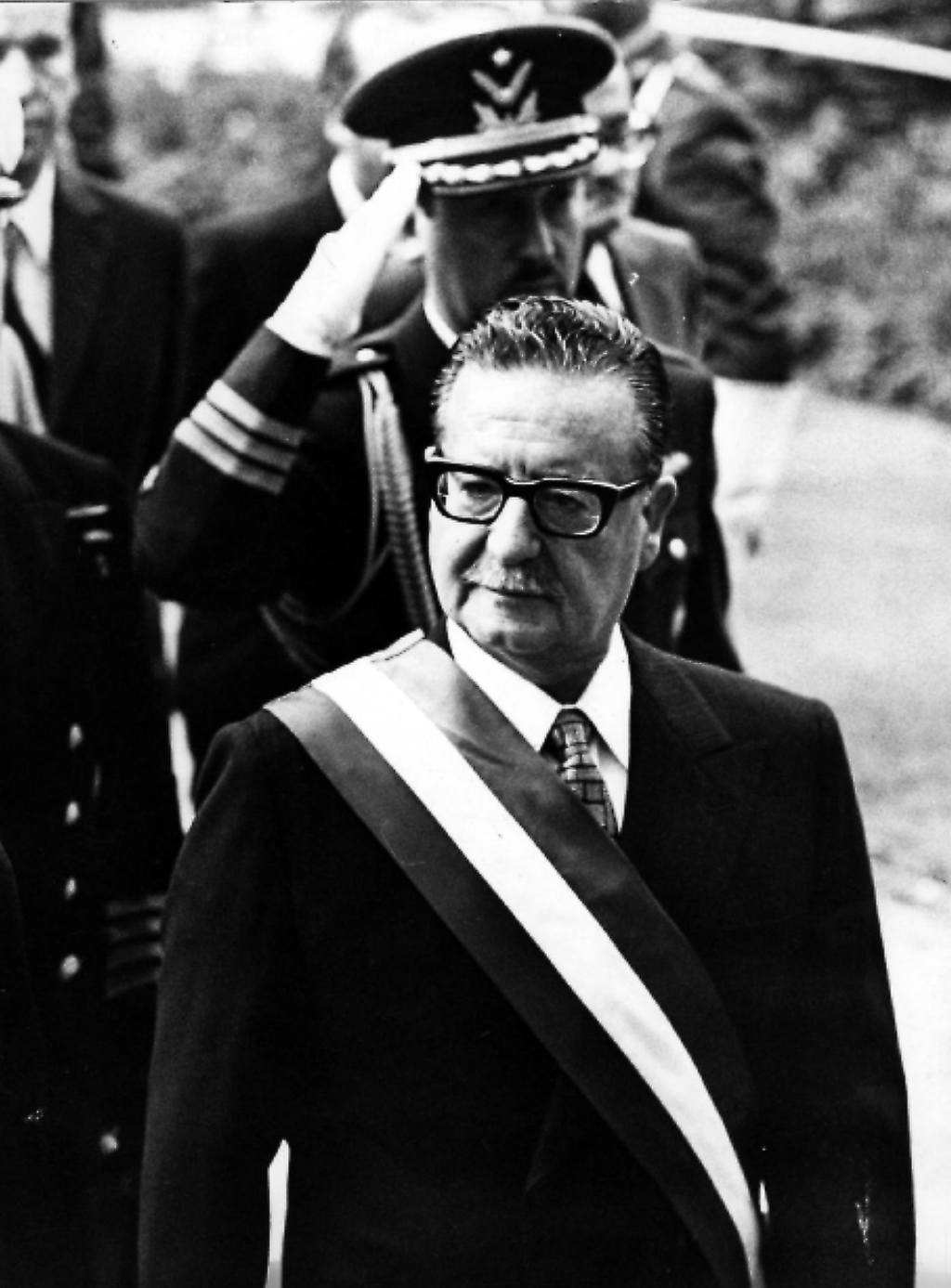
Salvador Allende

- 01. Oktober: In Kairo wird der verstorbene ägyptische Staatspräsident Gamal Abdel Nasser zu Grabe getragen. Der Trauerzug, an dem acht Millionen Menschen teilnehmen, gerät außer Kontrolle, es herrschen chaotische Zustände.
- 05. Oktober: James Richard Cross, der britische Handelskommissar in Kanada, wird von Terroristen der Front de libération du Québec in Montreal als Geisel gekidnappt. Die Entführung löst die Oktoberkrise aus.
- 10. Oktober: Fidschi erhält die Unabhängigkeit von Großbritannien.
- 13. Oktober: Fidschi wird Mitglied bei den Vereinten Nationen.
- 16. Oktober: Benefizkonzert von Joni Mitchell, James Taylor und Phil Ochs im Pacific Coliseum in Vancouver zur Unterstützung der Aktion Greenpeace, einer Anti-Atomtest Kampagne im Zusammenhang mit einem geplanten Atomtest auf Amchitka. Die Aktion Greenpeace führte im folgenden Jahr zur Gründung der Umweltschutzorganisation Greenpeace.
- 24. Oktober: Der Nationalkongress Chiles wählt den für das Wahlbündnis Unidad Popular angetretenen Salvador Allende mit den Stimmen der Christdemokraten zum Präsidenten von Chile.

#### November
- 25. November: Doppelbesteuerungsabkommen zwischen der Bundesrepublik Deutschland und Liberia
- 25. November: Der Schriftsteller Mishima Yukio dringt mit Mitgliedern seiner Privatarmee Tatenokai ins Hauptquartier der japanischen Selbstverteidigungsstreitkräfte ein, nimmt den Kommandanten als Geisel und ruft die Soldaten zur Besetzung des Parlaments auf. Als der versuchte Staatsstreich fehlschlägt, begeht er zusammen mit einem seiner Anhänger Seppuku.
- 27. November: Der bolivianische Maler Benjamín Mendoza y Amor Flores verübte ein fehlgeschlagenes Attentat auf Papst Paul VI. während eines Philippinenbesuchs.
- 30. November: Umbenennung Südjemens in Demokratische Volksrepublik Jemen

#### Dezember

Logo von EPA

- 02. Dezember: Gründung der amerikanischen Umweltschutzbehörde EPA (Environmental Protection Agency)
- 03. Dezember: Der von der Terrororganisation Front de libération du Québec in der Oktoberkrise seit 60 Tagen gefangen gehaltene britische Diplomat James Richard Cross kommt nach Verhandlungen zwischen Polizei und den Terroristen frei. Fünf Bandenmitglieder erhalten freies Geleit nach Kuba.
- 07. Dezember: Unterzeichnung des Warschauer Vertrags durch die Bundesrepublik Deutschland und Polen
- 07. Dezember: Bundeskanzler Brandts Kniefall von Warschau
- 14. Dezember: Um die durch Rote Khmer eingekreiste kambodschanische Hauptstadt Phnom Penh mit Lebensmitteln und Munition zu versorgen, richten die US-Luftwaffe eine Luftbrücke ein.
- 14. bis 22. Dezember: Arbeiteraufstand in Polen (vor allem Danzig (Gdańsk), Gdingen (Gdynia) und Stettin (Szczecin)) mit Streik, Massendemonstrationen und Versammlungen wegen massiver Preiserhöhungen. Während heftiger Auseinandersetzungen von Streikenden mit Polizei und Militär kommen mehrere Menschen ums Leben oder werden verletzt. Parteichef Władysław Gomułka wird gestürzt und durch Edward Gierek ersetzt.
- 17. Dezember: Oman erhält offiziell seine Flagge.
- 23. Dezember: Der französische Journalist Régis Debray, ein Kampfgenosse Che Guevaras, wird nach drei Jahren Haft in Bolivien freigelassen.
- Gründung der Mikronation Principality of Hutt River

### Wirtschaft
- 01. Januar: In der Bundesrepublik Deutschland werden Arbeiter den Angestellten gleichgestellt und erhalten nun ebenfalls Lohnfortzahlung im Krankheitsfall.
- 16. Januar: Im Werk Saarlouis rollt der erste Ford Escort vom Band.

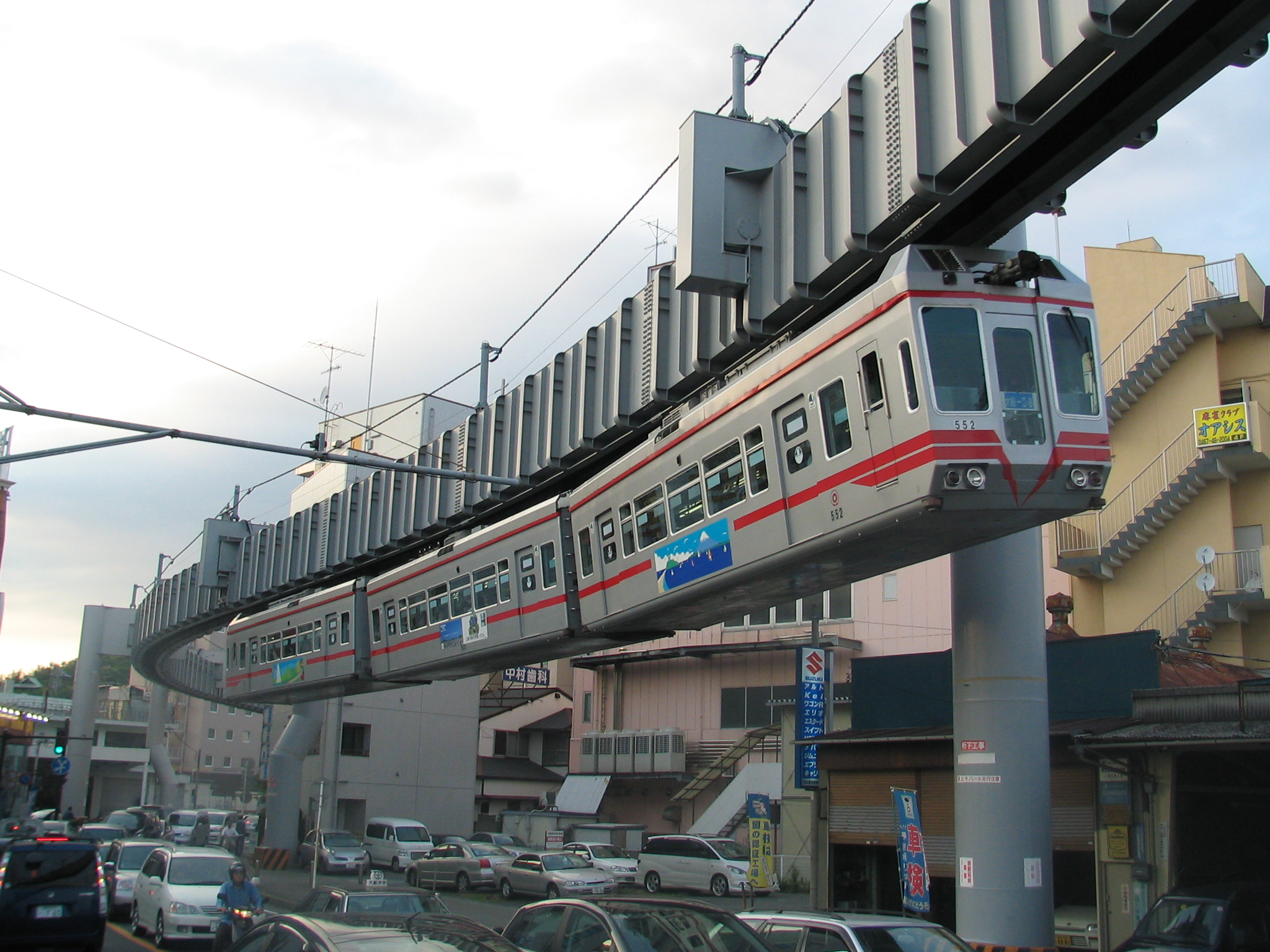
Die Hängebahn Shōnan Monorail

- 07. März: In der japanischen Stadt Kamakura verkehrt erstmals die Hängebahn Shōnan Monorail.
- 29. März: Die deutschen Fernsehzuschauer können ab nun die Nachrichtensendungen Tagesschau der ARD und heute des ZDF in Farbe empfangen.
- 10. Juni: In Friedrichsdorf eröffnet der erste toom Markt. Es entsteht nach und nach eine SB-Warenhaus-Kette.
- 21. Juni: Die US-amerikanische Eisenbahngesellschaft Penn Central, das sechstgrößte Unternehmen im Land, meldet Konkurs an. Die Bahn betreibt ein Drittel aller Reisezüge in den Vereinigten Staaten, was umgehend die Gründung der halbstaatlichen Amtrak nach sich zieht.
- 01. Juli: Naurus wichtigste Firma, die Nauruische Phosphatgesellschaft, wird gegründet.
- Oktober: Abaton, das erste Programmkino Deutschlands, wird im Hamburger Univiertel eröffnet.
- 15. November: In den Niederlanden wird der Haringvlietdam von Königin Juliana eröffnet. Er ist ein Teil der Deltawerke, die vor Überflutungen schützen sollen.
- 17. November: Die britische Boulevardzeitung The Sun veröffentlicht erstmals das Bild eines „Page Three girls“. Die sodann täglich erscheinende Aufnahme einer leicht oder nicht bekleideten Frau führt in der Folge zu einer Auflagensteigerung des Blattes um 40 Prozent.

### Wissenschaft und Technik
- 01. Januar: Beginn der Unix-Zeitrechnung (Epoch)
- 23. Januar: Mit ITOS-1 startet die NASA den neuesten Satelliten der dritten Generation zur Wetterbeobachtung und Wettervorhersage.
- 17. Mai: Ein Jahr nach der kurz vor dem Ziel gescheiterten Ra-Expedition startet Thor Heyerdahl mit der Ra II zum erneuten Versuch einer Ost-West-Überquerung des Atlantiks auf einem Papyrusboot. Diesmal wird die Crew ihr Ziel auf Barbados erreichen.
- 28. Mai: Die Universität in Brüssel wird im Zusammenhang mit dem Sprachenstreit gesetzlich in zwei eigenständige Hochschulen geteilt. Es entstehen die in Französisch lehrende Université Libre de Bruxelles und die niederländischsprachige Vrije Universiteit Brussel.

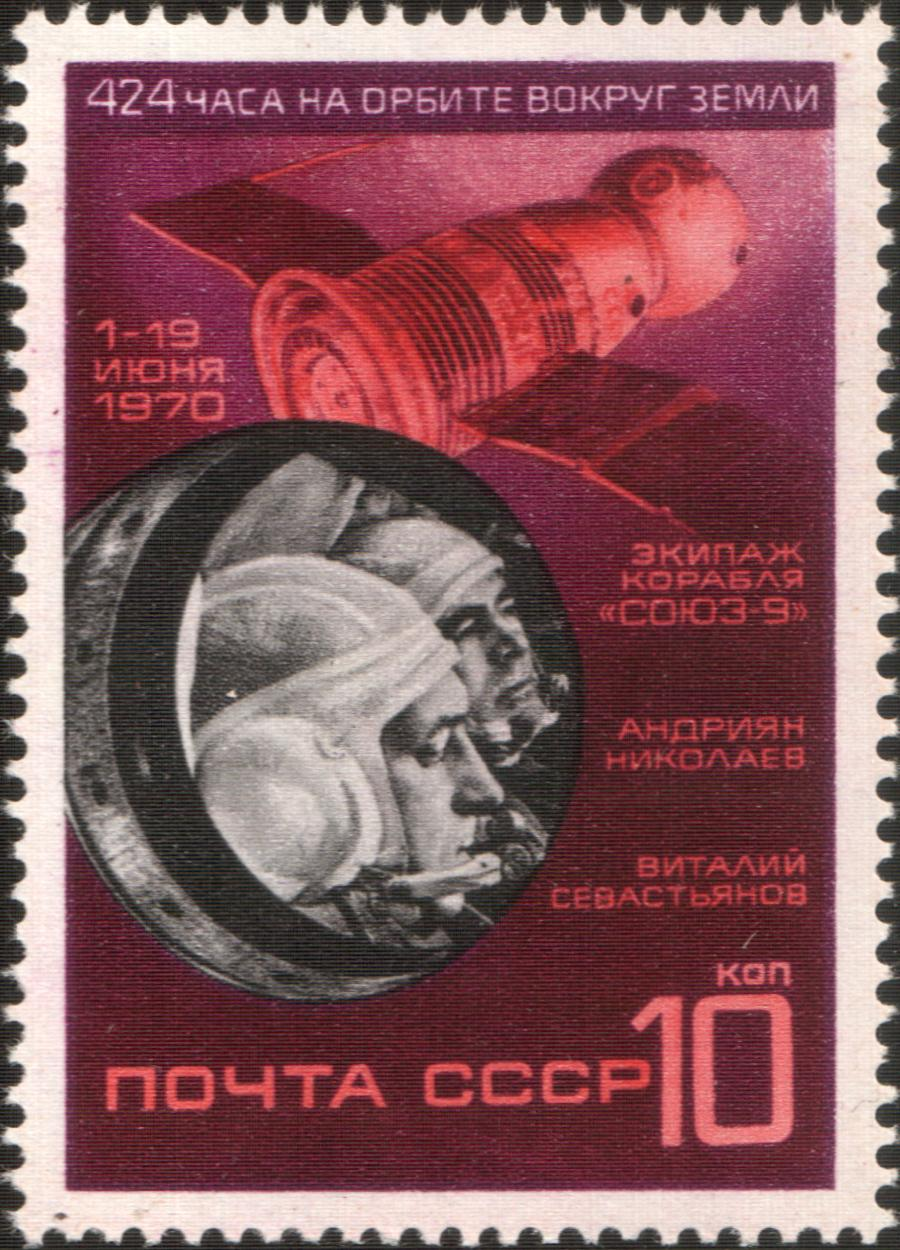
Sojus 9- Raumflug

- 12. Juli: Thor Heyerdahl erreicht mit seiner Crew auf dem Papyrus-Boot Ra II nach 57 Tagen auf dem Atlantik die Karibikinsel Barbados.
- 28. Oktober: Erstmals erreicht ein Landfahrzeug eine Geschwindigkeit von mehr als 1000 Kilometer pro Stunde. In der Großen Salzwüste im US-Bundesstaat Utah setzt Gary Gabelich im Raketenauto Blue Flame diesen Meilenstein in der Geschichte der Technik.
- 17. November: Der US-amerikanische Erfinder Douglas C. Engelbart erhält ein Patent auf die Computermaus.
- 21. Dezember: Das Kampfflugzeug Grumman F-14 Tomcat absolviert seinen Erstflug in den USA.
- In Deutschland findet der erste jährliche Bundeswettbewerb Mathematik statt.

#### Luft- und Raumfahrt

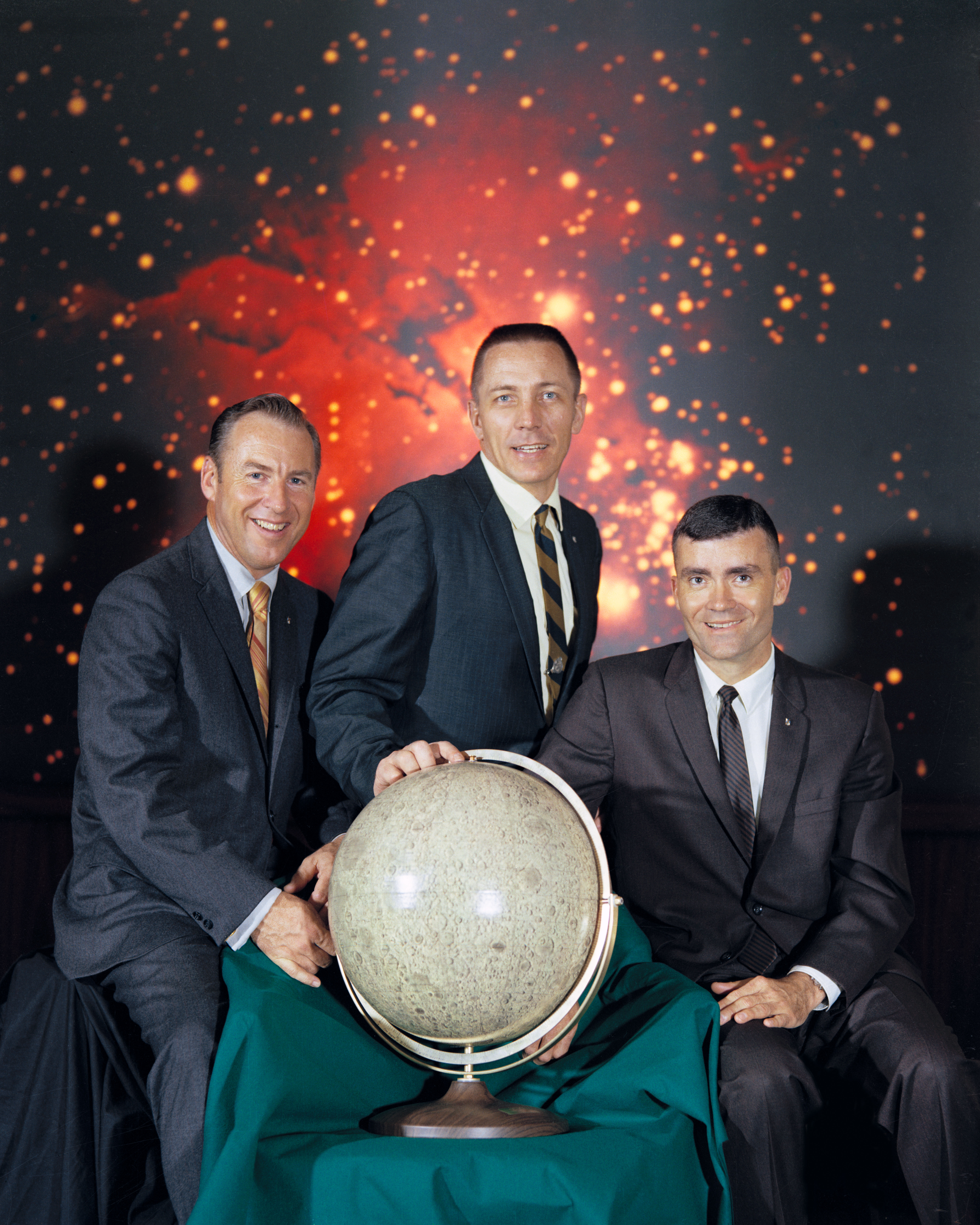
Die Besatzung von Apollo 13

- 11. Februar: Start des ersten japanischen Satelliten Osumi mit einer Lambda-4 Rakete
- 11. April: Start der Apollo 13 Mission
- 13. April: An Bord des amerikanischen Raumschiffs Apollo 13 explodiert ein Sauerstofftank und legt das Kommandomodul der Fähre lahm.
- 17. April: Landung der Apollo 13 Mission
- 24. April: China schickt seinen ersten Satelliten Dong Fang Hong I in den Weltraum.
- 19. Juni: Die Kosmonauten Nikolajew und Sewastjanow der Sojus 9-Mission landen in ihrer Raumkapsel mit dem Fallschirm in der kasachischen Steppe westlich von Karaganda. Mit mehr als 17 Tagen Flugdauer setzen sie eine neue Rekordmarke für den längsten Raumflug.
- 29. August: Long Beach, CA (USA): Erstflug der McDonnell Douglas DC-10
- 01. November: Indienststellung des ersten Rettungshubschraubers in Deutschland, Christoph 1
- 17. November: Lunochod 1 landet als erstes ferngesteuertes Fahrzeug auf dem Mond.
- 19. Dezember: Kurt Cannon fliegt mit seinem Hubschrauber Sikorsky S-67 Blackhawk den Geschwindigkeitsweltrekord von 355,5 km/h.
- Segelflugweltmeisterschaft in Marfa (Texas). Sieger in der Standardklasse wurde Helmut Reichmann. In der offenen Klasse belegte Hans-Werner Grosse den zweiten Platz.

### Kultur
- März: Uraufführung des unveröffentlichten Te Deum von Georges Bizet (1838–1875)
- 10. April: Trennung der Beatles
- 08. Mai: Das letzte Beatles-Album Let It Be wird veröffentlicht.
- 16. Mai: Kulturabkommen zwischen der Bundesrepublik Deutschland und Südkorea. In Kraft seit dem 16. August 1972
- 24. Mai: Uraufführung der Oper Hus med dubbel ingång (Das Haus mit den zwei Eingängen) von Hilding Rosenberg an der Königlichen Oper in Stockholm
- 17. Juni: Uraufführung der Neufassung des Oratoriums Der große Kalender von Hermann Reutter im Beethovensaal des Konzerthauses Stuttgarter Liederhalle anlässlich des 70. Geburtstages des Komponisten
- 02. Juli: Das ZDF stellt die Spielshow Der goldene Schuß, moderiert von Vico Torriani, mit der fünfzigsten Sendung ein. Die Show war die erste in Farbe ausgestrahlte Unterhaltungssendung im deutschen Fernsehen und in den 1960er Jahren durch Lou van Burg populär geworden.

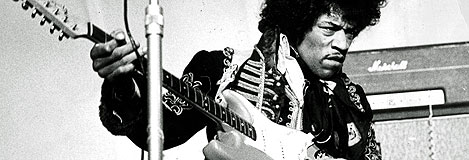
Jimi Hendrix († 18. September)

- 18. September: Jimi Hendrix, einer der bedeutendsten Gitarristen weltweit, stirbt infolge seines Alkohol/Drogenkonsums und tritt damit dem sog. „Klub 27“ bei.
- 27. September: Mit dem filmforum eröffnet das erste kommunale Kino in der Bundesrepublik Deutschland in Duisburg.
- 07. Oktober: An der Deutschen Oper Berlin wird das Ballett Die Vogelscheuchen von Günter Grass (Libretto) und Marcel Luipart (Choreografie) uraufgeführt.
- 29. November: Der erste Tatort (Taxi nach Leipzig) wird in Deutschland ausgestrahlt.
- 02. Dezember: Michel Foucault hält seine Antrittsvorlesung Die Ordnung des Diskurses am Collège de France.
- Erstmalige Veröffentlichung des Kunstkompass
- Gründung der Bundeskunstsammlung
- Gründung der Comic-Con International in San Diego

### Religion
- 31. Mai: Die vom Architekten Oscar Niemeyer kreisrund geplante Kathedrale von Brasília wird eingeweiht.

### Sport
Einträge von Leichtathletik-Weltrekorden siehe unter der jeweiligen Disziplin unter Leichtathletik.
- 16. Februar: Joe Frazier gewinnt seinen Boxkampf und Weltmeistertitel im Schwergewicht gegen Jimmy Ellis im Madison Square Garden, New York, USA, durch technischen k.o.
- 07. März bis 25. Oktober: Austragung der 21. Formel-1-Weltmeisterschaft
- 16. März: Der Deutsche Sportbund startet die Trimm-dich-Bewegung.
- 03. Mai: Borussia Mönchengladbach wird deutscher Meister in der Fußball-Bundesliga.
- 21. Juni: Das Finale der Fußball-WM in Mexiko gewinnt Brasilien (4:1 gegen Italien); die deutsche Mannschaft wird Dritter.
- 27. Juni: Das erste 24-Stunden-Rennen auf dem Nürburgring wird gestartet, die Premierenveranstaltung gewinnen Hans-Joachim Stuck und Clemens Schickentanz auf einem BMW 2002 ti.
- 29. August: Die Kickers Offenbach gewinnen den DFB-Pokal durch einen sensationellen 2:1-Sieg gegen den 1. FC Köln in Hannover.

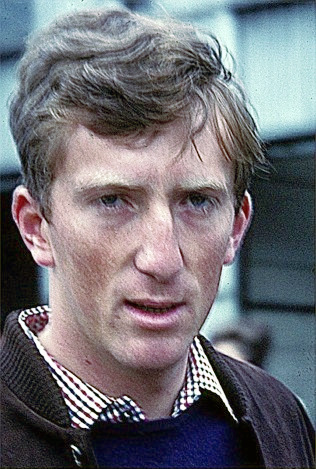
Jochen Rindt († 5. September)

- 05. September: Jochen Rindt verunglückt beim Training zum Großen Preis von Italien in Monza tödlich. Sein großer Punktevorsprung reicht jedoch aus, um als einziger Formel 1 Pilot postum Weltmeister zu werden.
- 04. Oktober: Durch einen Defekt am Auto von Jacky Ickx gelingt es dem Belgier nicht mehr die nötigen Punkte zu sammeln, womit Jochen Rindt endgültig als Formel-1-Weltmeister feststeht.
- 07. November: Die European Athletic Association wird in Paris gegründet.
- 18. November: Joe Frazier gewinnt seinen Boxkampf und Weltmeistertitel im Schwergewicht gegen Bob Foster in der Cobo Arena, Detroit, USA, durch k.o.
- 18. Dezember: Hans Fassnacht, Heide Rosendahl und die deutsche Fußballnationalmannschaft sind die Sieger bei der Wahl zum Sportler des Jahres.

### Katastrophen
Kleinere Unglücksfälle sind in den Unterartikeln von Katastrophe und in der Liste von Katastrophen aufgeführt.
- 04. Januar: Erdbeben der Stärke 7,5 in der Provinz Yunnan, Volksrepublik China, rund 10.000 Tote
- 04. Januar: Die Frías-Talsperre in Argentinien, Provinz Mendoza, versagt. Durch die Flutwelle kommen bis zu 100 Menschen ums Leben.
- 01. Februar: Im argentinischen Benavidet rast ein Intercity-Zug in einen wegen technischer Probleme auf dem Gleis stehenden Regionalzug. 236 Menschen sterben beim Zugzusammenstoß.
- 15. Februar: Santo Domingo, Dominikanische Republik. Eine dominikanische Douglas DC-9 stürzt direkt nach dem Start ins Meer. Alle 102 Menschen an Bord sterben.
- 24. Februar: Ein Lawinenniedergang in Reckingen VS, Kanton Wallis, fordert 30 Todesopfer.
- 28. März: Erdbeben von Gediz, West-Türkei, etwa 1.100 Tote
- 31. Mai: Das Erdbeben von Ancash verursacht in Peru insgesamt etwa 66.000 Tote. In der Hauptstadt Huaraz der Region Ancash sind etwa 10.000 Opfer zu verzeichnen. Alleine in der nordperuanischen Stadt Yungay sterben bis zu 20.000 Menschen bei einem Bergsturz. Vom Huascarán-Massiv donnert in geschätzten vier Minuten mit etwa 220 km/h eine Schlamm-, Eis- und Gerölllawine herab, die erst nach 14 Kilometern zur Ruhe kommt.
- 03. Juli: Eine Comet der Dan-Air London stürzt in der Sierra del Montseny südwestlich von Arbúcies ab. Alle 112 Personen an Bord sterben.
- 05. Juli: Toronto, Kanada. Absturz einer Douglas DC-8 der Air Canada. Alle 108 Menschen sterben.
- 09. August: Cusco, Peru. Eine Lockheed L-188A Verkehrsmaschine stürzt wegen eines Defekts des 3. Motors ab. 99 Menschen der 100 an Bord und zwei Menschen des Bodenpersonals sterben.
- 11. September: Ein Tornado der Stärke F5 tötet in Venedig 47 Menschen.
- 01. November: Bei einem Brand in einer Diskothek in Saint-Laurent-du-Pont im Osten Frankreichs kommen 146 überwiegend junge Menschen ums Leben.
- 12. November: Ein Zyklon mit Windgeschwindigkeiten von bis zu 230 km/h und meterhohen Flutwellen trifft Bangladesch (damals Ostpakistan): 300.000 Tote.
- 15. Dezember: Der Untergang der südkoreanischen Fähre Namyong Ho in der Koreastraße kostet 308 Menschenleben.

### Sonstige Ereignisse
- 01. Januar: Über die zugefrorene Elbe gelingt einer achtköpfigen Familie die Flucht aus der DDR nach Niedersachsen.
- 31. Juli: Am Black Tot Day erhalten britische Marineangehörige letztmals Rum als Teil ihrer Ration.
- 04. November: In Los Angeles wird durch eine aufmerksame Sozialarbeiterin das dreizehnjährige Wolfskind Genie entdeckt. Die Mutter hat es beim Behördenbesuch dabei. Es verbrachte die meiste Zeit bis dahin gefesselt zu Hause.
- 26. November: Auf der Guadeloupe-Insel Basse-Terre fallen 38 Millimeter Starkregen in einer Minute.
- Der Earth Day wird zum ersten Mal veranstaltet.

## Geboren

### Januar
- 01. Januar: Tristan Hoffman, niederländischer Radrennfahrer
- 01. Januar: Sergei Kirjakow, russischer Fußballspieler
- 02. Januar: Martin Driller, deutscher Fußballspieler
- 02. Januar: Isabella Parkinson, brasilianische Schauspielerin
- 02. Januar: Yoskar Sarante, dominikanischer Bachatasänger († 2019)
- 02. Januar: Andreas Wecker, deutscher Kunstturner
- 04. Januar: Irena Francová, tschechische Skibobfahrerin
- 04. Januar: David Riniker, schweizerischer Cellist
- 04. Januar: Josh Stamberg, US-amerikanischer Schauspieler
- 05. Januar: David Adams, südafrikanischer Tennisspieler
- 05. Januar: Jesper Bodilsen, dänischer Jazzbassist
- 05. Januar: Eva Borušovičová, slowakische Regisseurin, Drehbuchautorin und Schriftstellerin († 2025)
- 05. Januar: Elfriede Eder, österreichische Skirennläuferin
- 05. Januar: Ylva Nowén, schwedische Skirennläuferin
- 05. Januar: Troy Van Leeuwen, US-amerikanischer Musiker
- 05. Januar: Jens Todt, deutscher Fußballspieler und Journalist
- 05. Januar: Wladimir Tschagin, russischer Rallye-Raid-Fahrer
- 06. Januar: Susanne Evers, deutsche Schauspielerin
- 06. Januar: Kerrin Petty, US-amerikanisch-schwedische Skilangläuferin
- 07. Januar: Anna Mjöll Ólafsdóttir, isländische Jazzsängerin und Komponistin
- 07. Januar: Christian Thomé, deutscher Musiker
- 07. Januar: Miroslav Stević, serbischer Fußballspieler
- 08. Januar: Dwayne Norris, ehemaliger kanadischer Eishockeyspieler und Manager
- 09. Januar: Axel Rodrigues de Arruda, brasilianischer Fußballspieler
- 09. Januar: Lara Fabian, belgisch-kanadische Sängerin

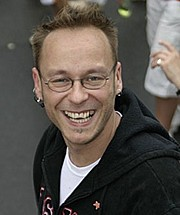
Carsten Schatz

- 10. Januar: Carsten Schatz, deutscher Politiker
- 10. Januar: Alisa Marić, serbische Schachspielerin
- 11. Januar: Wolfgang Graßl, deutscher Skitrainer († 2010)
- 11. Januar: Giovanni Pellielo, italienischer Sportschütze
- 11. Januar: Mustafa Sandal, türkischer Musiker
- 11. Januar: Ken Ueno, US-amerikanischer Komponist, Sänger, Improvisationsmusiker, Klangkünstler und Musikpädagoge
- 12. Januar: Zack de la Rocha, US-amerikanischer Sänger
- 13. Januar: Marco Pantani, italienischer Radrennfahrer († 2004)
- 13. Januar: Odiah Sidibé, französische Sprinterin
- 14. Januar: Nili Abramski, israelische Langstreckenläuferin
- 16. Januar: Garth Ennis, nordirischer Comicautor
- 16. Januar: Bernd Wehren, deutscher Schulbuchautor
- 17. Januar: Jeremy Roenick, US-amerikanischer Eishockeyspieler
- 17. Januar: Genndy Tartakovsky, russisch-US-amerikanischer Filmanimator
- 17. Januar: Suga Free, US-amerikanischer Rapper
- 18. Januar: Jang Joon-hwan, südkoreanischer Filmregisseur
- 18. Januar: Dieter Johns, deutsch-amerikanischer Poolbillardspieler
- 18. Januar: Peter Van Petegem, belgischer Radrennfahrer
- 18. Januar: DJ Quik, US-amerikanischer Rapper und Produzent
- 19. Januar: Steffen Freund, deutscher Fußballspieler
- 19. Januar: Wolfgang Nadvornik, deutscher Sportjournalist und Fernsehmoderator
- 19. Januar: Guido Reil, deutscher Politiker und Bergmann
- 20. Januar: Skeet Ulrich, US-amerikanischer Schauspieler
- 21. Januar: Michael Jakosits, deutscher Sportschütze
- 21. Januar: Alen Bokšić, kroatischer Fußballspieler
- 21. Januar: Ken Leung, US-amerikanischer Schauspieler
- 21. Januar: Claudia Martin, deutsche Erzieherin und Politikerin
- 21. Januar: Marian van de Wal, niederländisch-andorranische Sängerin
- 22. Januar: Jeannette Auricht, deutsche Politikerin
- 22. Januar: Alex Ross, US-amerikanischer Comic-Zeichner
- 23. Januar: Jonathan Meese, deutscher Performancekünstler
- 23. Januar: Moreno Torricelli, italienischer Fußballspieler und -trainer
- 23. Januar: Roberto De Zolt Ponte, italienischer Skilangläufer
- 25. Januar: Rune Djurhuus, norwegischer Schachspieler
- 25. Januar: Daniel Volk, deutscher Politiker
- 26. Januar: Franco Colturi, italienischer Skirennläufer
- 26. Januar: Kirk Franklin, US-amerikanischer Gospel-Musiker
- 26. Januar: Scott Murphy, US-amerikanischer Politiker
- 26. Januar: Iryna Skripnik, belarussische Skilangläuferin
- 27. Januar: Natsumi Andō, japanische Manga-Zeichnerin
- 27. Januar: Fabian Harloff, deutscher Schauspieler
- 27. Januar: Emmanuel Pahud, schweizerischer Flötist
- 28. Januar: Julia Jäger, deutsche Schauspielerin

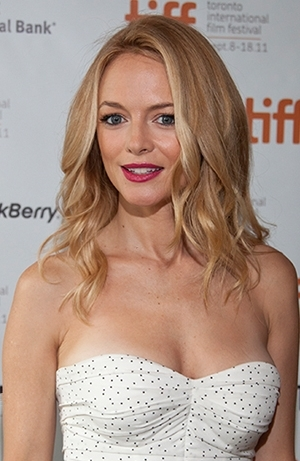
Heather Graham

- 29. Januar: Heather Graham, US-amerikanische Schauspielerin
- 30. Januar: Ben Aucott, britischer Automobilrennfahrer
- 30. Januar: Maxim Leo, deutscher Journalist, Drehbuchautor und Schriftsteller
- 30. Januar: Marco Milesi, italienischer Radrennfahrer
- 30. Januar: Yves Vanderhaeghe, belgischer Fußballspieler
- 31. Januar: Minnie Driver, britische Schauspielerin, Sängerin und Songschreiberin

### Februar
- 01. Februar: Eric Jensen, kanadischer Rennfahrer
- 02. Februar: Anton Hofreiter, deutscher Politiker
- 02. Februar: Günter Schlierkamp, deutsch-US-amerikanischer Bodybuilder

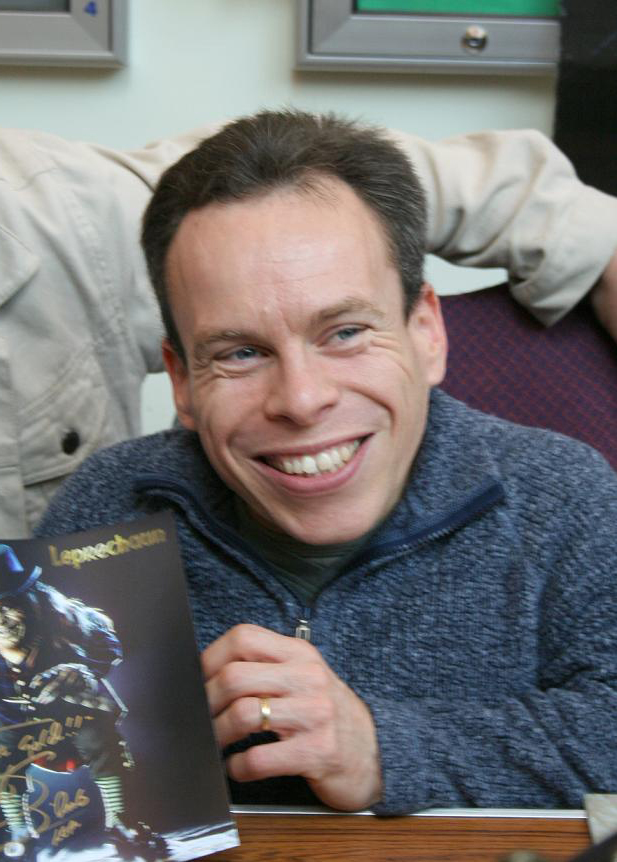
Warwick Davis

- 03. Februar: Warwick Davis, englischer Schauspieler
- 03. Februar: Richie Kotzen, US-amerikanischer Gitarrist
- 03. Februar: Henning Schmidtke, deutscher Kabarettist, Musiker und Autor
- 04. Februar: Gabrielle Anwar, britische Schauspielerin und Filmproduzentin
- 04. Februar: Gilberto Hernández, mexikanischer Schachspieler und -trainer
- 04. Februar: Andreas Lichtenberger, deutscher Schauspieler und Musicaldarsteller
- 04. Februar: Toni Porkka, finnischer Eishockeyspieler
- 05. Februar: Astrid Kumbernuss, deutsche Kugelstoßerin und Diskuswerferin
- 06. Februar: Margit Dengler-Paar, deutsche Rennrodlerin
- 08. Februar: Susanne Kablitz, deutsche Politikerin und Verlegerin († 2017)
- 08. Februar: Roman Knižka, deutscher Schauspieler
- 09. Februar: Olaf Bent Meik Amblank, deutscher Hochschulgründer und Unternehmer
- 09. Februar: Manuel Ammann, Schweizer Ökonom und Professor für Finance
- 09. Februar: Cihat Arslan, türkischer Fußballspieler und -trainer
- 09. Februar: Glenn McGrath, australischer Cricketspieler
- 10. Februar: Peter Boyer, US-amerikanischer Komponist, Musikpädagoge und Dirigent
- 10. Februar: Marco Girnth, deutscher Schauspieler
- 10. Februar: Nicole Höchst, deutsche Regierungsschuldirektorin und Politikerin
- 10. Februar: Staffan Larsson, schwedischer Skilangläufer
- 11. Februar: Juan Aguirre, spanischer Musiker
- 12. Februar: Armando Luis Gallop, US-amerikanischer DJ und Musikproduzent († 1996)
- 13. Februar: Marlies Kamleitner, deutsche Handballspielerin und -trainerin
- 13. Februar: Rudi Vata, albanischer Fußballspieler
- 14. Februar: Xavier Girard, französischer Nordischer Kombinierer
- 14. Februar: Giuseppe Guerini, italienischer Radrennfahrer
- 14. Februar: Simon Pegg, britischer Komiker, Schauspieler und Drehbuchautor
- 15. Februar: Megan Dodds, US-amerikanische Schauspielerin und Drehbuchautorin
- 15. Februar: Jens Fiedler, deutscher Bahnradsportler
- 15. Februar: Mark Warnecke, deutscher Schwimmer
- 15. Februar: Kuisma Taipale, finnischer Skilangläufer
- 16. Februar: Peter Schlickenrieder, deutscher Skilangläufer
- 16. Februar: Serdar Ortaç, türkischer Sänger
- 16. Februar: Angelo Peruzzi, italienischer Fußballspieler
- 17. Februar: Thomas Frischknecht, Schweizer Radsportler
- 17. Februar: Hiroaki Samura, japanischer Mangaka
- 17. Februar: Tommy Moe, US-amerikanischer Skirennläufer
- 18. Februar: Bonny G. Assan, deutscher Bassist und Songwriter
- 18. Februar: Björn Casapietra, Tenor, Fernsehmoderator und Schauspieler
- 18. Februar: Tim Crummenerl, deutscher Jurist und Richter am Bundesgerichtshof
- 20. Februar: Cheyenne Brando, tahitianisches Model († 1995)
- 20. Februar: Julia Franck, deutsche Schriftstellerin
- 20. Februar: Markus Kauczinski, deutscher Fußballtrainer
- 20. Februar: Roderick Krauss, niederländischer Jazzbratschist und -geiger
- 21. Februar: Svea Timander, deutsche Schauspielerin
- 21. Februar: Trond Einar Elden, norwegischer Skisportler
- 22. Februar: Marc Nagel, deutscher Handballspieler und Handballtrainer
- 22. Februar: Leo Stefan, deutscher Eishockeyspieler
- 22. Februar: Wolfram Waibel junior, österreichischer Sportschütze
- 23. Februar: Nathalie Arthaud, französische Politikerin
- 23. Februar: Marie-Josée Croze, kanadische Schauspielerin
- 23. Februar: Nikola Lutz, deutsche Komponistin und Saxophonistin
- 24. Februar: Michael Bresagk, deutscher Eishockeyspieler
- 24. Februar: Barbara Frale, italienische Historikerin
- 24. Februar: Marija Tichwinskaja, russische Snowboarderin
- 27. Februar: Joachim Haedke, deutscher Politiker
- 27. Februar: Jörg Teuchert, deutscher Motorradrennfahrer
- 28. Februar: Daniel Handler, US-amerikanischer Schriftsteller
- 28. Februar: Noureddine Morceli, algerischer Leichtathlet
- 28. Februar: Lemony Snicket, US-amerikanischer Schriftsteller und Drehbuchautor

### März
- 01. März: Stig Amthor, deutscher Automobilrennfahrer
- 01. März: Hala Gorani, syrisch-amerikanische Journalistin
- 02. März: Alexander Armstrong, britischer Fernsehmoderator und Komiker
- 02. März: Gaël Lesoudier, französischer Automobilrennfahrer
- 02. März: Ciriaco Sforza, Schweizer Fußballspieler
- 03. März: John Carter Cash, US-amerikanischer Country-Sänger und Musikproduzent
- 04. März: Àlex Crivillé, spanischer Motorrad-Rennfahrer
- 05. März: Antje von der Ahe, deutsche Schauspielerin und Synchronsprecherin
- 05. März: André Backhaus, deutscher Ringer

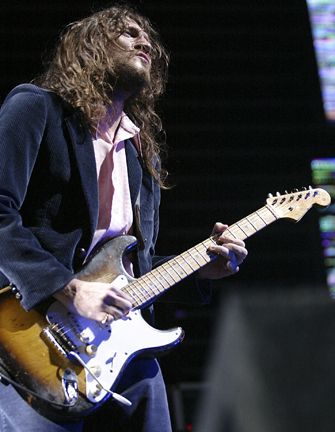
John Frusciante

- 05. März: John Frusciante, US-amerikanischer Gitarrist
- 05. März: Aleksandar Vučić, serbischer Politiker und seit 2017 Präsident Serbiens
- 05. März: Yuu Watase, japanische Mangaka
- 06. März: Robin Hoffmann, deutscher Musiker und Komponist
- 06. März: Regine Seidler, deutsche Theater- und Fernsehschauspielerin
- 07. März: Rachel Weisz, britische Schauspielerin
- 08. März: Ed Podivinsky, kanadischer Skirennläufer
- 08. März: Harry Decheiver, niederländischer Fußballer
- 08. März: Andrea Parker, US-amerikanische Schauspielerin
- 09. März: Shannon Leto, US-amerikanischer Schlagzeuger und Schauspieler
- 09. März: Andrei Schumilin, russischer Ringer († 2022)
- 09. März: Hilmi Sözer, deutsch-türkischer Schauspieler und Comedian
- 09. März: Yoon Je-moon, südkoreanischer Schauspieler
- 10. März: Michel van der Aa, niederländischer Komponist neuer Musik, Filmemacher und Theaterregisseur
- 10. März: Michele Serena, italienischer Fußballspieler und -trainer
- 10. März: Hélia Souza (Fofão), brasilianische Volleyballspielerin
- 10. März: Peter Wright, schottischer Dartspieler
- 11. März: Cathlen Gawlich, deutsche Schauspielerin und Synchronsprecherin
- 11. März: Thomen Stauch, deutscher Schlagzeuger
- 11. März: Karl Frenademez, italienischer Snowboarder
- 11. März: Bernadeta Bocek-Piotrowska, polnische Skilangläuferin
- 12. März: Jan Eiberg Jørgensen, dänischer Handballspieler
- 12. März: Gudula Geuther, Hörfunkjournalistin
- 12. März: Hiroyuki Imai, japanischer Skilangläufer
- 13. März: J. Michael Arrington, US-amerikanischer Unternehmer
- 13. März: Stéphane Goubert, französischer Radrennfahrer
- 13. März: Jeanne d’Arc Mujawamariya, ruandische Politikerin und Diplomatin
- 13. März: Tim Story, US-amerikanischer Regisseur
- 14. März: Raimundo Ferreira Ramos Júnior, brasilianischer Fußballspieler
- 14. März: Mathias Klaschka, deutscher Drehbuchautor
- 14. März: Andree Wiedener, deutscher Fußballspieler
- 14. März: Thomas Fogdö, schwedischer Skirennläufer
- 15. März: Jochen Drees, deutscher Arzt und Fußballschiedsrichter
- 16. März: Joakim Berg, schwedischer Komponist, Texter und Sänger der Rockband Kent
- 16. März: Youri Gilg, französischer Freestyle-Skier
- 17. März: Patrick Lebeau, kanadischer Eishockeyspieler
- 18. März: Suzan Anbeh, deutsche Schauspielerin
- 18. März: Frank Ebert, DDR-Oppositioneller und Mitbegründer des Archivs der DDR-Opposition
- 18. März: Michael Neumann, deutscher Politiker
- 18. März: Queen Latifah, US-amerikanische Hip-Hop-Musikerin und Schauspielerin
- 18. März: Andreas Reckwitz, deutscher Soziologe und Kulturwissenschaftler
- 19. März: Michael Krumm, deutscher Rennfahrer
- 19. März: Rick Mirer, US-amerikanischer American-Football-Spieler
- 19. März: Alex Melcher, deutscher Musicaldarsteller und Sänger der Gruppe The Tune
- 19. März: Ursula Bruhin, Schweizer Snowboarderin
- 20. März: Bernhard Hoëcker, deutscher Schauspieler, Comedy-Darsteller und Moderator
- 20. März: Alice Psaroudaki, deutsche Balletttänzerin, Choreographin und Tanzpädagogin
- 20. März: Tim Schlüter, deutscher TV-Moderator, Reporter und Autor
- 21. März: Anke Koglin, deutsche Schachspielerin
- 21. März: Aldin Kurić, bosnischer Musiker
- 21. März: Andžela Brice, lettische Biathletin

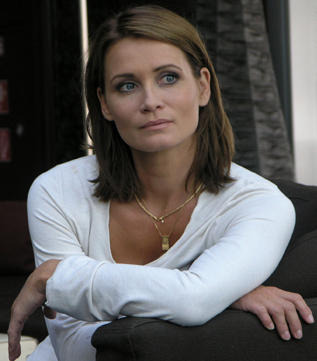
Anja Kling, 2006

- 22. März: Anja Kling, deutsche Schauspielerin
- 22. März: Hwang Young-Cho, koreanischer Marathonläufer
- 22. März: Leontien Zijlaard-van Moorsel, niederländische Radrennfahrerin und Olympiasiegerin
- 23. März: Deborah Kaufmann, deutsche Schauspielerin
- 23. März: Jordi Lamelas Puertas, andorranischer Fußballspieler
- 24. März: Judith Draxler, österreichische Schwimmerin
- 24. März: Lara Flynn Boyle, US-amerikanische Schauspielerin
- 24. März: Sharon Corr, irische Musikerin
- 25. März: Shawn Antoski, kanadischer Eishockeyspieler
- 25. März: Elke Winkens, österreichisch-deutsche Schauspielerin
- 26. März: Alberto David, italienisch-luxemburgischer Schachgroßmeister
- 26. März: Marie Lindgren, schwedische Freestyle-Skierin
- 27. März: Uwe Rosenberg, deutscher Spieleautor
- 27. März: Marianne Kjørstad, norwegische Skirennläuferin
- 27. März: Steffen Rau, deutscher Fußballtrainer
- 27. März: Gaia Zucchi italienische Schauspielerin
- 28. März: Vince Vaughn, US-amerikanischer Schauspieler
- 29. März: Patrick Gödicke, deutscher Jurist
- 30. März: Stéphane Ortelli, monegassischer Automobilrennfahrer

### April
- 01. April: Per-Anders Kurenbach, deutscher Keyboarder und Komponist
- 01. April: Brad Meltzer, amerikanischer Schriftsteller und Comicautor
- 01. April: Anikó Nagy, ungarische Handballspielerin
- 02. April: Dag Bjørndalen, norwegischer Biathlet
- 02. April: Jamison Newlander, US-amerikanischer Schauspieler
- 03. April: Rafael Spregelburd, argentinischer Dramatiker, Regisseur und Übersetzer
- 04. April: Barry van Galen, niederländischer Fußballspieler
- 04. April: Karsten Kohlhaas, deutscher Handballspieler
- 04. April: Mark Kirchner, deutscher Biathlet
- 05. April: Miguel Ángel de Castro, spanischer Autorennfahrer
- 06. April: Peter Atherton, englischer Fußballspieler
- 06. April: Olaf Kölzig, deutscher Eishockeyspieler
- 06. April: Roy Moreira „Maurice“ Mayorga Santos, US-amerikanischer Schlagzeuger
- 07. April: Leif Ove Andsnes, norwegischer Pianist
- 07. April: Johannes Arnold, deutscher Politiker
- 07. April: MacKenzie Bezos, US-amerikanische Schriftstellerin
- 10. April: Nicola Caccia, italienischer Fußballspieler und -trainer
- 10. April: Pauline Konga, kenianische Leichtathletin und Olympionikin
- 10. April: Q-Tip, US-amerikanischer Rapper

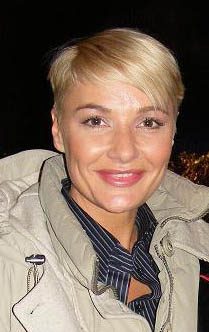
Whigfield.

- 11. April: Mark Driscoll, US-amerikanischer evangelikaler Prediger, Gemeindegründer und Autor
- 11. April: Anett Schuck, deutsche Kanutin
- 11. April: Whigfield, dänische Sängerin
- 13. April: Esteban Benzecry, argentinischer Komponist
- 13. April: Szilveszter Csollány, ungarischer Turner († 2022)
- 13. April: Ricky Schroder, US-amerikanischer Schauspieler, Regisseur, Drehbuchautor und Produzent
- 14. April: Jean-Philippe Dayraut, französischer Automobilrennfahrer
- 14. April: Richard Sainct, französischer Motorradrennfahrer († 2004)
- 15. April: Lafayette Fredrikson, Komponist
- 15. April: Matej Jovan, slowenischer Skirennfahrer
- 15. April: Michael Schiefel, deutscher Jazzsänger
- 17. April: Pascale Arbillot, französische Schauspielerin
- 17. April: Petr Borkovec, tschechischer Dichter
- 17. April: Redman, US-amerikanischer Rapper
- 17. April: Lars Rensmann, deutscher Professor
- 18. April: Wladimir Jurjewitsch Antipin, kasachischer Eishockeyspieler und -trainer
- 18. April: Lena Andersson, schwedische Schriftstellerin und Journalistin

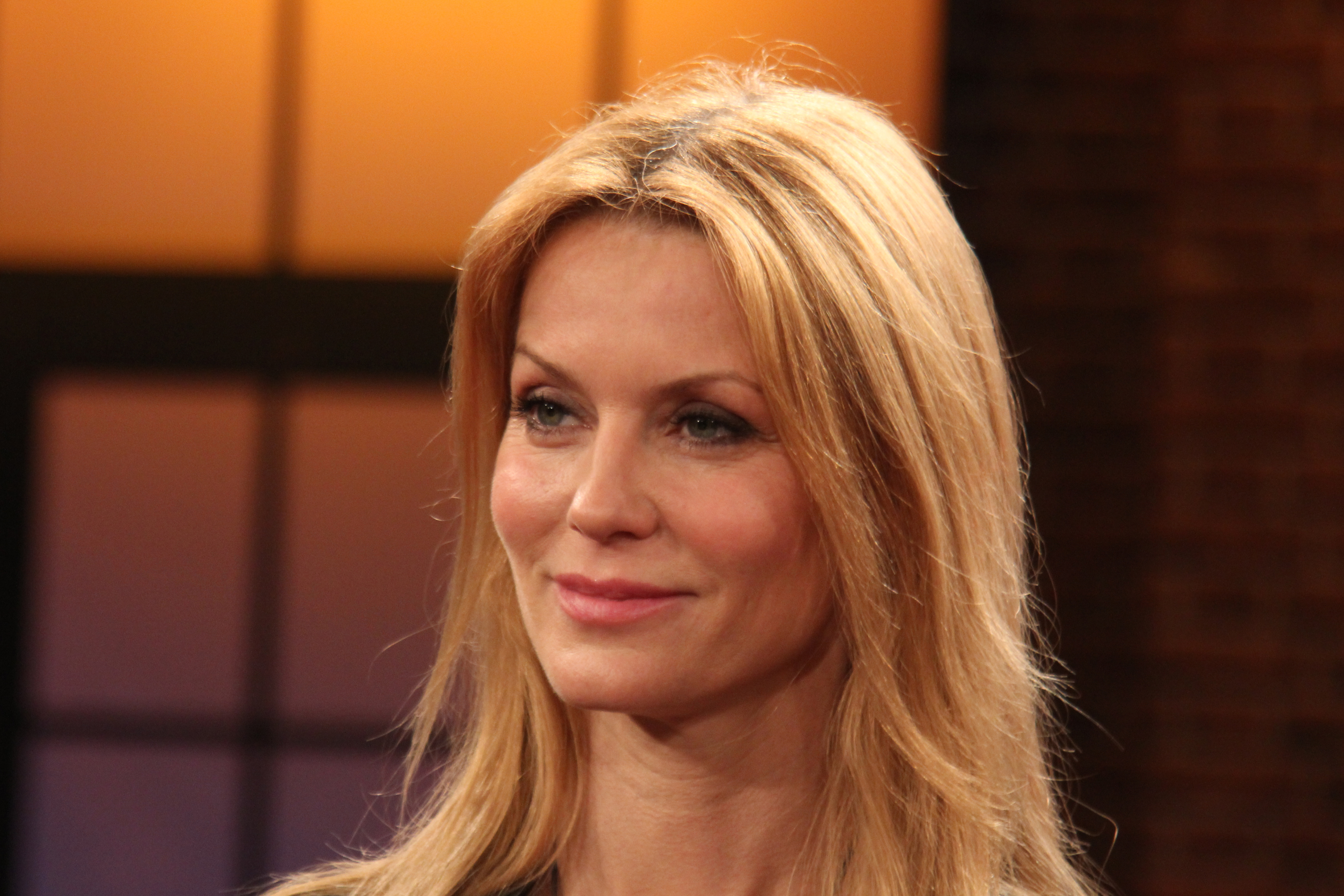
Esther Schweins, 2012

- 18. April: Esther Schweins, Schauspielerin und Komödiantin
- 19. April: Manuel Apicella, französischer Schachspieler
- 19. April: Jesús Julian Lucendo Heredia, andorranischer Fußballspieler
- 19. April: Kelly Holmes, britische Leichtathletin
- 19. April: Christian Mazzuca, argentinischer Maler und Komponist
- 20. April: Shemar Franklin Moore, US-amerikanischer Schauspieler
- 20. April: Krister Sørgård, norwegischer Skilangläufer
- 20. April: Carl Swenson, US-amerikanischer Skilangläufer und Mountainbiker
- 21. April: Jeffrey Allan Anderson, US-amerikanischer Schauspieler
- 21. April: Nicole Sullivan, US-amerikanische Schauspielerin und Komikerin
- 22. April: Volker Wissing, deutscher Politiker und MdB
- 23. April: Eddy Seel, belgischer Supermoto-Rennfahrer
- 24. April: Jean-Philippe Belloc, französischer Automobilrennfahrer
- 24. April: Dida Diafat, algerischer Muay Thaikämpfer
- 24. April: Christian Sewing, deutscher Bankmanager
- 25. April: Joël Abati, französischer Handballspieler
- 25. April: Kate Allen, österreichische Triathletin
- 25. April: Maurice Androsch, österreichischer Politiker und Polizeibeamter
- 25. April: Nick Lyon, US-amerikanischer Filmregisseur und Drehbuchautor
- 25. April: Kjersti Stubø, norwegischer Jazzsänger
- 25. April: Henrik Stutzmann, deutscher Jurist und Richter am Bundesfinanzhof
- 25. April: Wladimir Legotin, russischer Skilangläufer
- 26. April: Viktors Ignatjevs, lettischer Eishockeyspieler
- 26. April: Torsten Lemmer, deutscher Politiker, Neonazi und autor
- 26. April: Tionne Watkins, US-amerikanische Rapperin
- 28. April: Inge Posmyk, deutsche Nachrichtenmoderatorin
- 28. April: Nicklas Lidström, schwedischer Eishockeyspieler
- 28. April: Diego Simeone, argentinischer Fußballspieler und -trainer

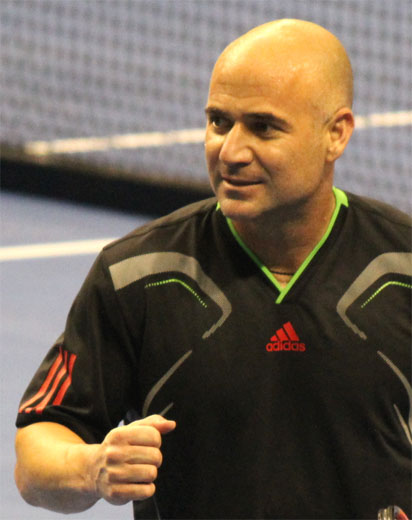
Andre Agassi.

- 29. April: Andre Agassi, US-amerikanischer Tennisspieler
- 29. April: Dietmar Malik, deutscher Jurist

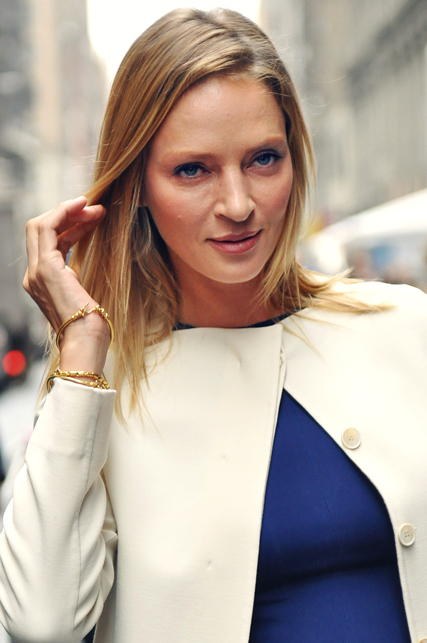
Uma Thurman

- 29. April: Uma Thurman, US-amerikanische Schauspielerin

### Mai
- 02. Mai: Adnan Kevrić, bosnisch-herzegowinischer Fußballspieler
- 03. Mai: Bobby Cannavale, US-amerikanischer Schauspieler
- 03. Mai: Stanisław Mucha, polnischer Dokumentarfilmregisseur
- 04. Mai: William Emerson Arnett, kanadischer Schauspieler
- 04. Mai: Yves Deruyter, belgischer Trance-DJ und -Musiker
- 04. Mai: Bojana Golenac, deutsch-slowenische Schauspielerin
- 04. Mai: Karla Homolka, Serienmörderin
- 05. Mai: Soheil Ayari, französischer Automobilrennfahrer
- 07. Mai: Ignas Staškevičius, litauischer Unternehmer
- 08. Mai: Marko Asell, finnischer Ringer
- 08. Mai: Meinrad Kneer, deutscher Jazzbassist
- 08. Mai: Carsten Müller, deutscher Bundestagsabgeordneter
- 08. Mai: Luis Enrique, ehemaliger spanischer Fußballspieler und heutiger Trainer
- 09. Mai: Amber, niederländisch-deutsche Popsängerin, Songwriterin und Produzentin
- 09. Mai: Ghostface Killah, US-amerikanischer Rapper
- 09. Mai: Sybille Waury, deutsche Schauspielerin
- 10. Mai: Dallas Roberts, US-amerikanischer Schauspieler
- 10. Mai: Craig Mack, US-amerikanischer Rapper († 2018)
- 10. Mai: Gabriela Montero, venezolanische Konzertpianistin
- 10. Mai: Gina Philips, US-amerikanische Schauspielerin
- 11. Mai: Phillip DeVona, US-amerikanischer Schauspieler
- 11. Mai: Harold Ford junior, US-amerikanischer Politiker
- 11. Mai: Johanna Christine Gehlen, deutsche Schauspielerin
- 11. Mai: Eva Menasse, österreichische Schriftstellerin
- 11. Mai: Çetin Mert, Berliner Maueropfer († 1975)
- 11. Mai: Dieter Happ, österreichischer Snowboarder
- 11. Mai: Tommy Brunner, österreichischer Snowboarder († 2006)

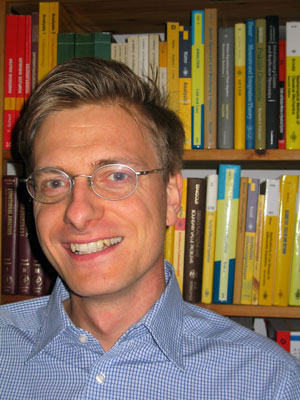
Gerald Teschl

- 12. Mai: Gerald Teschl, österreichischer Mathematiker
- 13. Mai: Ian Agol, US-amerikanischer Mathematiker
- 13. Mai: Christian Schmidt, deutscher Schauspieler
- 14. Mai: Faruk Hujdurović, bosnisch-herzegowinischer Fußballspieler
- 14. Mai: Annika Evaldsson, schwedische Skilangläuferin
- 15. Mai: Ronald de Boer, niederländischer Fußballspieler
- 15. Mai: Frank de Boer, niederländischer Fußballspieler
- 16. Mai: Martin Gruber, deutscher Schauspieler
- 16. Mai: Gabriela Sabatini, argentinische Tennisspielerin
- 16. Mai: Kari Uglem, norwegische Skilangläuferin und Leichtathletin
- 17. Mai: Anschalika Ahurbasch, weißrussische Popsängerin
- 17. Mai: Marco Pav D’Auria, deutsch-italienischer Filmeditor
- 17. Mai: Arndt Schmehl, deutscher Rechtswissenschaftler († 2015)
- 18. Mai: Tina Fey, US-amerikanische Autorin, Komödiantin und Schauspielerin
- 18. Mai: Brigitte Köck, österreichische Snowboarderin
- 18. Mai: Jānis Hermanis, lettischer Skilangläufer
- 19. Mai: Diana Stöcker, deutsche Politikerin
- 19. Mai: Vidar Busk, norwegischer Blues-Gitarrist
- 20. Mai: Andreas Walzer, deutscher Radrennfahrer
- 21. Mai: Brigita Bukovec, slowenische Leichtathletin und Olympionikin
- 21. Mai: Prakash Jiwa, indischer Dartspieler
- 21. Mai: Peter Schmidt, deutscher Handballspieler
- 22. Mai: Kathrin Angerer, deutsche Schauspielerin
- 22. Mai: Naomi Campbell, britisches Fotomodell
- 23. Mai: Didier Ahadsi, togolesischer Kunsthandwerker
- 23. Mai: Jigal Amir, israelischer Terrorist
- 23. Mai: Olivier Couvreur, französischer Automobilrennfahrer
- 23. Mai: Billy Hamill, US-amerikanischer Bahnsportler
- 24. Mai: Alexander Arpaschi, deutscher Politiker
- 24. Mai: Caroline Ebner, deutsche Schauspielerin und Synchronsprecherin
- 24. Mai: Bo Hamburger, dänischer Radrennfahrer
- 26. Mai: Kylie Ireland, US-amerikanische Pornodarstellerin
- 25. Mai: Monica Lierhaus, deutsche Journalistin und Fernsehmoderatorin
- 26. Mai: Nobuhiro Watsuki, japanischer Mangaka
- 27. Mai: Michele Bartoli, italienischer Radrennfahrer
- 27. Mai: Joseph Fiennes, britischer Schauspieler
- 27. Mai: Melissa Hortman, US-amerikanische Politikerin († 2025)
- 28. Mai: Žana Lelas, jugoslawische Basketballspielerin († 2021)
- 28. Mai: Babak Rafati, deutscher Fußballschiedsrichter
- 28. Mai: Mark Richardson, britischer Schlagzeuger
- 29. Mai: Roberto Di Matteo, italienischer Fußballspieler und -trainer
- 29. Mai: Julian Sas, niederländischer Blues- und Bluesrock-Gitarrist und -Sänger
- 29. Mai: Sergei Jurjewitsch Slobin, russischer Automobilrennfahrer
- 30. Mai: Erick Thohir, indonesischer Geschäftsmann und Politiker
- 30. Mai: Timoleon Tsourekas, griechischer Skilangläufer

### Juni
- 01. Juni: Halina Guńka, polnische Biathletin und Skilangläuferin
- 01. Juni: Scott Hunter-Russell, australischer Bogenschütze
- 02. Juni: B-Real, latein-amerikanischer Rapper
- 02. Juni: Georgi Donkow, bulgarischer Fußballspieler
- 02. Juni: Dr. Ring-Ding, deutscher Ska- und Reggae-Künstler
- 03. Juni: Greg Hancock, US-amerikanischer Bahnsportler

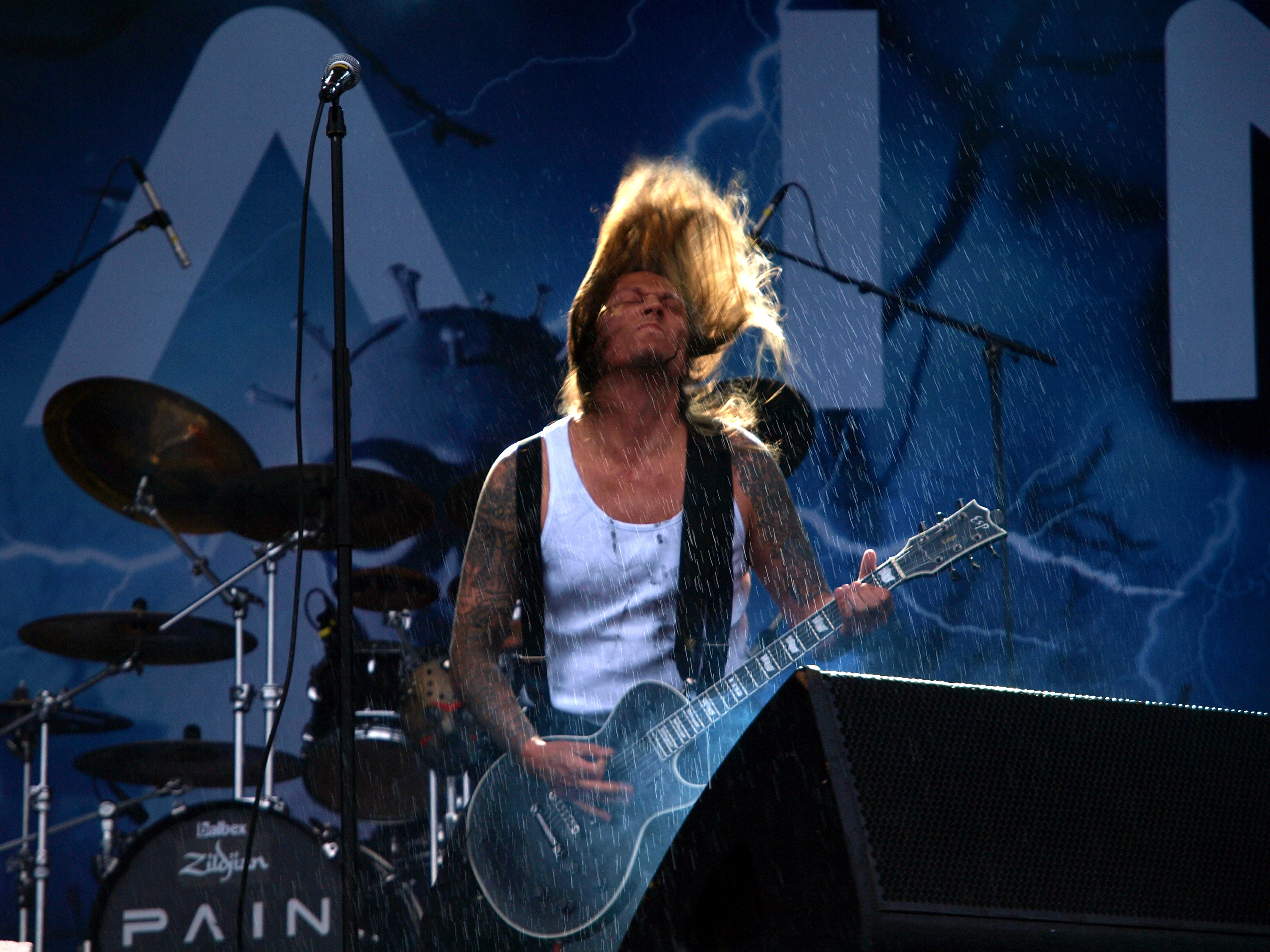
Peter Tägtgren, 2011

- 03. Juni: Peter Tägtgren, skandinavischer Metal-Musiker, Komponist und Produzent
- 03. Juni: Carole Stanisière, französische Skilangläuferin
- 04. Juni: David Barrufet, spanischer Handballspieler
- 04. Juni: Maik Eckhardt, deutscher Sportschütze
- 04. Juni: Deborah Compagnoni, italienische Skirennläuferin
- 04. Juni: Izabella Scorupco, polnisch-schwedische Schauspielerin und Sängerin
- 04. Juni: Richie Hawtin, englischer Techno-Musikproduzent
- 04. Juni: Donald Farley, kanadischer Skilangläufer († 2016)
- 05. Juni: Friedemann Friese, deutscher Spieleentwickler
- 06. Juni: J. C. Adams, US-amerikanischer Autor, Journalist, Blogger und Filmregisseur
- 06. Juni: Jens Bogner, deutscher Sänger
- 06. Juni: Benjamin Stein, deutscher Schriftsteller

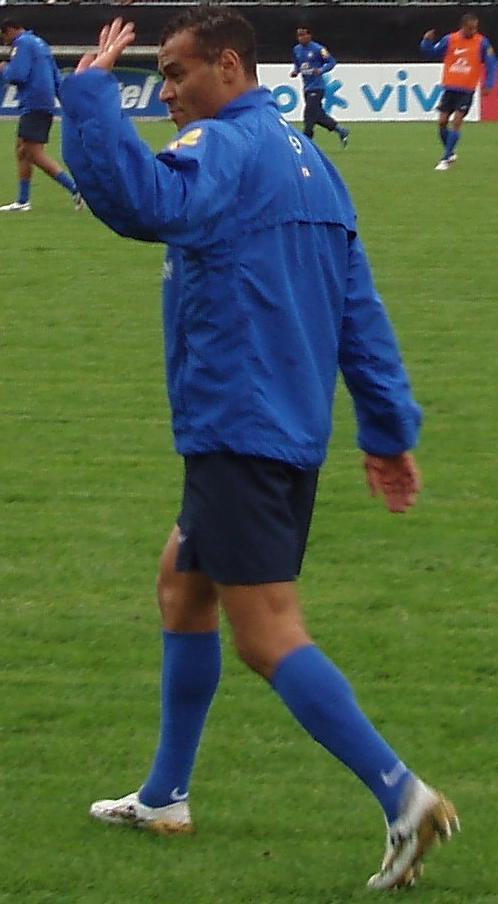
Cafu

- 07. Juni: Sven Anton, deutscher Volleyballtrainer und -spieler
- 07. Juni: Cafu, brasilianischer Fußballer
- 07. Juni: Dean DeBlois, kanadischer Regisseur und Drehbuchautor
- 07. Juni: Alexander Dobrindt, deutscher Politiker
- 07. Juni: Magnet, norwegischer Musiker
- 07. Juni: Mike Modano, US-amerikanischer Eishockeyspieler
- 11. Juni: Brock Marion, US-amerikanischer American-Football-Spieler
- 11. Juni: Dmitri Walerjewitsch Utkin, russischer Söldnerführer und Soldat († 2023)
- 12. Juni: Devin Edgerton, kanadischer Eishockeyspieler
- 12. Juni: Dave Maric, britischer Komponist und Musiker
- 12. Juni: Gordon Michael Woolvett, kanadischer Schauspieler
- 13. Juni: Rivers Cuomo, US-amerikanischer Sänger, Gitarrist und Songschreiber
- 13. Juni: Mikael Ljungberg, schwedischer Ringer († 2004)
- 14. Juni: Tetsuya Harada, japanischer Motorradrennfahrer
- 15. Juni: Thomas Clemens, österreichischer Schauspieler
- 15. Juni: Leah Remini, US-amerikanische Schauspielerin
- 15. Juni: Thomas E. Bauer, deutscher Sänger (Singer Pur)
- 15. Juni: Ann-Sophie Schweizer, deutsche Filmeditorin
- 16. Juni: Phil Mickelson, US-amerikanischer Golfspieler
- 16. Juni: Fabio Maj, italienischer Skilangläufer
- 19. Juni: Alberto Angulo, spanischer Basketballtrainer, -funktionär und -spieler
- 19. Juni: Elena Artioli, italienische Unternehmerin und Politikerin
- 19. Juni: Rahul Gandhi, indischer Politiker
- 19. Juni: Quincy Watts, US-amerikanischer Leichtathlet und Olympiasieger
- 19. Juni: Brian Welch, US-amerikanischer Musiker
- 19. Juni: Torsten Knippertz, deutscher Schauspieler und Moderator
- 19. Juni: Thomas Oelsner, deutscher Behinderten-Skisportler
- 20. Juni: Jason Robert Brown, US-amerikanischer Musical-Komponist und -Autor

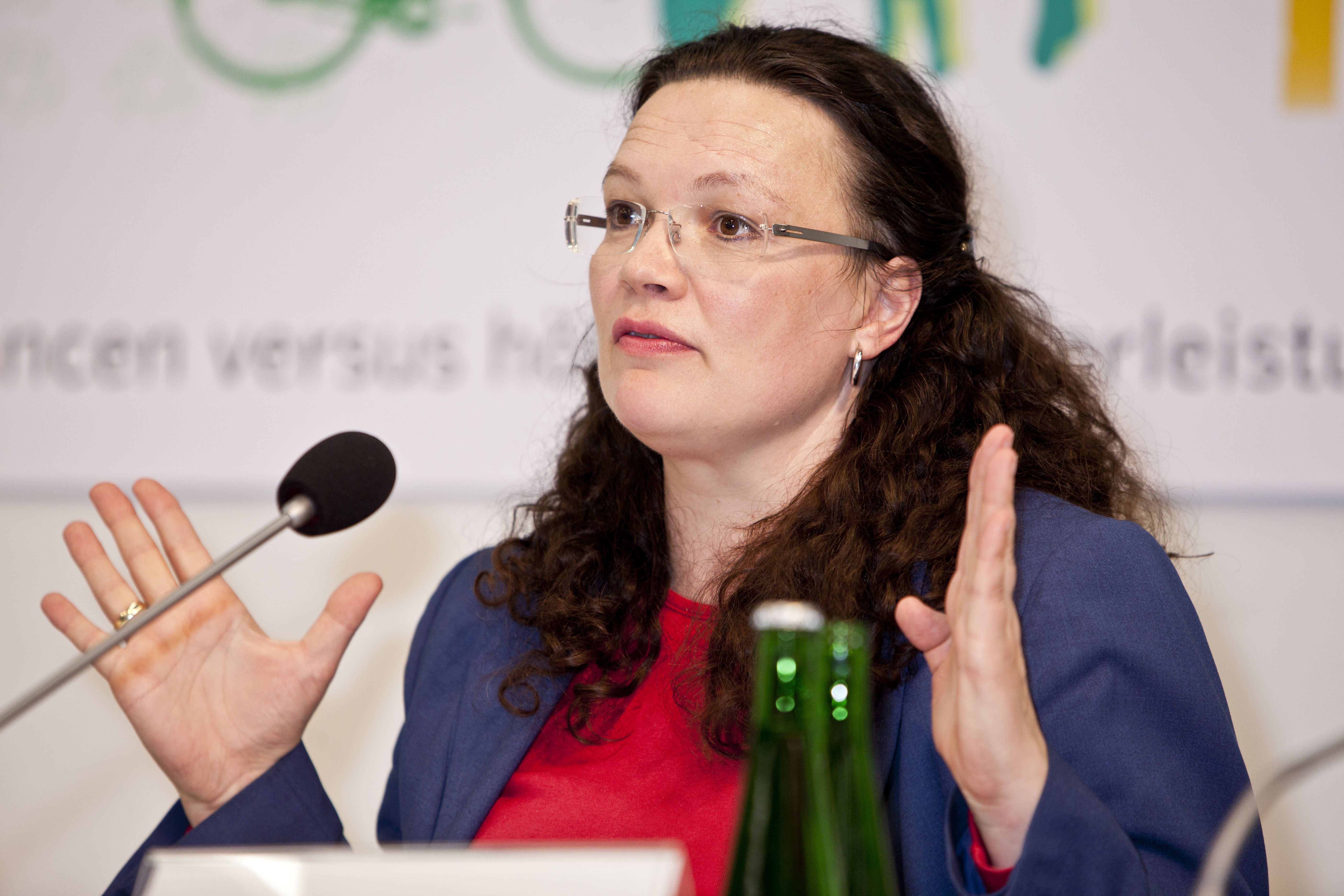
Andrea Nahles, 2011

- 20. Juni: Andrea Nahles, deutsche Politikerin
- 21. Juni: Mickie Krause, deutscher Sänger
- 22. Juni: Winfried Gogg, deutscher Handballspieler und -trainer
- 22. Juni: Martin Rütter, deutscher Tierpsychologe
- 23. Juni: Christoph Birghan, deutscher Patentanwalt und Politiker
- 23. Juni: Henri Fuchs, deutscher Fußballspieler
- 23. Juni: Yann Tiersen, Komponist und Musiker aus Frankreich
- 24. Juni: Barbara Lesjak, österreichische Politikerin
- 24. Juni: Carlos Lobo, deutscher Schauspieler spanischer Abstammung
- 24. Juni: Glenn Medeiros, US-amerikanischer Popmusiker
- 25. Juni: Erki Nool, estnischer Leichtathlet
- 25. Juni: Thomas Scharff, deutscher Schauspieler
- 25. Juni: Sven Stricker, deutscher Hörspielregisseur
- 25. Juni: Maurizio Pozzi, italienischer Skilangläufer
- 26. Juni: Paul Thomas Anderson, US-amerikanischer Regisseur und Drehbuchautor
- 26. Juni: Chris O’Donnell, US-amerikanischer Schauspieler
- 26. Juni: Hülya Duyar, deutsche Schauspielerin
- 26. Juni: Irv Gotti, US-amerikanischer Hip-Hop-Produzent († 2025)
- 26. Juni: Ablade Kumah, ghanaischer Fußballspieler
- 26. Juni: Nick Offerman, US-amerikanischer Schauspieler
- 27. Juni: Karsten Aurich, deutscher Filmproduzent, Produktions- und Herstellungsleiter
- 27. Juni: Régine Cavagnoud, französische Skirennläuferin († 2001)
- 29. Juni: Sven Ambrosy, deutscher Politiker
- 29. Juni: Edda Mutter, deutsche Skirennläuferin
- 29. Juni: Melanie Paschke, deutsche Leichtathletin
- 30. Juni: Pablo Arias Echeverría, spanischer Politiker
- 30. Juni: Antonio Chimenti, italienischer Fußballspieler

### Juli
- 01. Juli: Wiesław Cempa, polnischer Skilangläufer
- 02. Juli: Derrick Adkins, US-amerikanischer Leichtathlet
- 02. Juli: Holger Gaißmayer, deutscher Fußballspieler
- 02. Juli: Alexandra Hildebrand, deutsche Autorin
- 02. Juli: Detlef Soost, deutscher Musiker, Tänzer und Choreograf
- 03. Juli: Bruno Martini, französischer Handballspieler
- 04. Juli: Tami Bradley, kanadische Freestyle-Skierin
- 04. Juli: Alexandra „Sandra“ Steffl, deutsche Schauspielerin, Sängerin, Tänzerin und Moderatorin
- 04. Juli: Anthony „Tony“ Vidmar, australischer Fußballspieler
- 05. Juli: O.G. Style, US-amerikanischer Rapper († 2008)

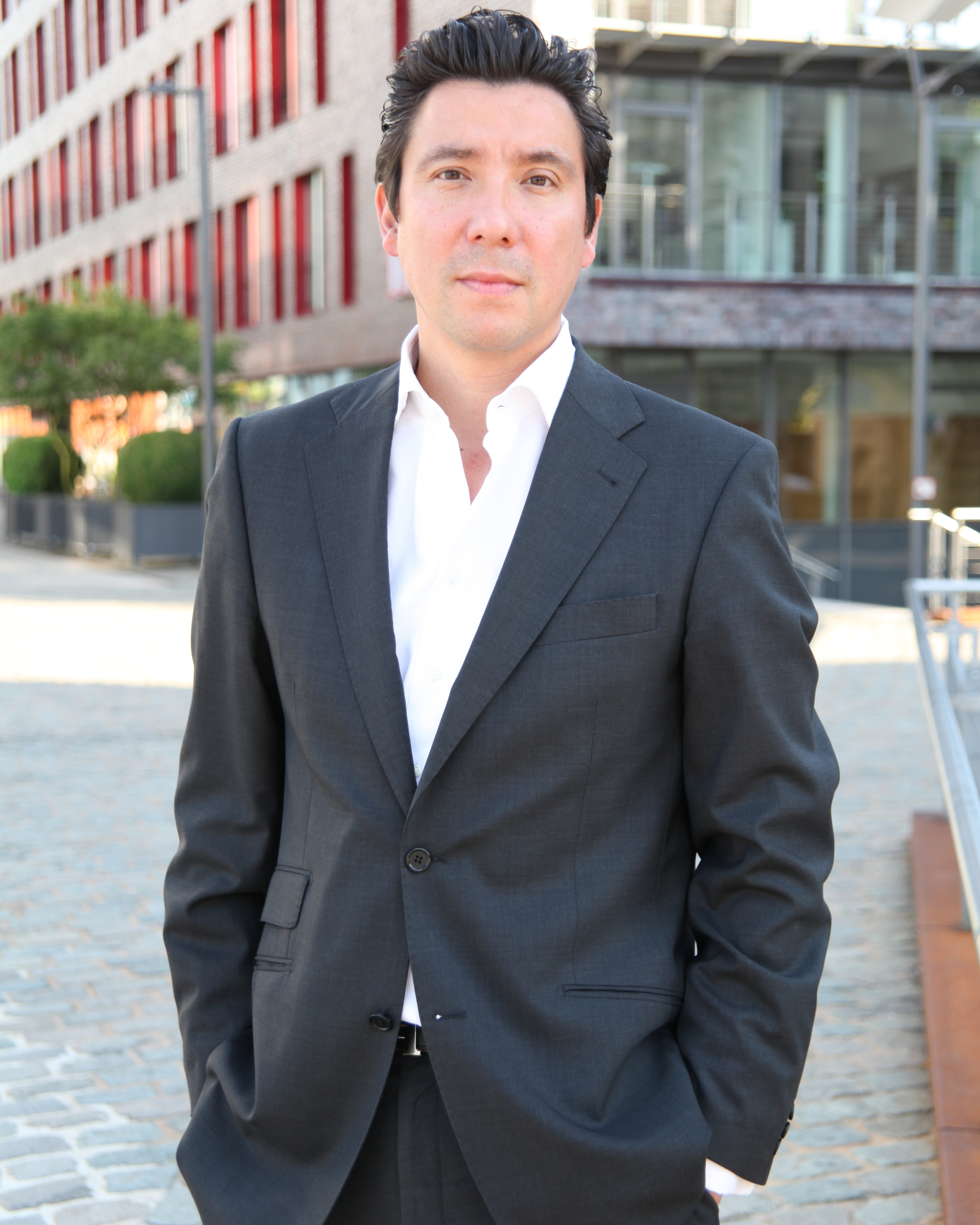
Naoki Tomita

- 05. Juli: Naoki Tomita, 富田　直樹, ehemaliger deutscher Eishockeyspieler japanischer Herkunft
- 06. Juli: Tobias Abstreiter, deutscher Eishockeyspieler

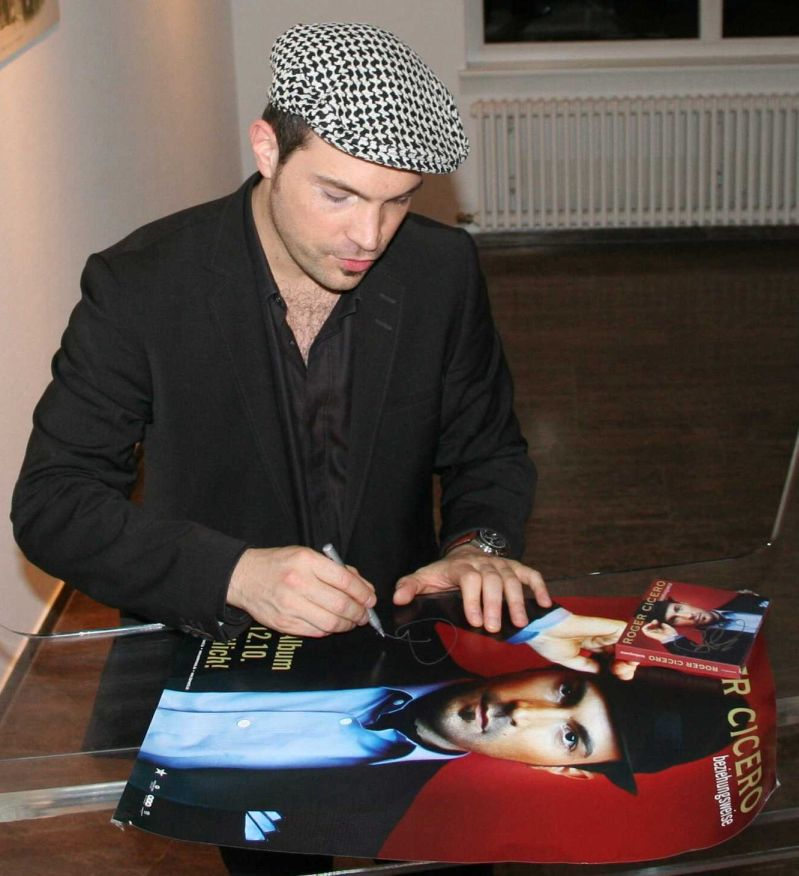
Roger Cicero

- 06. Juli: Roger Cicero, deutscher Pop- und Jazzmusiker († 2016)
- 06. Juli: Christer Fursth, schwedischer Fußballspieler
- 06. Juli: Inspectah Deck, US-amerikanischer Hip-Hop-Musiker
- 06. Juli: Luca Zamperoni, deutscher Schauspieler
- 07. Juli: Dunja Arnaszus, deutsche Hörspielautorin, Schauspielerin, Dramaturgin und Dozentin
- 07. Juli: Örvarsson Atli, isländischer Filmkomponist
- 07. Juli: Susann Goksør Bjerkrheim, norwegische Handballspielerin
- 07. Juli: Guido Fulst, deutscher Olympiasieger und Weltmeister im Radsport
- 07. Juli: Erik Zabel, deutscher Radrennfahrer
- 08. Juli: Christof Benedikt Arnold, deutscher Schauspieler
- 08. Juli: Todd Martin, US-amerikanischer Tennisspieler
- 08. Juli: Beck Hansen, US-amerikanischer Sänger
- 09. Juli: Ilmārs Bricis, lettischer Biathlet
- 09. Juli: Michaela Peponis, deutsche politische Beamtin
- 10. Juli: Harm Derksen, niederländisch-US-amerikanischer Mathematiker
- 10. Juli: Annette Hug, Schweizer Schriftstellerin
- 10. Juli: Jason Orange, britischer Musiker
- 10. Juli: Joachim Paul, deutscher Politiker
- 10. Juli: Helen Sjöholm, schwedische Sängerin
- 11. Juli: Justin Chambers, US-amerikanischer Schauspieler
- 12. Juli: Aure Atika, französische Filmschauspielerin und Regisseurin
- 12. Juli: Lee Byung-hun, südkoreanischer Schauspieler
- 12. Juli: Dana Golombek, deutsche Schauspielerin und Sängerin
- 13. Juli: Barry Pinches, englischer Snookerspieler
- 13. Juli: Andrei Tivontchik, deutscher Stabhochspringer
- 13. Juli: Glenn Corneille, niederländischer Jazz- und Pop-Pianist († 2005)
- 13. Juli: Katharina Zapatka, deutsche Schauspielerin
- 13. Juli: Roman Dostál, tschechischer Biathlet
- 14. Juli: Roland Adelmann, deutscher Arzt und Politiker
- 15. Juli: İlhan Atasoy, deutsch-türkischer Kabarettist, Satiriker und Vortragskünstler
- 15. Juli: İlknur Boyraz, deutsch-türkische Schauspielerin
- 15. Juli: Christina Finger, deutsche Schauspielerin
- 16. Juli: Apichatpong Weerasethakul, thailändischer Filmregisseur, Drehbuchautor und Filmproduzent
- 16. Juli: Tommy Jaud, deutscher Schriftsteller und Drehbuchautor
- 16. Juli: Pjotr Alexandrowitsch Klimow, russischer Komponist und Dichter
- 17. Juli: Tom Lehel, deutscher Schauspieler, Fernsehmoderator und Comedian
- 17. Juli: Altin Rraklli, albanischer Fußballspieler
- 17. Juli: Mandy Smith, Modell und Sängerin
- 20. Juli: Carmine Gautieri, italienischer Fußballspieler und -trainer
- 20. Juli: Michael A. Grimm, deutscher Schauspieler
- 21. Juli: Michael Dierks, deutsch-britischer Schauspieler
- 21. Juli: Liselotte Johansson, schwedische Freestyle-Skierin
- 21. Juli: Alysia Reiner, US-amerikanische Film- und Theaterschauspielerin
- 21. Juli: Steven Segaloff, US-amerikanischer Ruderer
- 22. Juli: Leonore Capell, deutsche Schauspielerin
- 22. Juli: Guido Visser, kanadischer Skilangläufer
- 23. Juli: Thea Dorn, deutsche Schriftstellerin und Fernsehmoderatorin
- 23. Juli: Charisma Carpenter, US-amerikanische Schauspielerin
- 24. Juli: Carl-Christian Dressel, deutscher Politiker und Mitglied des Bundestages
- 25. Juli: Brian Blade, US-amerikanischer Jazzschlagzeuger und Komponist
- 25. Juli: Holger „Spiky“ Löhr, deutscher Handballspieler und Handballtrainer
- 25. Juli: René Meyer, deutscher Journalist
- 27. Juli: Birgitta Weizenegger, deutsche Schauspielerin und Sängerin
- 27. Juli: Anja Kohl, deutsche Redakteurin und Moderatorin
- 28. Juli: Michael Amott, schwedischer Gitarrist
- 28. Juli: Mišel Matičević, deutscher Schauspieler
- 28. Juli: Sergio Pianezzola, italienischer Automobilrennfahrer
- 30. Juli: Susanne Abbuehl, Schweizer Jazzsängerin
- 30. Juli: Eugenio Corini, italienischer Fußballspieler
- 30. Juli: David Frétigné, französischer Endurorennfahrer
- 30. Juli: Christopher Nolan, britisch-US-amerikanischer Regisseur, Drehbuchautor und Filmproduzent

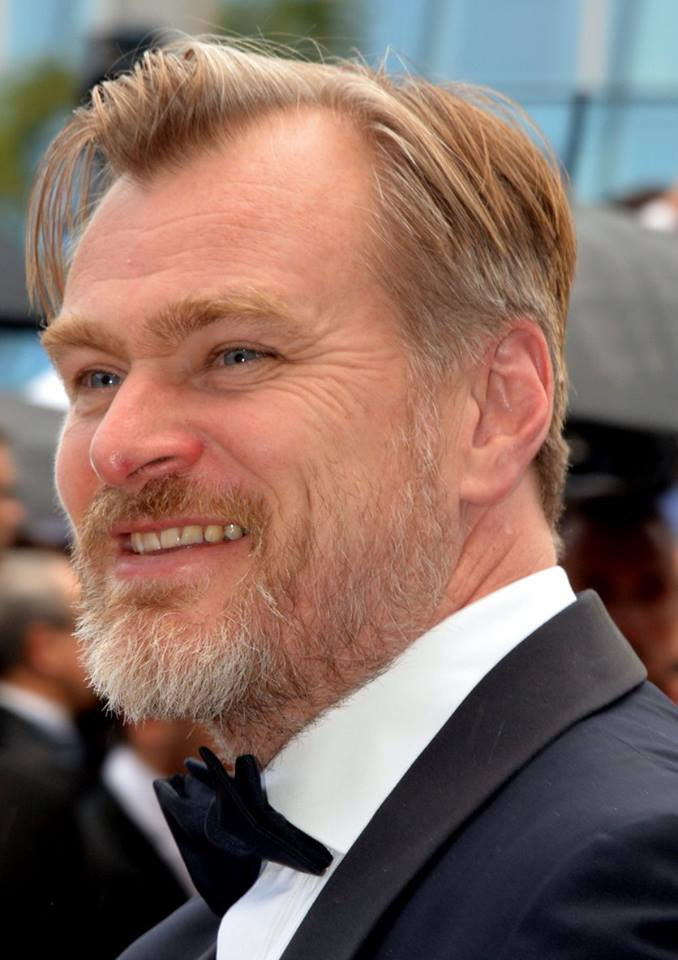
Christopher Nolan

- 31. Juli: John 5, US-amerikanischer Musiker und Gitarrist

### August

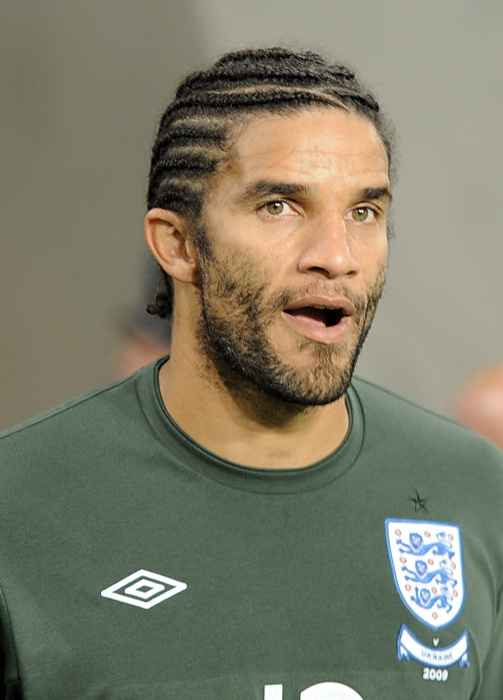
David James.

- 01. August: Leif-Erik Holm, deutscher Volkswirt und Politiker
- 01. August: David James, britischer Fußballspieler
- 01. August: Stephan Schambach, deutscher Unternehmer
- 02. August: Anthony Lewis Amonte, US-amerikanischer Eishockeyspieler und -trainer
- 02. August: Kevin Smith, US-amerikanischer Regisseur, Drehbuchautor, Schauspieler
- 03. August: Eric Babak, belgischer Musiker
- 03. August: Gina G, australische Popsängerin
- 03. August: Masahiro Sakurai, japanischer Game Designer
- 04. August: John August, US-amerikanischer Journalist und Drehbuchautor
- 05. August: Dennis Schmidt-Foß, deutscher Schauspieler und Synchronsprecher
- 05. August: Gabriela Zingre-Graf, Schweizer Skirennläuferin
- 06. August: Arne Zank, deutscher Musiker
- 06. August: M. Night Shyamalan, US-amerikanischer Drehbuchautor und Regisseur
- 07. August: Marlies Askamp, deutsche Basketballspielerin
- 08. August: Pascal Duquenne, belgischer Schauspieler und Behindertensportler
- 09. August: Katharina Dalichau, deutsche Schauspielerin
- 09. August: Mirjam Unger, österreichische Hörfunkmoderatorin und Regisseurin
- 09. August: Wim de Vries, niederländischer Jazzschlagzeuger
- 11. August: Andy Bell, walisischer Musiker
- 11. August: Gianluca Pessotto, italienischer Fußballspieler
- 11. August: Reto Lamm, Schweizer Snowboarder
- 13. August: Alan Shearer, englischer Fußballspieler
- 13. August: Sven Kmetsch, deutscher Fußballspieler
- 15. August: Anthony Anderson, US-amerikanischer Schauspieler und Komiker
- 15. August: Chris Byrd, US-amerikanischer Boxer
- 15. August: Karin Henkel, deutsche Theaterregisseurin
- 16. August: Fabio Casartelli, italienischer Radrennfahrer († 1995)
- 16. August: Saif Ali Khan, indischer Schauspieler
- 17. August: Jim Courier, US-amerikanischer Tennisspieler
- 17. August: Tony Rickardsson, schwedischer Bahnsportler
- 17. August: Ian White, englischer Dartspieler
- 18. August: Arne Raue, deutscher Politiker
- 18. August: Cédric Vasseur, französischer Radrennfahrer
- 18. August: Malcolm-Jamal Warner, US-amerikanischer Schauspieler († 2025)
- 19. August: Joseph Cartagena (Fat Joe), US-amerikanischer Rapper

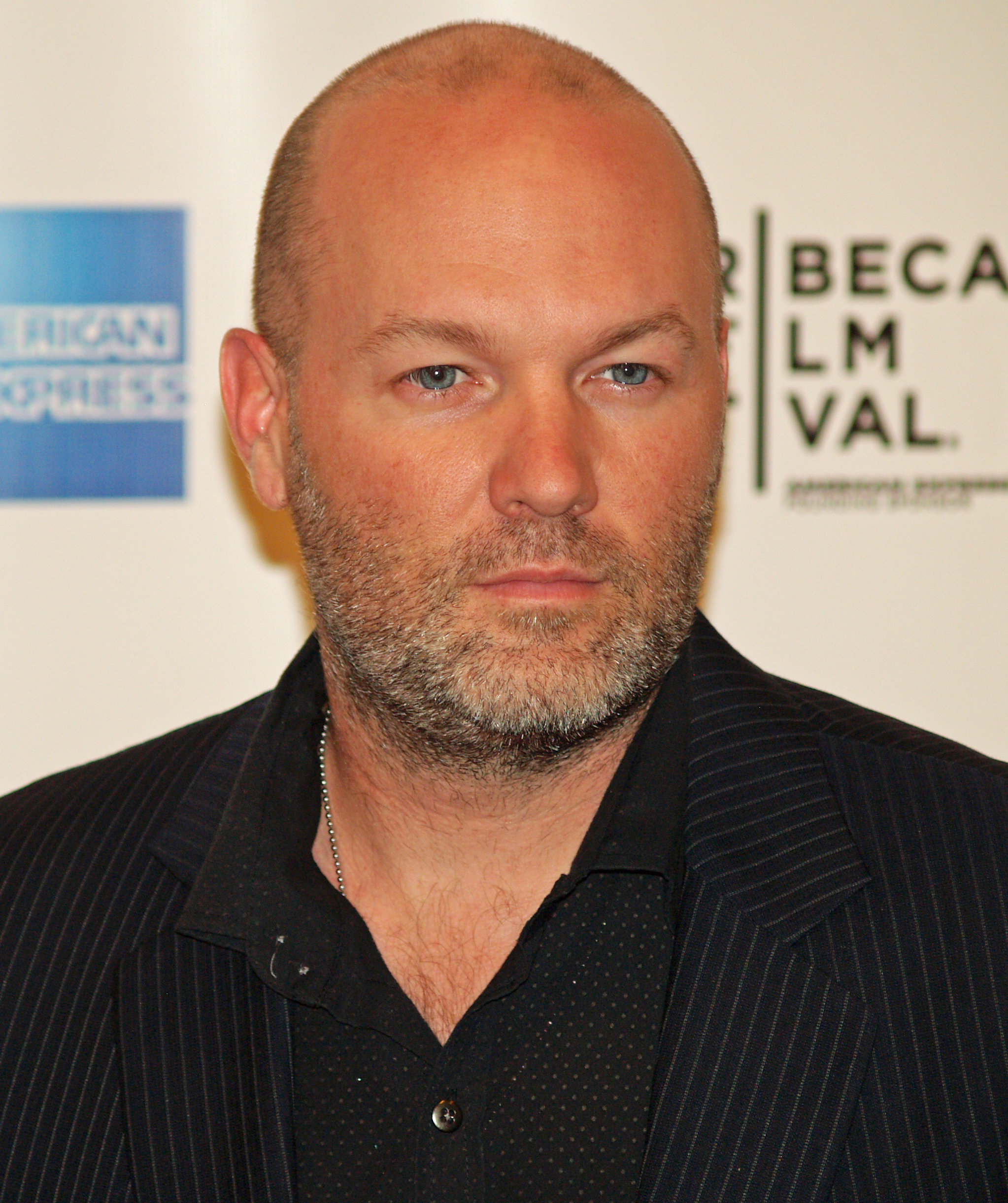
Fred Durst, 2008

- 20. August: Fred Durst, US-amerikanischer Sänger
- 20. August: Thomas Stephan, deutscher Politiker
- 21. August: John Carmack, US-amerikanischer Programmierer, Spielentwickler
- 21. August: Erik Dekker, niederländischer Radrennfahrer
- 22. August: Jeannette Arndt, deutsche Schauspielerin und Regisseurin
- 22. August: Ricco Groß, deutscher Biathlet
- 22. August: Nadir Vassena, Schweizer Komponist
- 22. August: Tímea Nagy, ungarische Degen-Fechterin
- 23. August: Angelo Antonucci, italienischer Filmregisseur
- 23. August: Brad Mehldau, US-amerikanischer Jazzpianist

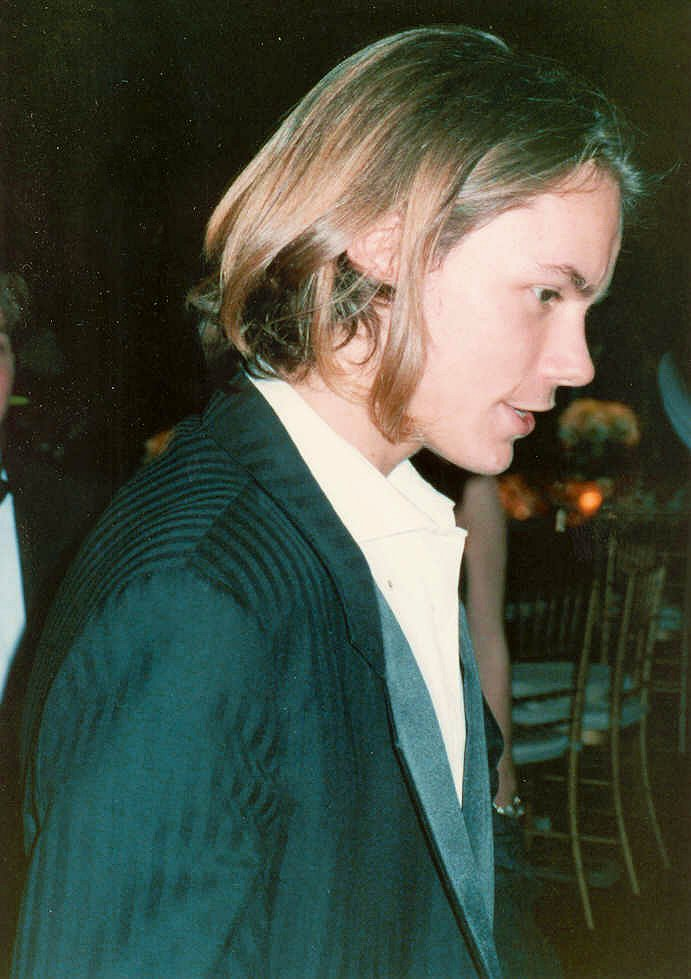
River Phoenix, 1989

- 23. August: River Phoenix, US-amerikanischer Schauspieler und Musiker († 1993)
- 24. August: Michael Roth, deutscher Politiker und MdB
- 24. August: Stephan Paßlack, deutscher Fußballspieler
- 24. August: Gernot Reinstadler, österreichischer Skirennläufer († 1991)
- 25. August: Alexander Bade, deutscher Fußballspieler
- 25. August: Claudia Schiffer, deutsches Fotomodell
- 25. August: Robert Horry, US-amerikanischer Basketballspieler
- 25. August: Jo Dee Messina, US-amerikanische Country-Sängerin
- 25. August: Matthias Opdenhövel, deutscher Fernsehmoderator
- 25. August: Tore Olsen, norwegischer Skilangläufer
- 26. August: Claudia Noemí Amura, argentinische Schachspielerin
- 26. August: Mark Benecke, deutscher Kriminalbiologe
- 26. August: Olimpiada Wladimirowna Iwanowa, russische Leichtathletin und Olympionikin
- 26. August: Melissa McCarthy, US-amerikanische Schauspielerin
- 27. August: Peter Ebdon, englischer Snooker-Spieler
- 27. August: Kelly Trump, deutsche Pornodarstellerin
- 28. August: Sherrié Austin, australische Country-Sängerin, Songschreiberin und Schauspielerin
- 28. August: Loïc Leferme, französischer Apnoetaucher († 2007)
- 28. August: Henny van Schoonhoven, niederländischer Fußballspieler († 2009)
- 28. August: Elmar Messner, italienischer Snowboarder
- 30. August: Isabel Ashdown, britische Schriftstellerin
- 30. August: Paulo Sousa, portugiesischer Fußballspieler

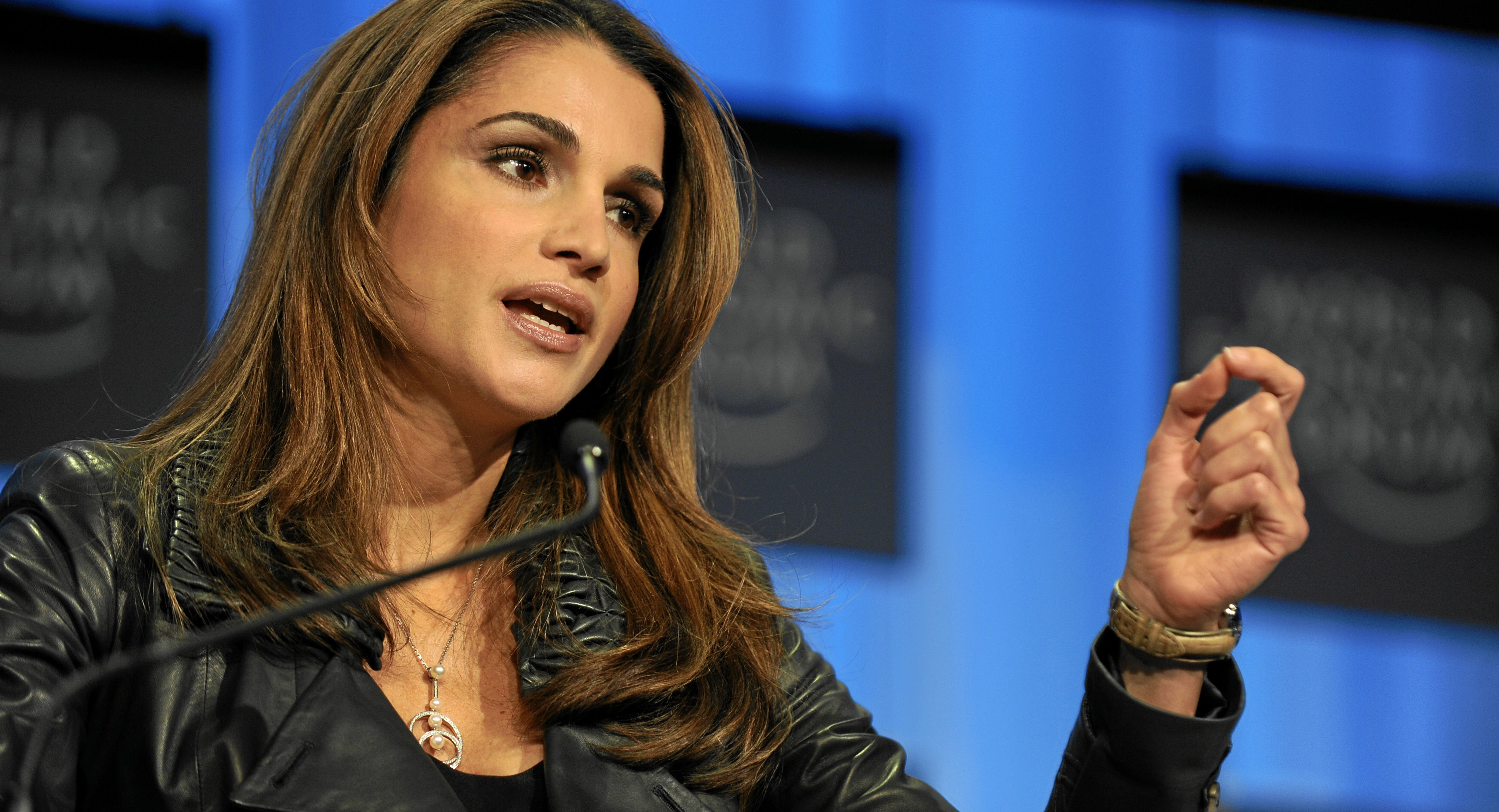
Rania von Jordanien

- 31. August: Debbie Gibson, US-amerikanische Pop-Sängerin
- 31. August: Rania von Jordanien, Königin von Jordanien
- 31. August: Arie van Lent, niederländisch-deutscher Fußballspieler
- 31. August: Jeremy Nobis, US-amerikanischer Skirennläufer und Extremskifahrer († 2023)
- 31. August: Michael Rast, österreichischer Schauspieler

### September
- 02. September: Olivier Casadesus, französischer Schauspieler
- 02. September: Khalil Ibrahim Al Ghamdi, saudi-arabischer Fußballschiedsrichter
- 02. September: Abdullah Al Hilali, omanischer Fußballschiedsrichter
- 03. September: Thomas Georg Abel, deutscher Astrophysiker, Kosmologe und Hochschullehrer
- 03. September: Einat Kalisch-Rotem, israelische Architektin und Politikerin
- 03. September: Gareth Southgate, englischer Fußballspieler
- 04. September: Igor Graziano Cavalera, brasilianischer Schlagzeuger
- 04. September: Daisy Dee, Sängerin, Schauspielerin und Fernsehmoderatorin
- 04. September: Gudmund Skjeldal, norwegischer Skilangläufer
- 05. September: Addis Abebe, äthiopischer Langstreckenläufer
- 05. September: Csaba dalla Zorza, italienische Köchin, Kochbuchautorin, Fernsehmoderatorin und Verlegerin
- 06. September: Stéphane Guivarc’h, französischer Fußballspieler
- 08. September: Christine Lindemann, deutsche Handballspielerin
- 08. September: Frank Möller, deutscher Judoka
- 08. September: Lars Vogt, deutscher Pianist und Dirigent († 2022)
- 08. September: Roberto Carcelén, peruanischer Skilangläufer
- 10. September: Julie Halard-Decugis, französische Tennisspielerin
- 10. September: John Farra, US-amerikanischer Skilangläufer
- 11. September: Federico Arnaud, uruguayischer Künstler
- 11. September: Aaron Dworkin, US-amerikanischer Geiger und Musikpädagoge

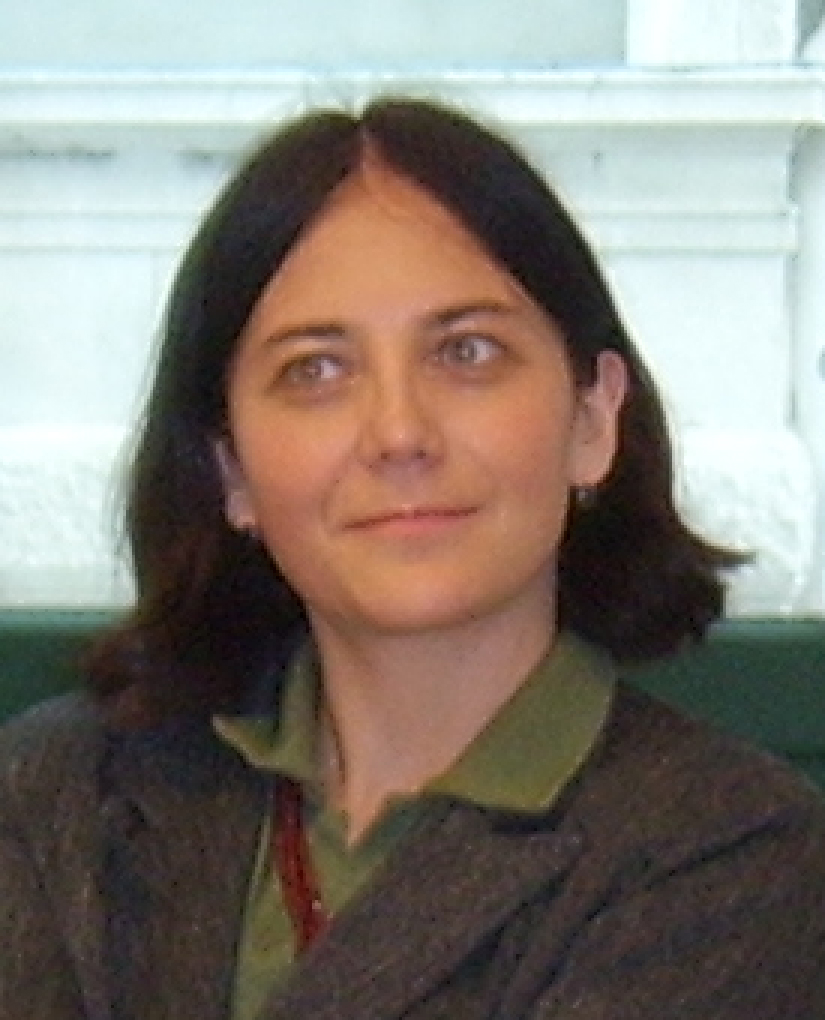
Taja Kramberger

- 11. September: Taja Kramberger, slowenische Historikerin und Poetin
- 14. September: Matthias Zimmermann, deutscher Fußballspieler
- 14. September: Francesco Casagrande, italienischer Radrennfahrer
- 16. September: Nedeljko Jovanović, serbisch-deutscher Handballspieler
- 16. September: Frank Türr, deutscher Fußballspieler
- 16. September: Christine Urspruch, deutsche Schauspielerin
- 18. September: Alejandro Tarik Agag Longo, spanischer Unternehmer und Politiker
- 18. September: Krešimir Čuljak, kroatischer Ruderer
- 18. September: Didier Rous, französischer Radrennfahrer
- 19. September: Marc Arnold, deutsch-südafrikanischer Fußballspieler, -trainer und -funktionär
- 19. September: Takanori Nishikawa, japanischer Pop-Musiker
- 19. September: Ingo Steinwart, deutscher Mathematiker und Hochschullehrer
- 19. September: Victor Williams, US-amerikanischer Schauspieler
- 21. September: Haruko Arimura, japanische Politikerin
- 21. September: James Lesure, US-amerikanischer Schauspieler
- 21. September: Martin Ostermeier, deutscher Schauspieler
- 22. September: Scot Armstrong, US-amerikanischer Drehbuchautor und Filmproduzent
- 22. September: Marc-Kevin Goellner, deutscher Tennisspieler
- 22. September: Antoni Lima Solà, andorranischer Fußballspieler
- 22. September: Abraham Olano, spanischer Radrennfahrer
- 23. September: Franz Almer, österreichischer Fußballspieler
- 23. September: Corinne Bodmer, Schweizer Freestyle-Skierin
- 23. September: Ani DiFranco, US-amerikanische Songwriterin
- 24. September: Sascha Karolin Aulepp, deutsche Juristin und Politikerin
- 24. September: Karen Forkel, deutsche Leichtathletin
- 24. September: Bettina Mittendorfer, deutsche Schauspielerin
- 24. September: Bernd Kroschewski, deutscher Snowboarder
- 25. September: David Belhumeur, kanadischer Freestyle-Skier
- 26. September: Robert Gold, deutscher Filmproduzent, Schriftsteller und Drehbuchautor
- 26. September: Regine Schroeder, deutsche Schauspielerin
- 27. September: Tamás Bódog, ungarischer Fußballspieler
- 28. September: Fırat Arslan, deutscher Boxer
- 28. September: Kathrine Rokke, norwegische Skilangläuferin
- 29. September: Torsten Abeln, deutscher Fußballspieler
- 29. September: Emily Lloyd, britische Schauspielerin
- 29. September: Luke Bodensteiner, US-amerikanischer Skilangläufer
- 30. September: Kena Amoa, deutscher Fernsehmoderator, Redakteur und Reporter
- 30. September: Damian Mori, australischer Fußballspieler

### Oktober
- 01. Oktober: Moses Kiptanui, kenianischer Mittel- und Langstreckenläufer
- 01. Oktober: Sergei Schilow, russischer Behindertensportler
- 02. Oktober: Klaus Schmeh, deutscher Sachbuchautor und Informatiker
- 04. Oktober: Olga Sergejewna Kusenkowa, russische Leichtathletin und Olympiasiegerin
- 05. Oktober: Nicolas Fontaine, kanadischer Freestyle-Skier
- 06. Oktober: Corinna May, deutsche Sängerin
- 06. Oktober: Olga Danilowa, russische Skilangläuferin
- 06. Oktober: Brigitte Albrecht-Loretan, Schweizer Skilangläuferin
- 06. Oktober: Sabine Zimmerebner, österreichische Höhlenforscherin († 2015)

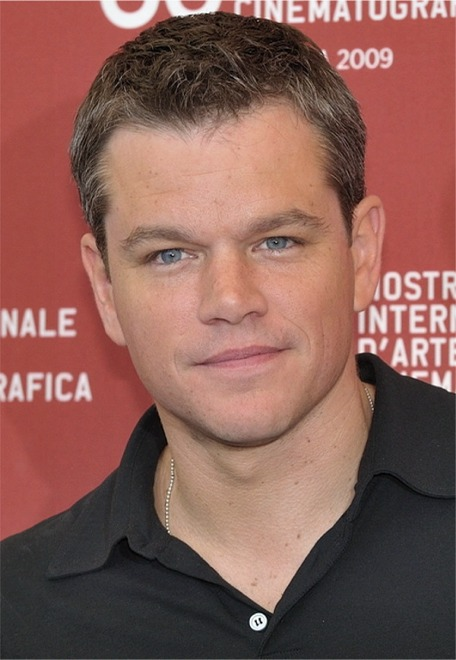
Matt Damon, 2009

- 08. Oktober: Matt Damon, US-amerikanischer Schauspieler
- 08. Oktober: Sadiq Khan, britischer Politiker
- 08. Oktober: Claudia Gáldy, deutsche Synchronsprecherin und Schauspielerin († 2021)
- 09. Oktober: Steve Jablonsky, US-amerikanischer Filmkomponist
- 09. Oktober: Annika Sörenstam, schwedische Golf-Spielerin
- 09. Oktober: Savannah, US-amerikanische Pornodarstellerin († 1994)
- 09. Oktober: Susanne Busch, deutsche Shorttrackerin
- 10. Oktober: Matthew Pinsent, britischer Ruderer
- 10. Oktober: Bai Ling, chinesische Schauspielerin
- 10. Oktober: Silke Kraushaar, deutsche Rennrodlerin
- 11. Oktober: Luciana Diniz, brasilianisch-portugiesische Springreiterin
- 11. Oktober: Katherina Kubenk, kanadische Freestyle-Skierin
- 12. Oktober: Kai Agthe, deutscher Schriftsteller
- 12. Oktober: Julian Andretti, US-amerikanischer Pornodarsteller
- 12. Oktober: Kirk Cameron, US-amerikanischer Schauspieler
- 12. Oktober: Sven Nagel, deutscher Comedian und Autor
- 12. Oktober: Charlie Ward, US-amerikanischer Basketball- und American-Football-Spieler
- 14. Oktober: Olav Gutting, deutscher Politiker
- 14. Oktober: Pär Zetterberg, schwedischer Fußballspieler
- 14. Oktober: Nina Kemppel, US-amerikanische Skilangläuferin
- 15. Oktober: Reid Anderson, US-amerikanischer Jazz-Bassist und Komponist
- 15. Oktober: Zeb Atlas, US-amerikanischer Pornodarsteller, Bodybuilder und Model
- 15. Oktober: Pernilla Wiberg, schwedische Skirennläuferin
- 15. Oktober: Ginuwine, US-amerikanischer Sänger
- 16. Oktober: Claudio Arzeno, argentinischer Fußballspieler
- 16. Oktober: Vincent Rijmen, belgischer Kryptologe

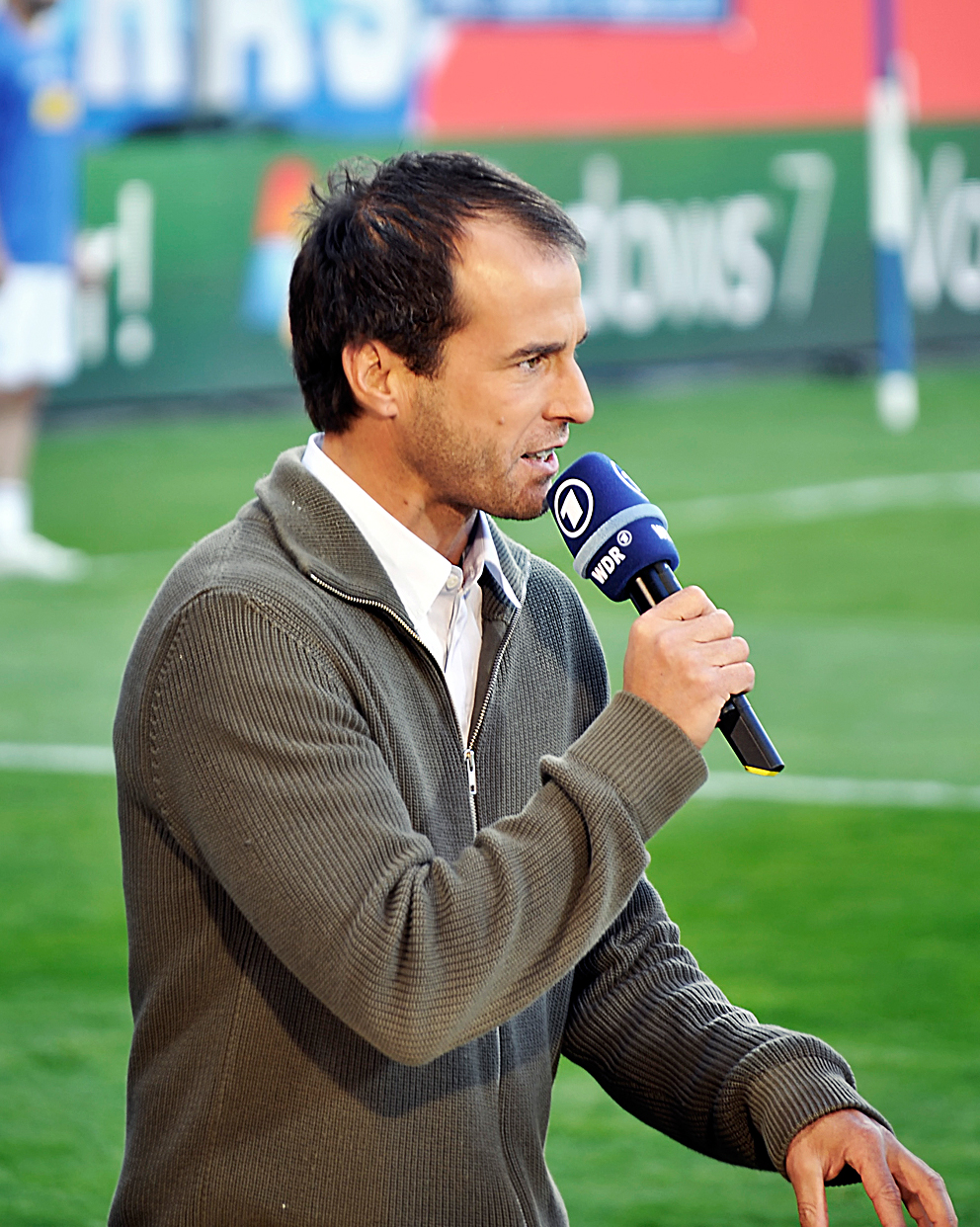
Mehmet Scholl, 2011

- 16. Oktober: Mehmet Scholl, deutscher Fußballspieler
- 16. Oktober: Holger Krahmer, deutscher Politiker
- 17. Oktober: Andreas von Arnauld de la Perrière, deutscher Rechtswissenschaftler und Hochschullehrer
- 17. Oktober: Gero von Fritschen, deutscher Brigadegeneral der Luftwaffe der Bundeswehr
- 18. Oktober: Alex Barros, brasilianischer Motorradrennfahrer
- 19. Oktober: Nouria Mérah-Benida, algerische Leichtathletin und Olympiasiegerin
- 19. Oktober: Chris Kattan, US-amerikanischer Comedian
- 21. Oktober: Gerd J. Pohl, deutscher Puppenspieler
- 22. Oktober: Anne Debet, französische Datenschutzexpertin
- 22. Oktober: Manuel Mota, portugiesischer Jazz- und Improvisationsgitarrist
- 23. Oktober: Kathrin Blacha, deutsche Handballspielerin
- 22. Oktober: Takeshi Kimura, japanischer Automobilrennfahrer
- 23. Oktober: Grant Imahara, US-amerikanischer Ingenieur und Fernsehmoderator († 2020)
- 23. Oktober: Jasmin St. Claire, Wrestlerin, Fotomodell und Pornodarstellerin
- 25. Oktober: Peter Aerts, niederländischer Kampfsportler
- 26. Oktober: Carlos Arecio Amarilla Demarqui, paraguayischer Fußballschiedsrichter
- 26. Oktober: Josefine Grosse, deutsche Handballspielerin
- 26. Oktober: Lisa Ryder, kanadische Schauspielerin
- 26. Oktober: Zhang Yanmei, chinesische Shorttrackerin
- 27. Oktober: Jonathan Stroud, britischer Schriftsteller
- 28. Oktober: Jamal Ahmidan, mutmaßlicher Mittäter der Madrider Zuganschläge († 2004)
- 28. Oktober: Christof Unterberger, österreichischer Cellist und Komponist
- 29. Oktober: Edwin van der Sar, niederländischer Fußballspieler
- 29. Oktober: Jan Plewka, deutscher Sänger
- 30. Oktober: Xie Jun, chinesische Schachspielerin
- 31. Oktober: Ray Austin, US-amerikanischer Schwergewichtsboxer
- 31. Oktober: Joel Frahm, US-amerikanischer Jazz-Tenorsaxophonist
- 31. Oktober: Karlheinz Pflipsen, deutscher Fußballspieler
- 31. Oktober: Malin Berggren, schwedische Sängerin
- 00. Oktober: Stefan G. Reuß, deutscher Kommunalpolitiker

### November
- 02. November: Rodolfo Acosta, kolumbianischer Komponist
- 02. November: Natig Aiwasow, aserbaidschanischer Ringer
- 02. November: Isabella Lewandowski, deutsche Schauspielerin
- 03. November: Hiroki Endo, japanischer Mangaka
- 03. November: Roland Forthomme, belgischer Karambolagespieler
- 03. November: Frank Gambalie, US-amerikanischer Basejumper († 1999)
- 03. November: Andrzej Juskowiak, polnischer Fußballspieler Andrzej Juskowiak

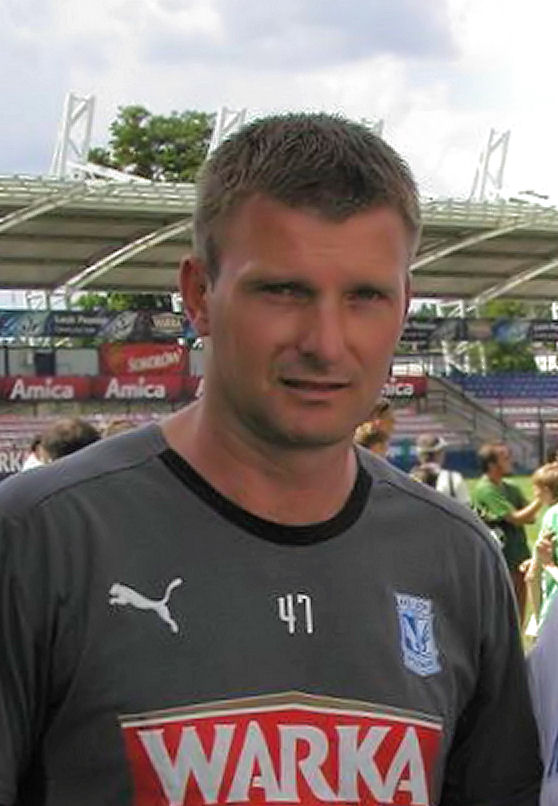
Andrzej Juskowiak

- 03. November: Petr Michl, tschechischer Skilangläufer
- 04. November: Lauri Aus, estnischer Radrennfahrer († 2003)
- 04. November: Steven Merting, deutscher Schauspieler
- 04. November: Tony Sly, US-amerikanischer Sänger, Songwriter und Gitarrist († 2012)
- 04. November: Tabu, indische Schauspielerin
- 05. November: Shaun Peter Murphy, irisch-australischer Fußballspieler und -trainer
- 05. November: Jim Rippey, US-amerikanischer Snowboarder
- 06. November: Joyce Chepchumba, kenianische Leichtathletin und Olympionikin
- 06. November: Ethan Hawke, US-amerikanischer Schauspieler und Schriftsteller
- 07. November: Chris Adrian, US-amerikanischer Kinderarzt und Autor
- 07. November: Marc Rosset, Schweizer Tennisspieler
- 07. November: Morgan Spurlock, US-amerikanischer Regisseur, Dokumentarfilmer und Drehbuchautor († 2024)
- 08. November: Thomas Anderson, US-amerikanischer Unternehmer
- 08. November: Juan José Borrelli, argentinischer Fußballspieler und Trainer
- 08. November: RP Kahl (Rolf Peter Kahl), deutscher Schauspieler, Regisseur und Filmproduzent
- 08. November: Diana King, jamaikanische Sängerin
- 08. November: Johann Mühlegg, deutscher Wintersportler
- 08. November: Uwe Stäglin, deutscher Politiker
- 09. November: Susan Tedeschi, US-amerikanische Blues-Gitarristin, Sängerin und Songschreiberin
- 09. November: Markus Ebner, deutscher Snowboarder
- 10. November: Warren G, US-amerikanischer Rapper
- 10. November: Danutė Jočienė, litauische Richterin
- 10. November: Freddy Loix, belgischer Rallyefahrer
- 10. November: Eric Sardinas, US-amerikanischer Bluesrock-Gitarrist
- 11. November: Claudia Norberg, deutsche Reality-TV-Teilnehmerin und Unternehmerin
- 11. November: Marcus Ulbricht, deutscher Regisseur
- 12. November: Valerie Haller, deutsche Moderatorin und Börsenreporterin
- 12. November: Frank Schwabe, deutscher Politiker und MdB
- 13. November: Ariel Atias, israelischer Politiker
- 13. November: Henning Fröschle, deutscher Handballspieler und -trainer
- 13. November: Rebecca Immanuel, deutsche Schauspielerin
- 14. November: Erik Bo Andersen, dänischer Fußballspieler
- 15. November: Uschi Disl, deutsche Biathletin
- 15. November: Melanie Hinze, deutsche Synchronsprecherin
- 15. November: Jack Ingram, US-amerikanischer Country-Musiker
- 16. November: László Keszég, ungarischer Schauspieler und Regisseur
- 16. November: Peter Moltzen, deutscher Schauspieler
- 17. November: Antonino Asta, italienischer Fußballspieler und -trainer
- 17. November: Hans-Jürgen Goßner, deutscher Politiker
- 17. November: Silvana Koch-Mehrin, deutsche Politikerin
- 17. November: Mark Gillespie, Gitarrist und Sänger
- 18. November: Anna Loos, deutsche Schauspielerin
- 18. November: Peta Wilson, australische Schauspielerin und Modell
- 19. November: Tanja Jonak, deutsche Schlagersängerin
- 19. November: Ralf Özkara, deutscher Politiker
- 19. November: Ayşe Polat, deutsch-türkische Filmregisseurin
- 19. November: Natalja Martynowa, russische Skilangläuferin und Biathletin
- 19. November: Mike Zito, US-amerikanischer Bluesrock-Gitarrist, Sänger, Produzent und Labelbetreiber
- 20. November: Michael Altinger, deutscher Kabarettist und Autor
- 20. November: Matt Blunt, US-amerikanischer Politiker
- 20. November: Gabriele Rauscher, deutsche Freestyle-Skierin
- 22. November: Björn Thümler, deutscher Politiker
- 23. November: Khaled Mohammed Al-Zubair, omanischer Manager und Sportfunktionär
- 23. November: Karsten Müller, deutscher Schachspieler
- 23. November: Christoph Mory, deutscher Schauspieler
- 24. November: Alexis Blanc, französischer Freestyle-Skier
- 24. November: Marlon James, jamaikanischer Schriftsteller
- 24. November: Paul Laciga, Schweizer Beachvolleyball-Spieler
- 26. November: John Ekwugha Amaechi, britisch-US-amerikanischer Basketballspieler
- 26. November: Leonard Gates, US-amerikanischer Dartspieler
- 26. November: Maria Kirchgasser-Pichler, österreichische Snowboarderin
- 27. November: Han Kang, südkoreanische Schriftstellerin
- 29. November: Susan Carleton Athey, US-amerikanische Wirtschaftswissenschaftlerin
- 30. November: Mario Bailey, US-amerikanischer American-Football-Spieler
- 30. November: Horst Felbermayr junior, österreichischer Unternehmer und Automobilrennfahrer
- 30. November: Vigindas Petkevičius, deutscher Handballspieler und Handballtrainer
- 30. November: Judith Zaugg, Schweizer Grafikerin und Illustratorin
- 30. November: Swetlana Deschewych, kasachische Skilangläuferin

### Dezember
- 01. Dezember: Jouko Ahola, finnischer Strongman und Schauspieler
- 01. Dezember: Sigurður Bjarnason, isländischer Handballspieler
- 01. Dezember: Sarah Silverman, US-amerikanische Komikerin

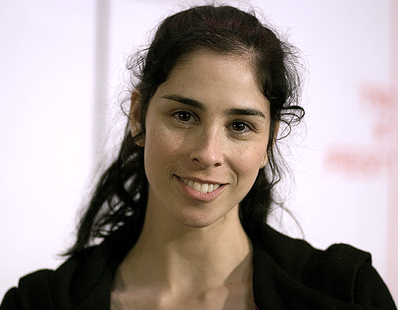
Sarah Silverman

- 02. Dezember: Alexander Cejka, deutscher Golfer
- 02. Dezember: Sebastian Horn, deutscher Musiker und Fernsehmoderator
- 02. Dezember: Sergei Krylow, russischer Geiger
- 03. Dezember: Christian Karembeu, französischer Fußballspieler
- 03. Dezember: Dirk Heinen, deutscher Fußballspieler
- 03. Dezember: Markus Matzerath, deutscher Politiker
- 04. Dezember: Fat Pat, US-amerikanischer Rapper († 1998)
- 05. Dezember: Harut Wardanjan, armenischer Fußballspieler
- 06. Dezember: Michaela Schaffrath, deutsche Schauspielerin und Pornodarstellerin
- 06. Dezember: Ulf Ekberg, schwedischer Musiker
- 07. Dezember: Esteban Garcia, Schweizer Unternehmer und Autorennfahrer
- 07. Dezember: Jeon Mi-seon, südkoreanische Schauspielerin († 2019)
- 07. Dezember: Adel al-Mulla, katarischer Fußballspieler († 2022)

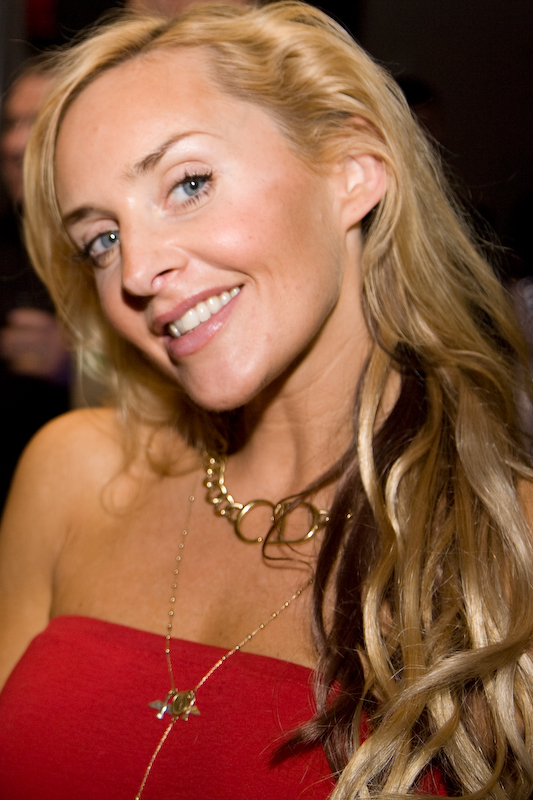
Lindy Layton

- 07. Dezember: Lindy Layton, britische Sängerin
- 07. Dezember: Bundit Ungrangsee, thailändischer Dirigent
- 07. Dezember: Achim Vogt, Liechtensteiner Skirennläufer
- 09. Dezember: Agustin Amigo, spanischer Gitarrist und Komponist
- 09. Dezember: Djalminha, brasilianischer Fußballspieler
- 09. Dezember: Anna Gavalda, französische Schriftstellerin
- 09. Dezember: Anette Hellwig, deutsche Schauspielerin
- 09. Dezember: David Kersh, US-amerikanischer Country-Sänger
- 10. Dezember: Regula Grauwiller, Schweizer Schauspielerin
- 10. Dezember: Hagen Matzeit, deutscher Countertenor und Bariton, Filmkomponist sowie Produzent
- 11. Dezember: Teal Fowler, Eishockeyspieler und -trainer
- 12. Dezember: Jennifer Connelly, US-amerikanische Schauspielerin
- 12. Dezember: Mädchen Amick, US-amerikanische Schauspielerin
- 12. Dezember: Regina Hall, US-amerikanische Schauspielerin
- 13. Dezember: Tonja Buford-Bailey, US-amerikanische Leichtathletin und Olympiateilnehmerin
- 13. Dezember: Danny Lohner, US-amerikanischer Musiker
- 13. Dezember: Gerlinde Kaltenbrunner, österreichische Bergsteigerin
- 14. Dezember: Nicholas Angelich, US-amerikanischer Pianist († 2022)
- 14. Dezember: Grégory Anquetil, französischer Handballspieler
- 14. Dezember: Anna Maria Jopek, polnische Sängerin
- 14. Dezember: Nico Van Kerckhoven, belgischer Fußballspieler
- 14. Dezember: Beth Orton, britische Musikerin
- 15. Dezember: Michael Shanks, kanadischer Schauspieler
- 16. Dezember: Christoph Fuhrbach, deutscher Langläufer
- 17. Dezember: Sean Patrick Thomas, US-amerikanischer Schauspieler
- 17. Dezember: Sinan Akkuş, deutscher Regisseur, Schauspieler, Filmproduzent und Autor von Drehbüchern
- 18. Dezember: Dietmar Brockes, deutscher Politiker
- 18. Dezember: Bridie Carter, australische Schauspielerin
- 18. Dezember: Marlene Lufen, deutsche Fernsehmoderatorin
- 18. Dezember: Victoria Pratt, kanadische Schauspielerin
- 18. Dezember: Earl Simmons (DMX), US-amerikanischer Hip-Hop-Musiker († 2021)
- 19. Dezember: Tyson Beckford, US-amerikanisches Model, Schauspieler und Fernsehmoderator
- 19. Dezember: Funda Gür, deutsche politische Beamtin
- 19. Dezember: Ursina Lardi, Schweizer Schauspielerin
- 19. Dezember: Andreas Ringhofer, österreichischer Skibergsteiger

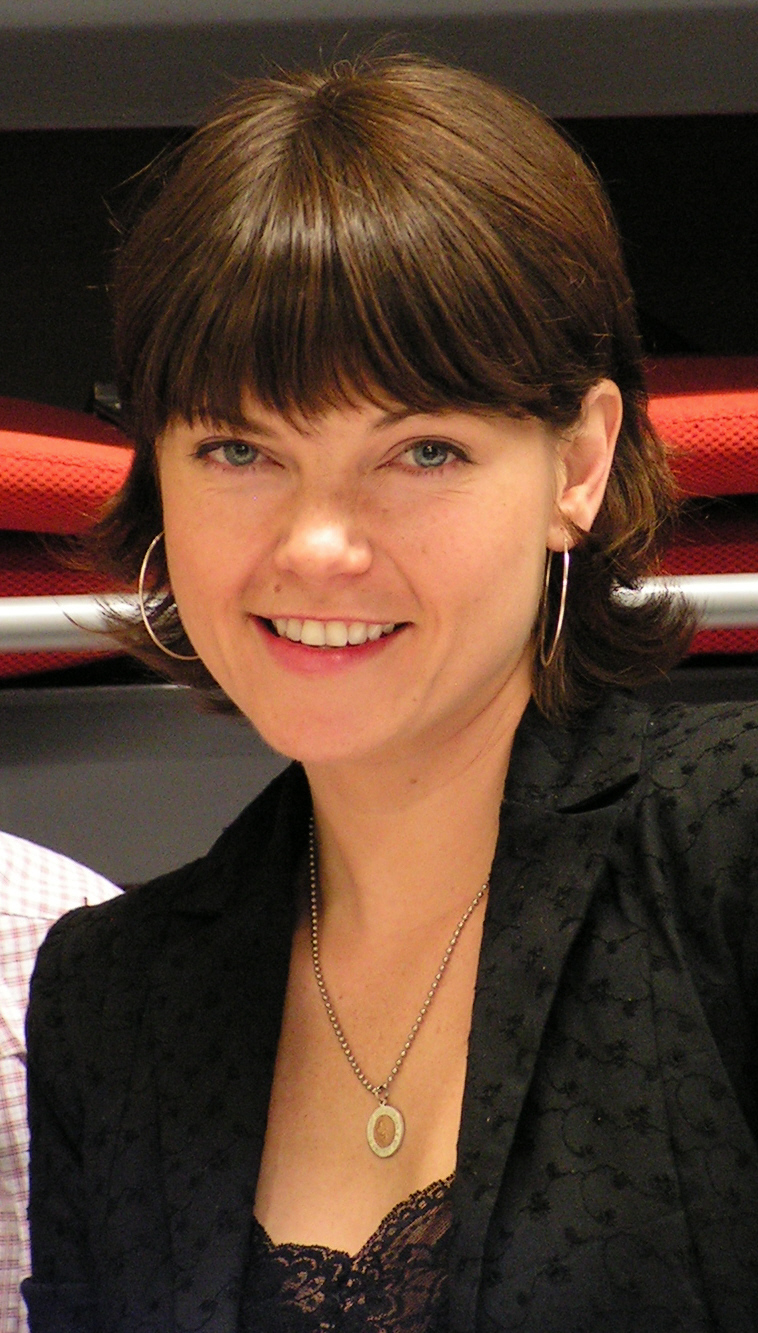
Nicole de Boer

- 20. Dezember: Nicole de Boer, kanadische Schauspielerin
- 20. Dezember: Judith Samen, deutsche bildende Künstlerin.
- 21. Dezember: Nasser Salih Nasser Abdullah Al-Attiyah, katarischer Sportschütze und Rallyefahrer
- 21. Dezember: Stefan Lövgren, schwedischer Handballspieler
- 22. Dezember: Mutiu Adepoju, nigerianischer Fußballspieler
- 22. Dezember: Gary Anderson, schottischer Dartspieler
- 22. Dezember: Mark Dragunski, deutscher Handballer
- 23. Dezember: Kamal Bamadhaj, malaysisch-neuseeländischer Menschenrechtler († 1991)
- 24. Dezember: Christian von Boetticher, deutscher Politiker
- 25. Dezember: Emmanuel Amuneke, nigerianischer Fußballspieler
- 25. Dezember: Issa Hassan, kurdischer Musiker und Komponist
- 25. Dezember: Martin Weis, deutscher Leichtgewichtsruderer
- 27. Dezember: Andrea Andersson, US-amerikanische Badmintonspielerin
- 27. Dezember: Isabella Schmid, Schweizer Schauspielerin
- 27. Dezember: Song Aiqin, chinesische Biathletin und Skilangläuferin
- 28. Dezember: Oleg Germanowitsch Artemjew, russischer Kosmonaut
- 28. Dezember: Bernd Brümmer, deutscher Handballtorwart
- 29. Dezember: Holger Apfel, deutscher Politiker
- 29. Dezember: Dallas Austin, US-amerikanischer Musiker, Songwriter und Produzent
- 29. Dezember: Enrico Chiesa, italienischer Fußballer
- 29. Dezember: Hidetoshi Mitsusada, japanischer Automobilrennfahrer
- 30. Dezember: Kader Attia, französischer Installationskünstler und Fotograf
- 30. Dezember: Jan Henrik Stahlberg, deutscher Schauspieler, Drehbuchautor und Regisseur

### Tag unbekannt
- Meriam Abbas, deutsch-irakische Schauspielerin
- Michele Abbate, italienischer Altphilologe und Historiker der antiken Philosophie
- Saâdane Afif, französischer Objekt- und Installationskünstler
- Alexis Agrafiotis, griechischer Komponist, Dirigent und Pianist
- Frank van Aken, niederländischer Opernsänger
- Cem Akın, deutscher Schauspieler
- Kenneth Amis, US-amerikanischer Tubist
- Greg Anderson, US-amerikanischer Musiker
- Antonis Anissegos, griechischer Komponist und Pianist
- Amir Ansari, US-amerikanischer Unternehmer
- Caroline Arni, Schweizer Historikerin und Soziologin
- Amaya Arzuaga, spanische Modedesignerin
- Christopher Auerbach-Brown, US-amerikanischer Komponist und Musikpädagoge
- Anita Augustin-Huber, österreichische Dramaturgin und Schriftstellerin
- Dieter Auner, rumänischer Dokumentarfilmer
- Shalom Auslander, US-amerikanischer Autor und Essayist
- Christiane Balthasar, deutsche Regisseurin
- Martin Bambauer, deutscher Kirchenmusiker
- Zhenan Bao, chinesische Materialwissenschaftlerin
- Nicolas Beaupré, französischer Historiker
- Tunji Beier, Perkussionist
- Sleepy Brown, US-amerikanischer R&B-Sänger und Musikproduzent
- Joey Cordevin, deutsche Synchronsprecherin und Schauspielerin
- Sandeep Das, indischer Tablaspieler
- Oliver Dupont, deutscher Schauspieler
- Yta Farrow, französische Sängerin
- Muhammad Muammar Gaddafi, libyscher Unternehmer, Sohn von Muammar al-Gaddafi
- Joseph Gramley, US-amerikanischer Komponist und Perkussionist
- Christoph Grunert, deutscher Schauspieler
- Sean Hickey, US-amerikanischer Komponist
- Winfried Holzenkamp, deutscher Kontrabassist und Tangomusiker
- Emily Jacir, palästinensisch-amerikanische Künstlerin
- Lukas Kalbermatten, Schweizer Skilangläufer
- Anja Karmanski, deutsche Schauspielerin
- Sebastian Kautz, deutscher Schauspieler und Regisseur
- Hanne Lahtinen, finnische Skilangläuferin
- Carsten Lenz, deutscher Kirchenmusiker und Organist
- Christof May, deutscher Klarinettist und Saxophonist
- Julie Mehretu, äthiopische Malerin
- Maren Möhring, deutsche Historikerin
- Kevork Mourad, syrisch-armenischer Performancekünstler
- Béatrice Munyenyezi, ruandische Staatsbürgerin und ehemalige US-Staatsbürgerin
- Agnė Narušytė, litauische Kunsthistorikerin, Kunstkritikerin und Kuratorin
- Sebastian Orlac, deutscher Autor
- Natascha Paulick, deutsche Schauspielerin
- Shaikha Najlaa Mohammad Salim Mohammad Al Qassimi, Diplomatin aus den Vereinigten Arabischen Emiraten
- Anne Rathsfeld, deutsche Schauspielerin
- Martin Reik, deutscher Schauspieler
- Tim Rodig, deutscher Jazzmusiker
- Detlef Roth, deutscher Sänger (Bariton und Bass)
- Dagmar Sachse, deutsche Schauspielerin
- Christian Schoen, deutscher Kunsthistoriker und Kurator
- Alexander Schubert, deutscher Schauspieler
- Christoph Schubert, deutscher Altphilolog
- Ken Scott, kanadischer Drehbuchautor
- Natali Seelig, deutsche Schauspielerin
- Nicole Selmer, deutsche Sportjournalistin
- Francesco Semenzato, italienischer Biathlet und Skilangläufer
- Christine Sommer, österreichische Schauspielerin
- Carolin Spieß, deutsche Schauspielerin
- Alexander Suleiman, deutscher Cellist
- Isabel Tuengerthal, deutsche Schauspielerin
- Thomas Unger, deutscher Schauspieler
- Andreas Weidinger, deutscher Komponist
- Jürgen Winkelblech, deutscher Filmeditor
- Georg Zeppenfeld, deutscher Opernsänger, Bass

## Gestorben

### Januar
- 01. Januar: Eduard von Borsody, österreichischer Filmregisseur (* 1898)
- 01. Januar: Richard Lohrmann, deutscher Forstmann und Naturschützer (* 1896)
- 01. Januar: Hans Wentorf, deutscher Fußballspieler (* 1899)
- 02. Januar: András Kuttik, ungarischer Fußballspieler und -trainer (* 1896)
- 02. Januar: Piotr Rytel, polnischer Komponist, Musikpädagoge und -kritiker (* 1884)
- 03. Januar: Raúl Aparicio, kubanischer Journalist und Schriftsteller (* 1913)
- 03. Januar: Gladys Aylward, britische Missionarin (* 1902)
- 03. Januar: Karl Hepp, deutscher Politiker (* 1889)
- 03. Januar: Hans Steinmeyer, deutscher Orgelbauer (* 1889)

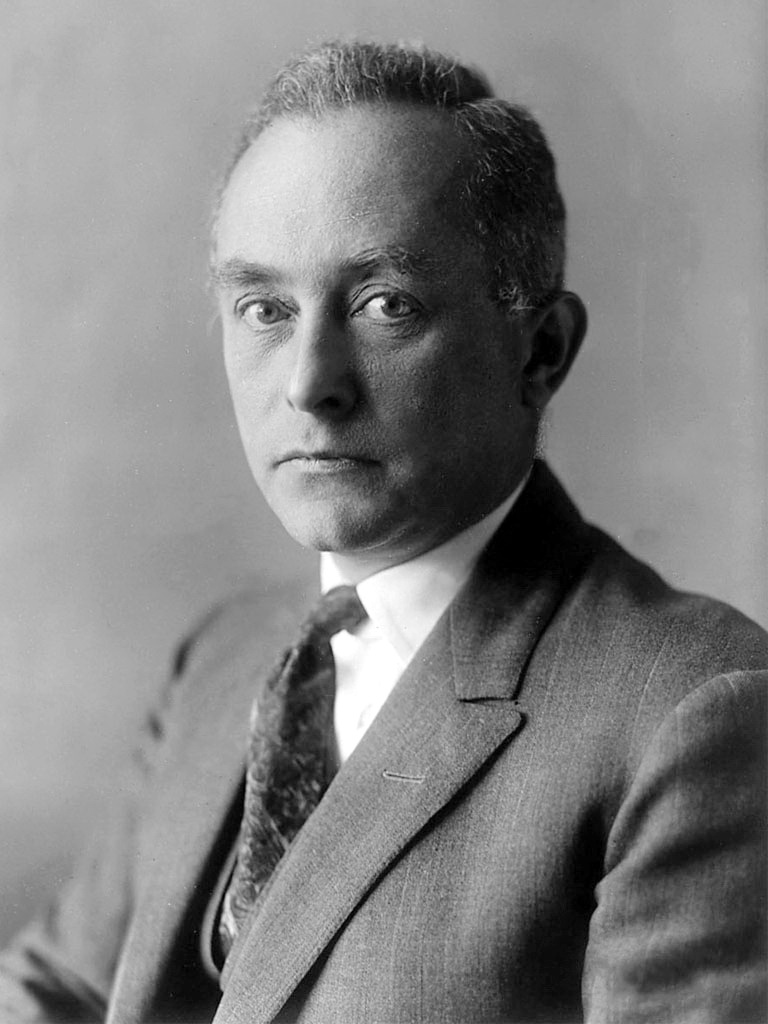
Max Born

- 05. Januar: Max Born, deutscher Physiker und Nobelpreisträger (* 1882)
- 05. Januar: Robert Gerhard, katalanischer Komponist (* 1896)
- 05. Januar: Sylvie, französische Schauspielerin (* 1883)
- 08. Januar: Jani Christou, ägyptischer Komponist (* 1926)
- 09. Januar: Mieczysław Grydzewski, polnischer Journalist, Zeitungsverleger, Kolumnist und Literaturkritiker (* 1894)
- 09. Januar: Käthe Krauß, deutsche Leichtathletin und Olympionikin (* 1906)
- 10. Januar: Pawel Iwanowitsch Beljajew, sowjetischer Kosmonaut (* 1925)
- 11. Januar: Émile Burie, französischer Automobilrennfahrer (* 1893)
- 12. Januar: Abbas Dabylow, sowjetisch-karakalpakischer Dichter (* 1898)
- 12. Januar: Blanche Stuart Scott, erste amerikanische Pilotin (* 1889)
- 14. Januar: Oskar Müller, deutscher Politiker (* 1896)
- 14. Januar: William Feller, kroatisch-US-amerikanischer Mathematiker (* 1906)
- 15. Januar: Leah Goldberg, israelische Schriftstellerin und Sprachwissenschaftlerin (* 1911)
- 17. Januar: Billy Stewart, US-amerikanischer Sänger und Keyboarder (* 1937)
- 17. Januar: Lindley Murray, US-amerikanischer Tennisspieler (* 1892)
- 18. Januar: David O. McKay, 9. Präsident der Kirche Jesu Christi der Heiligen der Letzten Tage (* 1873)
- 18. Januar: Fannie Tremblay, kanadische Schauspielerin und Komikerin (* 1885)
- 19. Januar: Albert Mähl, deutscher Schriftsteller und Journalist (* 1893)
- 19. Januar: Hal March, Komiker, Schauspieler, Fernsehmoderator und Drehbuchautor (* 1920)
- 19. Januar: L. G. McKinley, US-amerikanischer Blues-Gitarrist (* 1918)
- 20. Januar: George M. Humphrey, US-amerikanischer Geschäftsmann und Politiker (* 1890)
- 20. Januar: Hartwig Sievers, deutscher Schauspieler und Hörspielsprecher (* 1902)
- 25. Januar: Jane Bathori, französische Sängerin (* 1877)
- 26. Januar: Eduard Wirz, Schweizer Lokalhistoriker und Dichter (* 1891)
- 27. Januar: Marietta Blau, österreichische Physikerin (* 1894)
- 27. Januar: Rudolf Felmayer, österreichischer Schriftsteller (* 1897)
- 27. Januar: Erich Heckel, deutscher Maler des Expressionismus (* 1883)
- 27. Januar: Année Rinzes de Jong, niederländischer Pfarrer und Anarchist (* 1883)
- 28. Januar: William Holloway, US-amerikanischer Politiker (* 1888)
- 29. Januar: Wiktor Fjodorowitsch Bolchowitinow, sowjetischer Flugzeugkonstrukteur (* 1899)
- 29. Januar: Basil Liddell Hart, britischer Militär-Historiker, -korrespondent und Stratege (* 1895)
- 29. Januar: Kate Kühl, deutsche Kabarettistin (* 1899)
- 30. Januar: Nikolaus Adler, deutscher Theologe (* 1902)
- 30. Januar: Walter Baumgartner, Schweizer evangelisch-reformierter Theologe, Philologe, Philosoph und Ordinarius für Altes Testament und semitische Sprachen (* 1887)
- 30. Januar: Karl Degenkolb, deutscher Wirtschaftswissenschaftler und Hochschullehrer (* 1920)
- 30. Januar: Curt Frenzel, deutscher Verleger (* 1900)
- 30. Januar: Rose Stoppel, deutsche Professorin für Botanik (* 1874)
- 31. Januar: Slim Harpo, US-amerikanischer Blues-Musiker (* 1924)

### Februar
- 01. Februar: Eugène Christophe, französischer Radrennfahrer (* 1885)
- 01. Februar: Ernst Waldinger, österreichisch-US-amerikanischer Lyriker und Essayist (* 1896)
- 02. Februar: Rafael Emilio Arté, dominikanischer Musiker und Musikpädagoge (* 1873)
- 02. Februar: Bertrand Russell, britischer Mathematiker, Philosoph und Literatur-Nobelpreisträger (* 1872)
- 05. Februar: Eduard Fraenkel, deutsch-englischer Altphilologe (* 1888)
- 06. Februar: Ferdinand Streb, deutscher Architekt (* 1907)
- 06. Februar: Charles L. Terry, US-amerikanischer Politiker (* 1900)
- 07. Februar: Keen Johnson, US-amerikanischer Politiker (* 1896)
- 07. Februar: Hans Kroch, deutsch-jüdischer Bankier (* 1887)
- 07. Februar: Elila Mena, dominikanische Pianistin und Musikpädagogin (* 1918)
- 08. Februar: Lester Stoefen, US-amerikanischer Tennisspieler und -trainer (* 1911)
- 10. Februar: Abe Attell, US-amerikanischer Boxer (* 1884)
- 12. Februar: Ishman Bracey, US-amerikanischer Blues-Sänger und Gitarrist (* 1901)
- 12. Februar: Otto Gauß, deutscher Organist und Komponist (* 1877)
- 12. Februar: Patrick von Kalckreuth, deutscher Kunstmaler (* 1898)
- 13. Februar: Hans-Jürgen Krahl, Studentenaktivist der 1968er-Bewegung (* 1943)
- 15. Februar: Frank Clement, britischer Automobilrennfahrer (* 1888)
- 15. Februar: Hugh Dowding, britischer Offizier in der Royal Air Force (* 1882)
- 15. Februar: Margaret Miller Brown, kanadische Pianistin und Musikpädagogin (* 1903)
- 16. Februar: Margaretha von Plessen, deutsche Malerin (* 1894)
- 16. Februar: Francis Peyton Rous, US-amerikanischer Pathologe und Nobelpreisträger (* 1879)
- 16. Februar: Carl de Vogt, deutscher Schauspieler (* 1885)
- 17. Februar: Samuel Agnon, hebräischer Schriftsteller und Nobelpreisträger (* 1887)
- 17. Februar: Alfred Newman, US-amerikanischer Filmkomponist (* 1900)
- 20. Februar: Friedhelm Dohmann, Mitglied des Deutschen Bundestages (* 1931)
- 20. Februar: João Café Filho, Präsident von Brasilien (* 1899)
- 20. Februar: Tüdel Weller, deutscher Journalist und Schriftsteller (* 1902)
- 21. Februar: Peter Tatsuo Doi, Erzbischof von Tokio und Kardinal der römisch-katholischen Kirche (* 1892)
- 25. Februar: Fritz Rieter-Wieland, Schweizer Offizier und Herausgeber

Mark Rothko.

- 25. Februar: Mark Rothko, russisch-amerikanischer Maler (* 1903)
- 26. Februar: Ethel Leginska, englische Pianistin, Dirigentin und Komponistin (* 1886)
- 26. Februar: Otto Schniewind, Ministerialdirektor im Reichswirtschaftsministerium (* 1887)

### März

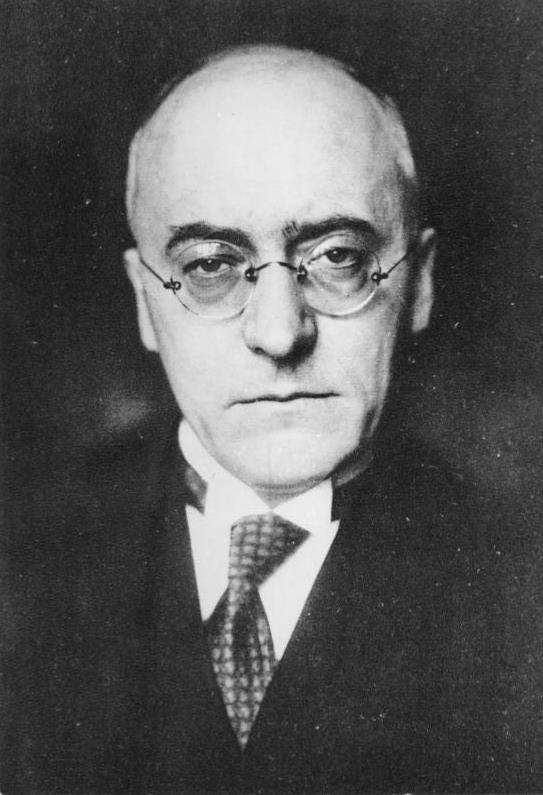
Heinrich Brüning († 30. März)

- 01. März: Alexander Abt, deutscher Offizier (* 1892)
- 03. März: Wilhelm Corsten, Historiker und Domherr in Köln (* 1890)
- 04. März: Rodolfo Moleiro, venezolanischer Lyriker (* 1898)
- 05. März: Werner Jacobi, deutscher Politiker (* 1907)
- 07. März: Cyril Monk, australischer Geiger, Musikpädagoge und Komponist (* 1882)
- 08. März: Hans Hansen, färöischer Maler (* 1920)
- 10. März: Fritz Benscher, deutscher Schauspieler, Quizmaster, Moderator, Hörspielsprecher und -regisseur (* 1904)
- 10. März: Auguste Lemaître, Schweizer evangelischer Geistlicher und Hochschullehrer (* 1887)
- 10. März: Franz Op den Orth, deutscher SPD-Politiker (* 1902)
- 10. März: Edward Statkiewicz, polnischer Geiger und Musikpädagoge (* 1921)
- 11. März: Homer Bone, US-amerikanischer Jurist und Politiker (* 1883)
- 11. März: Kurt Feldt, deutscher Kavalleriegeneral während des Zweiten Weltkriegs (* 1887)

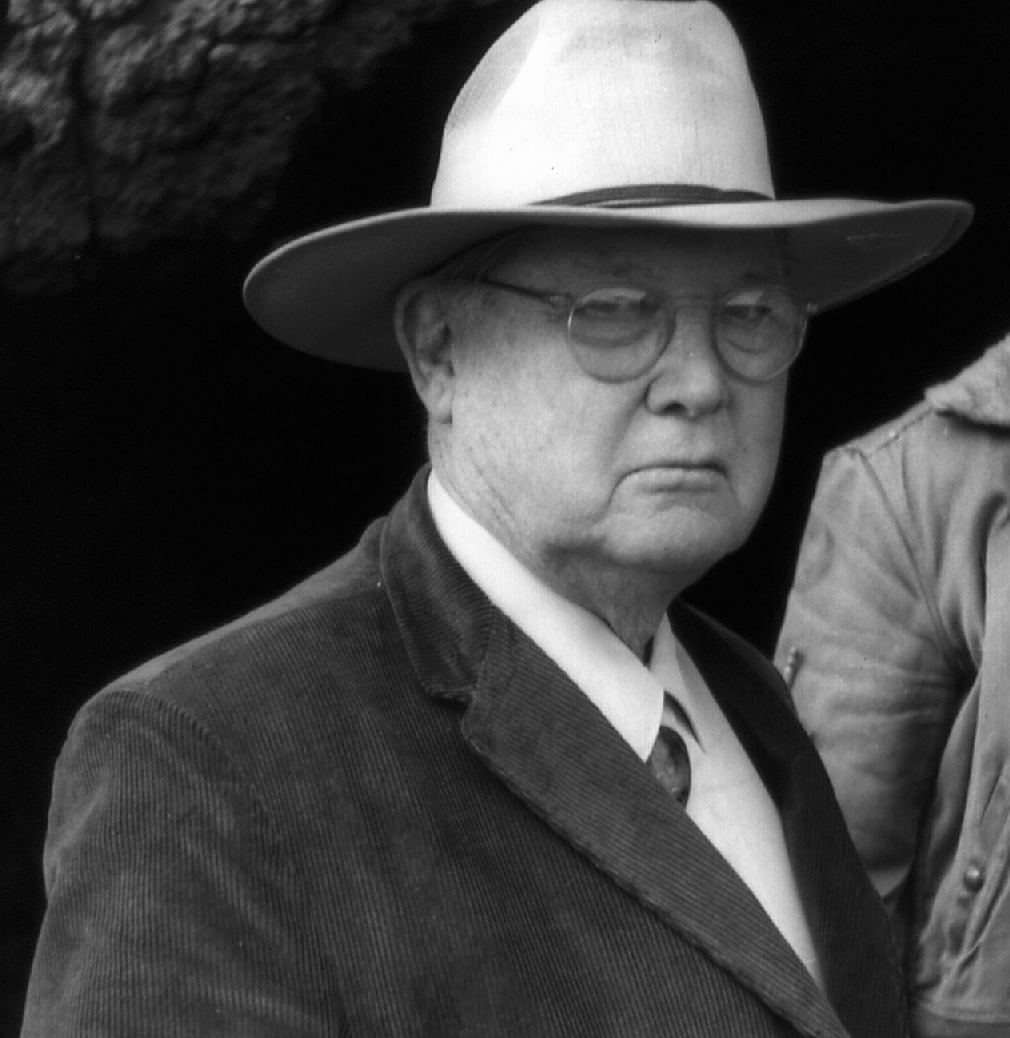
Erle Stanley Gardner, 1966

- 11. März: Erle Stanley Gardner, US-amerikanischer Schriftsteller (* 1889)
- 13. März: Sigismund von Radecki, deutscher Schriftsteller (* 1891)
- 15. März: Arthur Adamov, französischer Schriftsteller und Dramatiker (* 1908)
- 15. März: Josef Martin Bauer, deutscher Schriftsteller (* 1901)
- 15. März: Tarjei Vesaas, norwegischer Schriftsteller und Dichter (* 1897)
- 16. März: Fritz Maenicke, deutscher Bildhauer und Restaurator (* 1892)
- 17. März: Konrad Friedrich Bauer, deutscher Typograf und Lehrer (* 1903)
- 18. März: Fred Hall, US-amerikanischer Politiker (* 1916)
- 21. März: Marlen Haushofer, österreichische Schriftstellerin (* 1920)
- 23. März: Ludwig Rödl, deutscher Schachmeister (* 1907)
- 23. März: Guy Weitz, belgischer Organist und Komponist (* 1883)
- 25. März: Jesse M. Donaldson, US-amerikanischer Politiker (* 1885)
- 26. März: Fritz Ascher, deutscher Expressionist (* 1893)
- 27. März: Jacob Walcher, schwäbischer Politiker (* 1887)
- 28. März: Kingsley A. Taft, US-amerikanischer Politiker (* 1903)
- 29. März: Harold Elmer Anthony, US-amerikanischer Zoologe und Paläontologe (* 1890)
- 29. März: Vera Brittain, britische Schriftstellerin, Feministin und Pazifistin (* 1893)
- 29. März: Lew Kuleschow, sowjetischer Regisseur (* 1899)
- 29. März: Stephan Tauschitz, österreichischer Politiker (* 1889)
- 30. März: Heinrich Brüning, deutscher Politiker und Reichskanzler (* 1885)
- 31. März: Karl Schlumprecht, hoher Funktionär des NS-Regimes, Oberbürgermeister von Bayreuth (* 1901)
- 31. März: Semjon Konstantinowitsch Timoschenko, sowjetischer Marschall und Politiker (* 1895)

### April

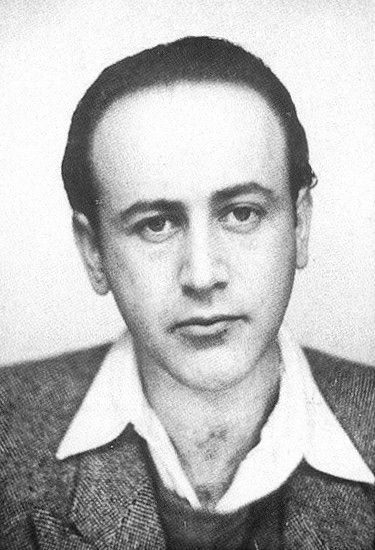
Paul Celan († 20. April)

- 01. April: Karl Heinrich Ernst Assmann, deutscher Bibliothekar (* 1890)
- 04. April: Byron Foulger, US-amerikanischer Schauspieler (* 1899)
- 04. April: Victor Otto Stomps, deutscher Verleger und Schriftsteller (* 1897)
- 04. April: Kid Thomas, US-amerikanischer Blues- und Rock-’n’-Roll-Musiker
- 05. April: Karl Graf von Spreti, deutscher Politiker (* 1907)
- 06. April: Maurice Stokes, US-amerikanischer Basketballspieler (* 1933)
- 06. April: Sam Sheppard, amerikanischer Arzt, Justizopfer (* 1923)
- 07. April: Auguste Lazar, österreichische Schriftstellerin (* 1887)
- 08. April: Charles D. Hall, britisch-amerikanischer Szenenbildner (* 1888)
- 09. April: Rudolf Arzinger, deutscher Völkerrechtler und Jurist (* 1922)
- 10. April: Rudolf Bergander, deutscher Maler und Kartenzeichner der Wehrmacht (* 1909)
- 10. April: Leopold Nenninger, deutscher Orgelbauer (* 1880)
- 10. April: Mishel Piastro, US-amerikanischer Geiger und Dirigent (* 1891)
- 11. April: Victor Desautels, kanadischer Sänger und Impresario (* 1893)
- 11. April: Lis Goebel, deutsche Malerin (* 1884)
- 11. April: John O’Hara, US-amerikanischer Schriftsteller (* 1905)
- 12. April: Armin Jeker, Schweizer Beamter (* 1894)
- 16. April: Richard Neutra, österreichisch-US-amerikanischer Architekt (* 1892)
- 17. April: Alexius I., Patriarch von Moskau und ganz Russland (* 1877)
- 17. April: Wilhelm Emanuel Süskind, deutscher Schriftsteller (* 1901)
- 18. April: Halfdan Bjølgerud, norwegischer Hochspringer (* 1884)
- 18. April: Henri Stalter, französischer Autorennfahrer (* 1884)
- 19. April: Konrad Frühwald, deutscher Politiker (* 1890)
- 19. April: Friedrich Burschell, deutscher Schriftsteller (* 1889)
- 20. April: Ludwig Herbert Gustav Emil Arnsperger, deutscher Chirurg (* 1877)
- 20. April: Paul Celan, deutscher Lyriker (* 1920)
- 21. April: Earl Hooker, US-amerikanischer Bluesmusiker (* 1930)
- 23. April: Adeline Genée, dänische Ballett-Tänzerin (* 1878)
- 24. April: Otis Spann, US-amerikanischer Blues-Pianist (* 1930)
- 25. April: Anita Louise, US-amerikanische Schauspielerin (* 1915)
- 26. April: Clemens Plassmann, deutscher Bankier (* 1894)
- 26. April: John Knittel, Schweizer Schriftsteller (* 1891)
- 27. April: Ilmari Kianto, finnischer Schriftsteller (* 1874)
- 27. April: Alexei Schubnikow, russischer Kristallograph und Mathematiker (* 1887)
- 28. April: Enrique Adolfo Jiménez Brin, 22. Staatspräsident von Panama (* 1888)
- 30. April: Herbert Molwitz, deutscher Kupferstecher und Radierer (* 1901)

### Mai
- 01. Mai: Günther Gereke, deutscher Jurist und Politiker (* 1893)
- 03. Mai: Candelario Huízar, mexikanischer Komponist (* 1882)
- 04. Mai: Heinrich Rudolph Wahlen, deutscher Kaufmann und schwedischer Konsul für Deutsch-Neuguinea (* 1873)
- 07. Mai: Wilhelm Andreae, deutscher Unternehmer (* 1895)
- 07. Mai: Willi Brundert, deutscher Kommunalpolitiker und Widerstandskämpfer (* 1912)
- 07. Mai: Carlos Estrada, uruguayischer Komponist, Dirigent und Musikpädagoge (* 1909)
- 09. Mai: Franz Etzel, deutscher Politiker (* 1902)
- 11. Mai: John Cornelius Hodges, US-amerikanischer Alt-Saxophonist (* 1906)
- 12. Mai: Władysław Anders, polnischer General und Politiker (* 1892)

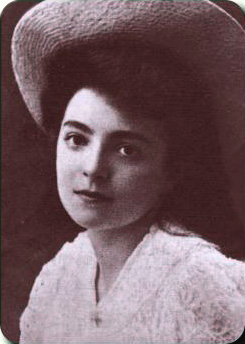
Nelly Sachs, 1910

- 12. Mai: Nelly Sachs, deutsche Schriftstellerin, Lyrikerin und Literatur-Nobelpreisträgerin (* 1891)
- 14. Mai: Fritz Perls, deutscher Psychiater und Psychotherapeut (* 1893)
- 16. Mai: Dorothee von Velsen, deutsche Schriftstellerin und Frauenrechtlerin (* 1883)
- 17. Mai: Nigel Balchin, britischer Schriftsteller (* 1908)
- 17. Mai: Georges Limbour, französischer Schriftsteller (* 1900)
- 18. Mai: Camillo Ugi, deutscher Fußballspieler (* 1884)
- 20. Mai: Oscar Schellbach, deutscher Lebenslehrer und Begründer des Mental-Positivismus (* 1901)
- 22. Mai: Goodwin Knight, 31. Gouverneur von Kalifornien (* 1896)
- 23. Mai: Hans Streuli, Schweizer Politiker (* 1892)
- 25. Mai: Esra Atja, israelischer Rabbiner (* 1881)
- 28. Mai: Iuliu Hossu, Bischof von Fagaras und Kardinal (* 1885)
- 29. Mai: Sünuhi Arsan, türkischer Jurist (* 1899)
- 30. Mai: Edwin C. Johnson, US-amerikanischer Politiker (* 1884)
- 30. Mai: Heinz Ludwig, deutscher Maler, Graphiker und Comiczeichner (* 1906)
- 31. Mai: Terry Sawchuk, kanadischer Eishockeyspieler (* 1929)

### Juni
- 01. Juni: Russ Stein, US-amerikanischer American-Football-Spieler und Sheriff (* 1896)

Sukarno

- 02. Juni: Lucía Sánchez Saornil, spanische Schriftstellerin, Feministin und Anarchistin (* 1895)
- 02. Juni: Giuseppe Ungaretti, italienischer Schriftsteller (* 1888)
- 03. Juni: Hjalmar Schacht, deutscher Politiker, Bankier, Minister und Reichsbankpräsident (* 1877)
- 05. Juni: Hans Wilhelmi, deutscher Politiker (* 1899)
- 06. Juni: Lewis L. Lorwin, US-amerikanischer Ökonom und Sozialwissenschaftler (* 1883)
- 07. Juni: E. M. Forster, britischer Schriftsteller (* 1879)
- 07. Juni: Franz Huth, deutscher Pastellmaler (* 1876)
- 07. Juni: Ida Kerkovius, deutsche Malerin und Bildteppichweberin (* 1879)
- 08. Juni: Abraham Maslow, US-amerikanischer Psychologe (* 1908)
- 10. Juni: James Donald Barnes, britischer Autorennfahrer (* 1907)
- 11. Juni: Earl Grant, US-amerikanischer Sänger und Gitarrist (* 1933)
- 11. Juni: Alexander Fjodorowitsch Kerenski, russischer Politiker (* 1881)
- 11. Juni: Frank Laubach, US-amerikanischer evangelikaler Missionar, Mystiker und Autor (* 1970)
- 12. Juni: Heinrich Drake, deutscher Politiker (* 1881)
- 14. Juni: Roman Ingarden, polnischer Philosoph (* 1893)
- 16. Juni: Elsa Triolet, französische Schriftstellerin (* 1896)
- 16. Juni: Sydney Chapman, britischer Astronom und Geophysiker (* 1888)
- 17. Juni: Sammy Newsome, britischer Autorennfahrer (* 1901)
- 20. Juni: Franz Königshofer, österreichischer Komponist und Professor (* 1901)
- 20. Juni: Max Spielmann, deutschsprachiger Architekt (* 1881)
- 21. Juni: Piers Courage, britischer Automobilrennfahrer (* 1942)
- 21. Juni: Lew Kassil, russischer Schriftsteller und Kinderbuchautor (* 1905)
- 21. Juni: Sukarno, indonesischer Politiker (* 1901)
- 21. Juni: Otto Spülbeck, römisch-katholischer Theologe und Bischof des Bistums Meißen (* 1904)
- 22. Juni: William Melville Martin, kanadischer Politiker und Richter (* 1876)
- 23. Juni: István Fekete, ungarischer Schriftsteller (* 1900)
- 24. Juni: Fritz Adler, deutscher Archivar und Museumsdirektor (* 1889)
- 26. Juni: Fernando Arbello, puerto-ricanischer Jazz-Posaunist und Komponist (* 1907)
- 27. Juni: Poul F. Joensen, färöischer Dichter (* 1898)
- 29. Juni: Günther Messner, Bergsteiger und jüngerer Bruder von Reinhold Messner (* 1946)
- 29. Juni: Stefan Andres, deutscher Schriftsteller (* 1906)

### Juli

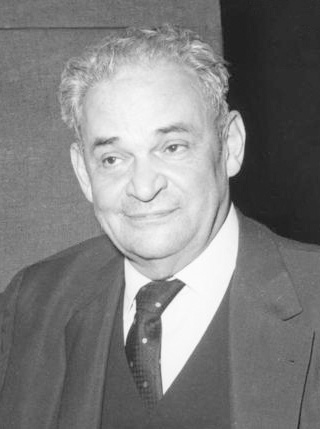
Fritz Kortner († 22. Juli)

- 02. Juli: Valeriano Pompeo Maurizio Arri, italienischer Leichtathlet (* 1892)
- 02. Juli: Denis Dayan, französischer Automobilrennfahrer (* 1942)
- 02. Juli: Yasutaro Hirai, japanischer Professor für Betriebswirtschaftslehre (* 1896)
- 04. Juli: Barnett Newman, US-amerikanischer Maler (* 1905)
- 04. Juli: Walter Strzygowski, österreichischer Wirtschaftsgeograph (* 1908)
- 05. Juli: LeRoy Apker, US-amerikanischer experimenteller Festkörperphysiker (* 1915)
- 06. Juli: Fritz von Ameln, deutscher Politiker (* 1901)
- 07. Juli: Allen Lane, britischer Verleger (* 1902)
- 09. Juli: Jean-Louis Rolland, französischer Politiker (* 1891)
- 10. Juli: Félix Gaillard, französischer Premierminister (* 1919)
- 12. Juli: Heinrich Grafenhorst, deutscher Priester und Bischöflich Münsterscher Offizial (* 1906)
- 13. Juli: Gonzalo Roig, kubanischer Komponist (* 1890)
- 14. Juli: Adolf Uzarski, deutscher Schriftsteller, Maler und Graphiker (* 1885)
- 14. Juli: Herbert Zand, österreichischer Erzähler, Lyriker, Essayist und Übersetzer (* 1923)
- 15. Juli: Eric Berne, kanadischer Arzt und Psychiater (* 1910)
- 15. Juli: Alfred Schieske, deutscher Schauspieler (* 1908)
- 16. Juli: Hector Gratton, kanadischer Komponist, Arrangeur, Dirigent und Musikpädagoge (* 1900)
- 17. Juli: Alphonse Attardi, italo-amerikanischer Mafioso und Pentito (* 1892)
- 19. Juli: Egon Eiermann, deutscher Architekt (* 1904)
- 20. Juli: Horst Muys, deutscher Schlagersänger und Kölner Karnevalist (* 1925)
- 21. Juli: Ilse Stanley, deutsche Schauspielerin (* 1906)
- 22. Juli: Fritz Kortner, deutscher Schauspieler und Theaterregisseur (* 1892)
- 24. Juli: Gerhard Graubner, deutscher Architekt (* 1899)
- 24. Juli: Werner Schramm, deutscher Bühnenbildner, Bildnis-, Figuren- und Landschaftsmaler (* 1898)
- 25. Juli: Johann Andres, österreichischer Fußballspieler (* 1887)
- 27. Juli: António de Oliveira Salazar, portugiesischer Ministerpräsident (* 1889)
- 27. Juli: Albert de Jong, niederländischer Autor und Anarchosyndikalist (* 1891)
- 28. Juli: Marie Sieger-Polack, deutsche Malerin (* 1886)
- 29. Juli: Johannes Sigfred Andersen, norwegischer Schmuggler, Verbrecher und Widerstandskämpfer (* 1898)
- 29. Juli: John Barbirolli, britischer Dirigent und Cellist (* 1899)
- 30. Juli: Dan A. Kimball, US-amerikanischer Politiker (* 1896)
- 30. Juli: George Szell, ungarisch-amerikanischer Dirigent (* 1897)

### August
- 01. August: Giuseppe Pizzardo, Kardinal der römisch-katholischen Kirche (* 1877)
- 01. August: Frances Farmer, US-amerikanische Schauspielerin (* 1913)

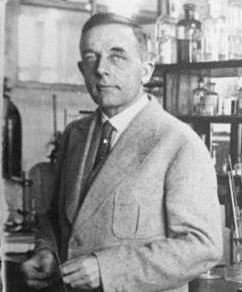
Otto Warburg

- 01. August: Otto Warburg, deutscher Biochemiker, Arzt, Physiologe und Nobelpreisträger (* 1883)
- 04. August: Edmond Audemars, schweizerischer Radrennfahrer, Flugpionier und Unternehmer (* 1882)
- 05. August: Tom Hanson, US-amerikanischer American-Football-Spieler (* 1907)
- 05. August: Magdalene Pauli, Schriftstellerin (* 1875)
- 06. August: Albert Aereboe, deutscher Maler (* 1889)
- 06. August: Albin Kitzinger, deutscher Fußballspieler (* 1912)
- 07. August: Ingolf Dahl, US-amerikanischer Komponist und Dirigent (* 1912)
- 07. August: Käthe Mitzlaff-Pahlke, deutsche Malerin (* 1906)
- 10. August: Joe Lapchick, US-amerikanischer Basketballspieler und -trainer (* 1900)
- 10. August: Alexander Gode, Begründer der Plansprache Interlingua (* 1906)
- 10. August: Bernd Alois Zimmermann, deutscher Komponist (* 1918)
- 10. August: John Carlyle Raven, schottischer Psychologe (* 1902)
- 10. August: Mikhayl Assaf, syrischer Erzbischof in Jordanien (* 1887)
- 11. August: Georg Appell, deutscher Politiker (* 1901)
- 11. August: Otto Peltzer, deutscher Leichtathlet und Trainer (* 1900)
- 12. August: Luigi Picchi, italienischer Organist, Komponist und Musikpädagoge (* 1899)
- 14. August: Friederike Nadig, deutsche Politikerin, eine der vier „Mütter des Grundgesetzes“ (* 1897)
- 15. August: Karl Andersen, norwegischer Cellist und Komponist (* 1903)
- 18. August: Ernst Lemmer, deutscher Politiker (* 1898)
- 18. August: Soledad Miranda, spanische Schauspielerin (* 1943)
- 21. August: Timothy Mather Spelman, US-amerikanischer Komponist (* 1891)
- 22. August: Richard Donovan, US-amerikanischer Komponist, Organist, Dirigent und Musikpädagoge (* 1891)
- 22. August: Hermann Knaus, österreichischer Gynäkologe (* 1892)
- 22. August: Wladimir Jakowlewitsch Propp, russischer Folklorist (* 1895)
- 25. August: Max „Xam“ Abegglen, Schweizer Fußballspieler (* 1902)
- 29. August: Luis Martínez Serrano, mexikanischer Pianist, Komponist und Dirigent spanischer Herkunft (* 1900)
- 30. August: Abraham Zapruder, US-amerikanischer Textilhersteller, Hobbyfilmer (* 1905)
- 30. August: Del Moore, US-amerikanischer Schauspieler und Komiker (* 1916)
- 31. August: Booker Ervin, US-amerikanischer Jazz-Saxophonist (* 1930)

### September
- 01. September: François Mauriac, französischer Schriftsteller und Nobelpreisträger (* 1885)
- 01. September: Agnes E. Meyer, US-amerikanische Journalistin und Mäzenin (* 1887)
- 02. September: Marie-Pierre Kœnig, französischer General (* 1898)
- 02. September: Kees van Baaren, niederländischer Komponist und Musikpädagoge (* 1906)
- 03. September: Vince Lombardi, US-amerikanischer American-Football-Trainer (* 1913)
- 03. September: Alan Wilson, US-amerikanischer Gitarrist (* 1943)
- 04. September: Hans Heitmann, deutscher Lehrer und Schriftsteller (* 1904)

- 05. September: Jochen Rindt, österreichischer Automobilrennfahrer (* 1942)
- 06. September: Patricio José Argüello Ryan, Terrorist (* 1943)
- 06. September: Hans Howaldt, deutscher U-Boot-Kommandant im Ersten Weltkrieg (* 1888)
- 06. September: Arthur William Sidney Herrington, US-amerikanischer Ingenieur und Fabrikant (* 1891)
- 08. September: Franz Wiedemeier, deutscher Politiker (* 1890)
- 11. September: Ernst May, deutscher Architekt und Stadtplaner (* 1886)
- 14. September: Armgard von Alvensleben, deutsche Theologin (* 1893)
- 14. September: Rudolf Carnap, deutscher Philosoph (* 1891)
- 14. September: Anne-Marie Durand-Wever, deutsche Gynäkologin (* 1889)
- 14. September: Elfe Schneider, deutsche Schauspielerin, Synchronsprecherin und Fotografin (* 1905)
- 15. September: Heinrich Ochsner, deutscher Philosoph und Verlagslektor (* 1891)
- 15. September: Jost Trier, deutscher Germanist (* 1894)
- 17. September: Désiré Keteleer, belgischer Radrennfahrer (* 1920)
- 18. September: Karl Fitzkow, deutscher Schriftsteller, Denkmalschützer und Heimatforscher (* 1900)

- 18. September: Jimi Hendrix, afroamerikanischer Gitarrist, Sänger und Komponist (* 1942)
- 19. September: Johannes Heinrich Schultz, deutscher Neurologe (* 1884)
- 19. September: Paul Fröhlich, Mitglied des Politbüros des Zentralkomitees der SED (* 1913)
- 20. September: Arturo Rosenblueth, mexikanischer Physiologe (* 1900)
- 20. September: José Mojica, mexikanischer Sänger und Schauspieler (* 1896)
- 20. September: Wilhelm Münker, Mitbegründer des Deutschen Jugendherbergswerkes (* 1874)
- 21. September: Maurice Deprez, französischer Automobilrennfahrer (* 1890)
- 21. September: Fritz von Twardowski, deutscher Diplomat (* 1890)
- 22. September: Alice Hamilton, amerikanische Pathologin (* 1869)
- 22. September: Lucien Pailler, französischer Autorennfahrer (* 1907)
- 23. September: Charlotte Armbruster, deutsche Politikerin (* 1886)
- 23. September: Bourvil, französischer Schauspieler (* 1917)
- 24. September: Émile Gour, kanadischer Sänger und Chorleiter (* 1893)

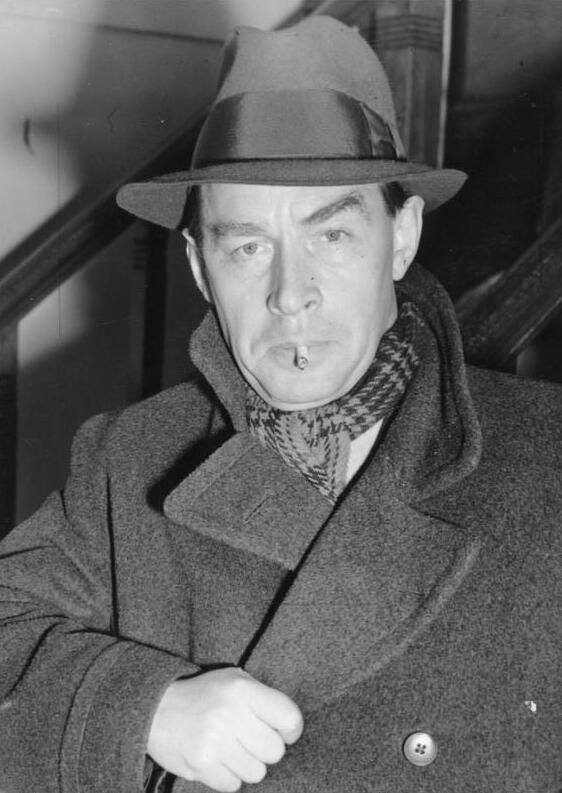
Erich Maria Remarque († 25. September)

- 25. September: Erich Maria Remarque, deutscher Autor (* 1898)
- 27. September: Hermann Maas, christlicher Widerstandskämpfer, Theologe (* 1877)
- 28. September: John Dos Passos, US-amerikanischer Schriftsteller (* 1896)

- 28. September: Gamal Abdel Nasser, ägyptischer Politiker (* 1918)
- 29. September: Hans Aufricht-Ruda, deutsch-US-amerikanischer Schriftsteller und Psychotherapeut (* 1899)
- 30. September: Patrick Aherne, britischer Schauspieler (* 1901)
- 30. September: Benedetto Aloisi Masella, Kardinal der römisch-katholischen Kirche (* 1879)
- 30. September: Júlio Botelho Moniz, portugiesischer General (* 1900)

### Oktober

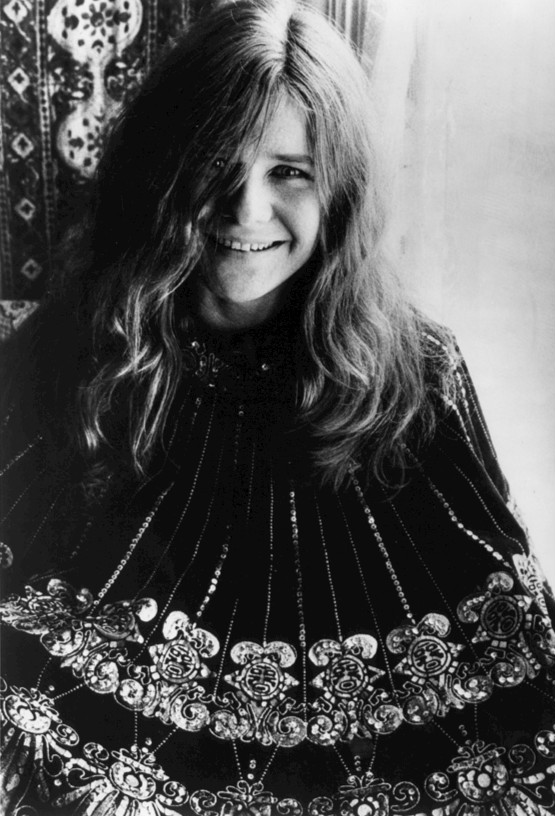
Janis Joplin

- 01. Oktober: Petar Konjović, serbischer Komponist, Musikpädagoge und -wissenschaftler (* 1883)
- 02. Oktober: Nicholson Barney Adams, US-amerikanischer Romanist und Hispanis (* 1895)
- 02. Oktober: Charles Méré, französischer Schriftsteller (* 1883)
- 02. Oktober: Lucien Lemesle, französischer Automobilrennfahrer (* 1897)
- 02. Oktober: Grethe Weiser, deutsche Schauspielerin (* 1903)
- 04. Oktober: Janis Joplin, US-amerikanische Sängerin, Rock- und Bluesmusikerin (* 1943)
- 04. Oktober: Jella Lepman, deutsche Journalistin, Gründerin der Internationalen Jugendbibliothek (* 1891)
- 09. Oktober: Jean Giono, französischer Schriftsteller und Erzähler (* 1895)
- 10. Oktober: Édouard Daladier, französischer Politiker (* 1884)
- 10. Oktober: Adam Rapacki, polnischer Politiker (* 1909)
- 12. Oktober: Noud Stempels, niederländischer Fußballspieler (* 1882)
- 13. Oktober: Arnold Büchli, Schweizer Lehrer, Heimat- und Volkstumsforscher (* 1885)
- 13. Oktober: Peter von der Mühll, schweizerischer Altphilologe (* 1885)
- 18. Oktober: Krim Belkassem, algerischer Offizier und Politiker (* 1922)
- 19. Oktober: Lázaro Cárdenas del Río, von 1934 bis 1940 Präsident von Mexiko (* 1895)
- 19. Oktober: Fritz Jöde, deutscher Musikpädagoge (* 1887)
- 19. Oktober: Unica Zürn, deutsche Zeichnerin und Prosa-Schriftstellerin (* 1916)
- 20. Oktober: Sosthènes de la Rochefoucauld, französischer Automobilrennfahrer (* 1897)
- 21. Oktober: John Thomas Scopes, US-amerikanischer Lehrer (* 1900)
- 22. Oktober: Pauline Donalda, kanadische Sängerin und Gesangslehrerin (* 1882)
- 22. Oktober: Samson François, französischer Pianist und Komponist (* 1924)
- 25. Oktober: René Schneider, chilenischer General (* 1913)
- 26. Oktober: Marcel Minnaert, belgischer Astronom (* 1893)
- 28. Oktober: Dorothy Vernon, US-amerikanische Schauspielerin (* 1875)
- 30. Oktober: Alexandr Hořejší, tschechischer Dichter und Übersetzer (* 1901)
- 31. Oktober: Heinrich Blücher, deutscher Philosoph (* 1899)
- 31. Oktober: Oskar Kurt Döbrich, deutscher Maler und Grafiker (* 1911)

### November

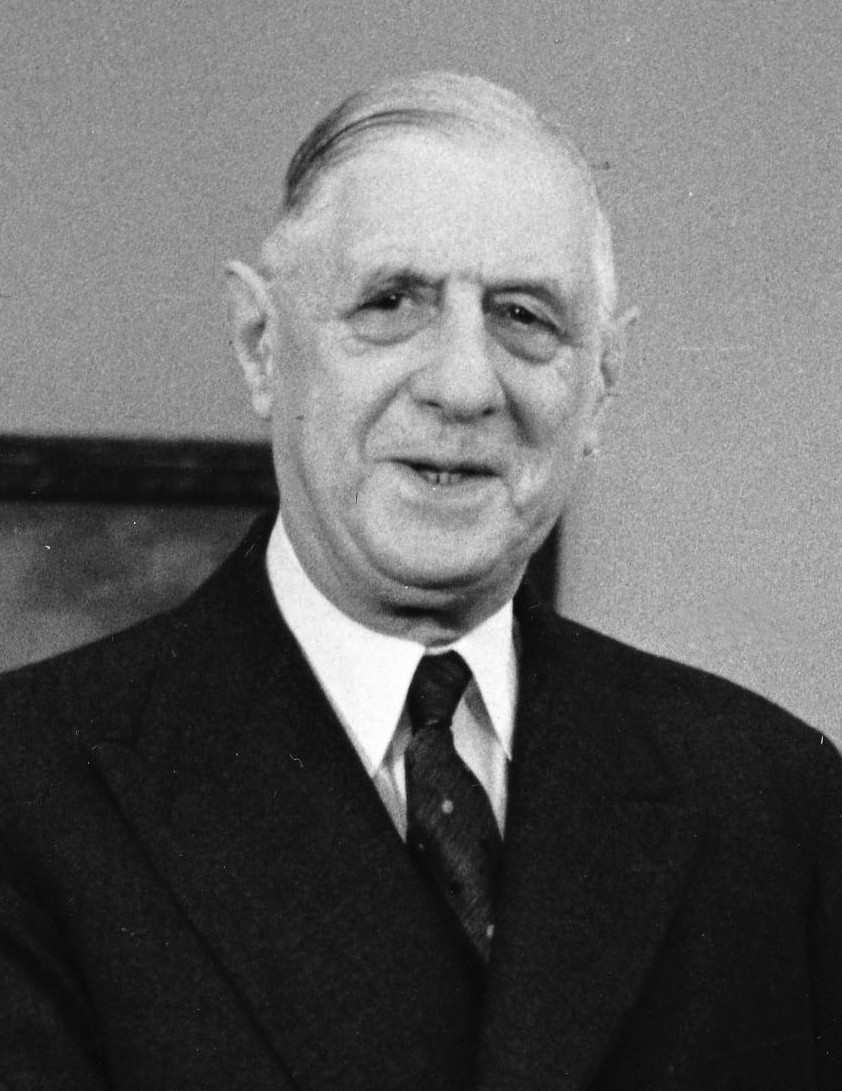
Charles de Gaulle († 9. November)

- 01. November: Hertha Feiler, österreichische Schauspielerin (* 1916)
- 01. November: Anton Werkgartner, österreichischer Gerichtsmediziner (* 1890)
- 02. November: Richard James Cushing, Erzbischof von Boston und Kardinal (* 1895)
- 02. November: Johannes Urzidil, österreichisch-tschechoslowakischer Schriftsteller (* 1896)
- 02. November: Pierre Veyron, französischer Automobilrennfahrer (* 1903)
- 03. November: Peter II., König von Jugoslawien (* 1923)
- 03. November: Alexei Berest, sowjetischer Kosmonaut (* 1921)
- 04. November: Lewis Lyne, britischer Offizier (* 1899)
- 04. November: Shambhu Maharaj, indischer Tänzer (* 1904)
- 04. November: Walther Felix Mueller, Weimarer Oberbürgermeister (* 1879)
- 06. November: Heinrich Kloidt, Professor für Betriebswirtschaftslehre (* 1905)
- 06. November: Agustín Lara, mexikanischer Komponist und Sänger (* 1897)
- 07. November: Edward Curtiss, US-amerikanischer Filmeditor (* 1898)
- 08. November: Napoleon Hill, US-amerikanischer Schriftsteller (* 1883)
- 09. November: Charles de Gaulle, französischer Politiker (* 1890)
- 10. November: Ada Haseloff-Preyer, deutsche Malerin (* 1878)
- 10. November: Hellmuth Heye, deutscher Admiral und Politiker (* 1895)
- 10. November: Heinz Rutishauser, Schweizer Mathematiker (* 1918)
- 11. November: Georg Dewald, deutscher Politiker und MdB (* 1892)
- 15. November: Franz Hartl, österreichischer Politiker (* 1901)
- 16. November: Władysław Szafer, polnischer Botaniker und Ökologe (* 1886)
- 17. November: Walter Kaßner, SED-Politiker und Bürgermeister in Magdeburg (* 1894)
- 18. November: Arthur Laumann, deutscher Offizier einer Fliegergruppe im Ersten Weltkrieg (* 1894)
- 19. November: Andrei Iwanowitsch Jerjomenko, Marschall der Sowjetunion und Militärtheoretiker (* 1892)
- 19. November: Abdelaziz Ben Tifour, franco-algerischer Fußballspieler (* 1927)

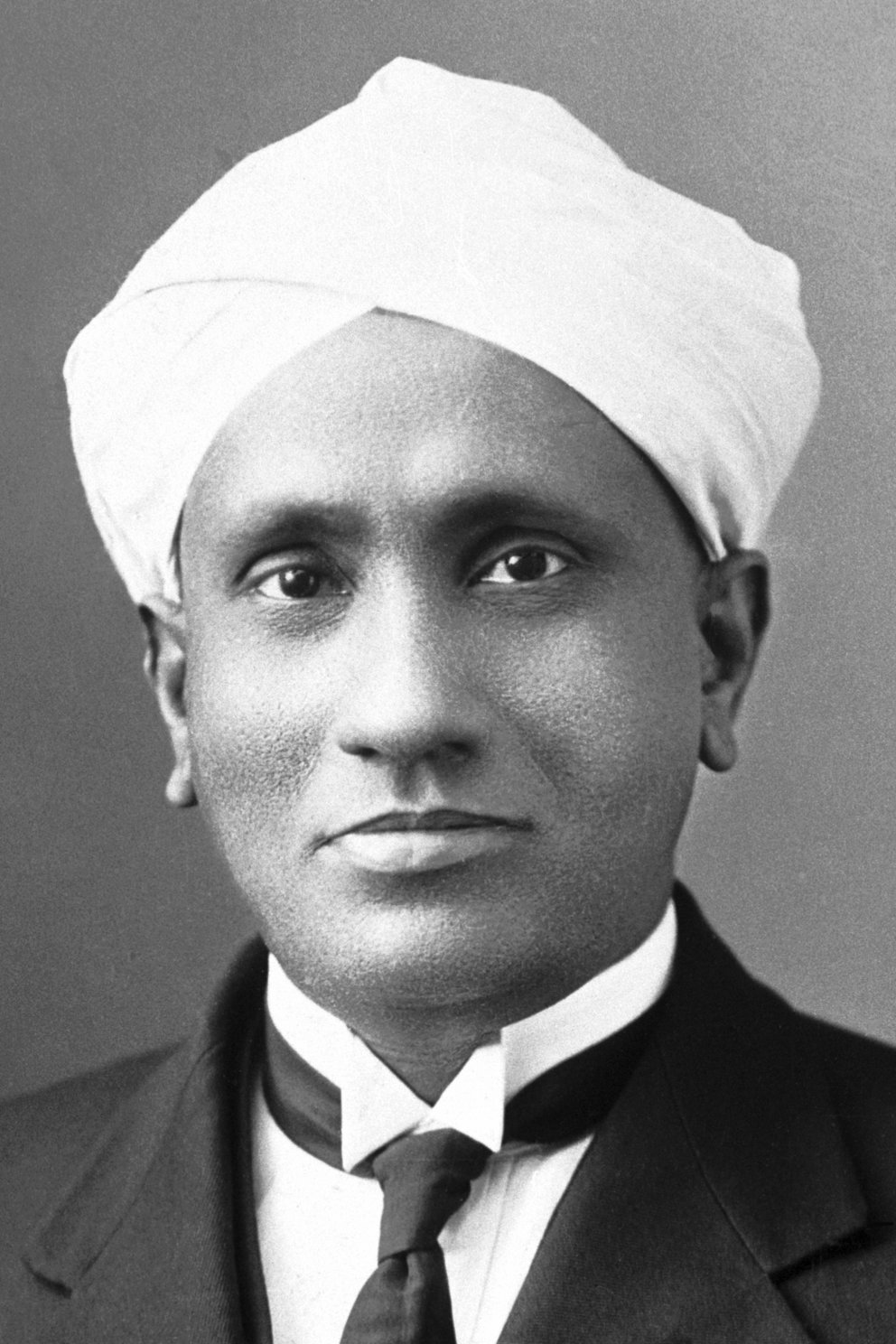
C. V. Raman

- 21. November: C. V. Raman, indischer Physiker und Nobelpreisträger (* 1888)
- 22. November: Max P. Pottag, deutscher Hornist (* 1876)
- 23. November: Yusof bin Ishak, singapurischer Politiker (* 1910)
- 23. November: Jauhen Zikozki, weißrussischer Komponist (* 1893)
- 24. November: Alice Seeley Harris, britische Missionarin und Fotografin (* 1870)
- 25. November: Mishima Yukio, japanischer Schriftsteller und politischer Aktivist (* 1925)
- 26. November: Kurt Blaum, deutscher Politiker (* 1884)
- 27. November: Karl Foerster, deutscher Gärtner, Staudenzüchter und Schriftsteller (* 1874)
- 28. November: Fritz von Unruh, deutscher Schriftsteller und Dichter (* 1885)
- 28. November: Jan Drda, tschechischer Prosaist und Dramatiker (* 1915)
- 29. November: Karl Ottó Runólfsson, isländischer Komponist (* 1900)

### Dezember
- 01. Dezember: Hermann Detzner, deutscher Offizier und Schriftsteller (* 1882)
- 04. Dezember: Augusto Rangone, italienischer Fußballtrainer, -schiedsrichter, -funktionär und Journalist (* 1885)
- 05. Dezember: Heinz Auerswald, deutscher Jurist (* 1908)
- 05. Dezember: Erich Schneider, deutscher Wirtschaftstheoretiker (* 1900)
- 06. Dezember: Jean Déré, französischer Komponist und Musikpädagoge (* 1886)
- 07. Dezember: Romaine Brooks, US-amerikanische Malerin und Bildhauerin (* 1874)

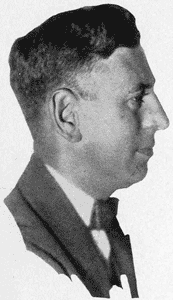
Rube Goldberg

- 07. Dezember: Rube Goldberg, US-amerikanischer Cartoonist (* 1883)
- 09. Dezember: Artjom Iwanowitsch Mikojan, sowjetischer Flugzeugkonstrukteur (* 1905)
- 10. Dezember: Thelma Wood, amerikanische Silverpoint-Künstlerin und Bildhauerin (* 1901)
- 12. Dezember: John Paddy Carstairs, britischer Schriftsteller, Filmregisseur und Drehbuchautor (* 1910)
- 13. Dezember: Heinrich Maria Davringhausen, deutscher Maler (* 1894)
- 15. Dezember: Gaston Duval, französischer Automobilrennfahrer (* 1896)
- 16. Dezember: Paul von Guilleaume, deutscher Automobilrennfahrer und Motorsportfunktionär (* 1893)
- 17. Dezember: Albrecht Köstlin, deutscher Agrarökonom, Landarbeitswissenschaftler und Bautechnologe (* 1905)
- 19. Dezember: Hellmuth von Rabenau, deutscher Marineoffizier und Segelschulleiter (* 1885)
- 21. Dezember: Henri Willem Hoesen, niederländischer Arzt (* 1885)
- 23. Dezember: Elyesa Bazna, deutscher Spion (* 1904)
- 24. Dezember: Nikolai Schwernik, sowjetischer Politiker (* 1888)
- 24. Dezember: Herbert Wunsch, österreichischer Tischtennisspieler (* 1917)
- 25. Dezember: Robert Lejeune, Schweizer evangelischer Geistlicher (* 1891)
- 26. Dezember: Lillian Board, britische Leichtathletin und Olympionikin (* 1948)
- 28. Dezember: Thilda Harlor, französische Feministin (* 1871)
- 29. Dezember: Adalbert von Bayern, deutscher Schriftsteller (* 1886)
- 30. Dezember: Sonny Liston, US-amerikanischer Boxer (* 1932)
- 30. Dezember: Arsenio Rodríguez, kubanischer Musiker und Komponist (* 1911)
- 31. Dezember: Michael Balint, ungarischer Psychoanalytiker (* 1896)
- 31. Dezember: Alexandre Garbell, französischer Maler (* 1903)
- 31. Dezember: Franz Xaver Unertl, deutscher Politiker (* 1911)

### Tag unbekannt
- Martin Aku, togoisch-französischer Arzt, Autor und Politiker (* 1913)
- Sigfrid Vilhelm Arnell, schwedischer Botaniker (* 1895)

### Gestorben um 1970
- Paquita Escribano, spanische Sängerin (* um 1890)

## Wissenschaftspreise

### Nobelpreise

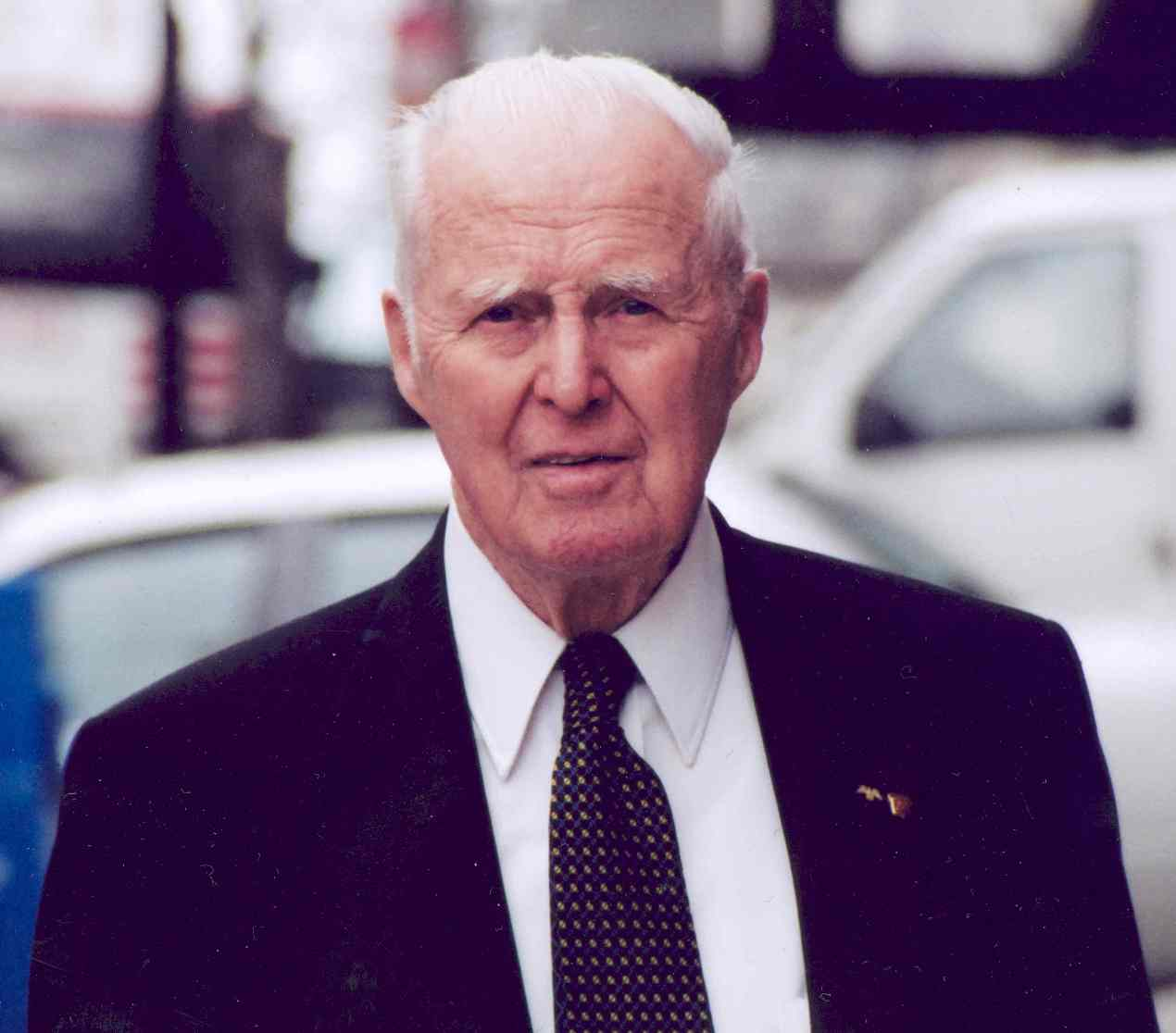
Norman Borlaug (2004)

- Physik: Hannes Alfvén und Louis Néel
- Chemie: Luis Federico Leloir
- Medizin: Bernard Katz, Ulf von Euler und Julius Axelrod
- Literatur: Alexander Solschenizyn
- Friedensnobelpreis: Norman Ernest Borlaug
- Wirtschaftswissenschaft: Paul Samuelson

### Fields-Preis
- Alan Baker, für Arbeiten zu diophantischen Gleichungen, Verallgemeinerung des Satzes von Gelfond-Schneider, dadurch Nachweis weiterer Zahlen als transzendent (Zahlentheorie).
- Heisuke Hironaka, für die Verallgemeinerung eines Resultats von Zariski zur Auflösung von Singularitäten algebraischer Varietäten für Dimensionen kleiner gleich drei auf beliebige Dimensionen (Algebraische Geometrie).
- Sergei Nowikow, für den Beweis der topologischen Invarianz der rationalen Pontrjagin-Klassen von differenzierbaren Mannigfaltigkeiten, Untersuchungen zur Kohomologie und Homotopie von Thom-Räumen (Algebraische Topologie).
- John G. Thompson, für den Beweis des Satzes von Feit-Thompson, dass jede Gruppe ungerader Ordnung auflösbar ist, und Klassifikation der endlichen einfachen Gruppen, deren echte Untergruppen auflösbar sind (Gruppentheorie).

### Turing Award
- James H. Wilkinson, für Numerische Mathematik, lineare Algebra und „Rückwärts“-Fehleranalyse.

## Musik
- Die britische Rockband Queen wird gegründet.
- Die britische Folkband Jade Warrior wird gegründet.
- Liste der Nummer-eins-Hits in Deutschland (1970).
- Am 21. März gewinnt Dana mit dem Lied All Kinds of Everything für Irland die 15. Auflage des Eurovision Song Contest in Amsterdam.
- Die deutsche Band Kraftwerk wird gegründet.